# Història del Japó
La història del Japó (日本 の 歴史 Nihon no rekishi / 日本史 Nihonshi) és la successió dels fets esdevinguts dins l'arxipèlag japonès, amb l'aparició de fets aïllats per la seva naturalesa geogràfica com a nació insular i també per fets influïts, en primer lloc, per l'Imperi de la Xina, el qual va definir el seu llenguatge i escriptura i, entre d'altres, la seva cultura política. D'altra banda, compta també amb la influència occidental, que converteix el país en una nació industrial, amb la qual cosa aconsegueix exercir una esfera d'influència i una expansió territorial sobre l'àrea del Pacífic, però després de la Segona Guerra Mundial es va aturar i va mantenir un esquema de nació industrial amb vincles a la tradició cultural del país.
L'aparició dels primers habitants al Japó data del Paleolític i, tot i no haver-hi consens de la data aproximada, s'assegura que va passar fa uns 35.000 anys. Entre els anys 11.000 i 500 aC, aquests habitants van desenvolupar un tipus de terrissa característica, comunament anomenada «Jōmon», considerada la més antiga del món i amb la qual s'identifica aquest període. Posteriorment va aparèixer una cultura coneguda com a «Yayoi», que feia servir eines de metall i conreava arròs.
El 794 la cort imperial va fundar una nova capital, Heian-kyō (actual Kyoto), on es va establir un govern més acomodat amb les necessitats japoneses, cosa que donà origen a una cultura nativa altament sofisticada provinent de l'aristocràcia, que va desenvolupar una cultura tradicional vernacular. Un dels grups més destacats va ser el clan Fujiwara, que va arribar a apoderar-se del control de la família imperial durant 300 anys i va exercir fins i tot els deures assignats a l'emperador.
Minamoto no Yoritomo va assumir el lideratge del Japó el 1192 i instaurà la figura del shogunat com una institució militar permanent que governaria el país de facto durant gairebé 700 anys. El règim, conegut com a shogunat Kamakura, va donar inici al sistema polític feudal, però fou desarticulat el 1333 i la cort imperial proclamà la restauració. Malgrat tot, fracassà poc després de la decepció dels samurais i, el 1336, Ashikaga Takauji aconseguiria restablir el govern militar sota el shogunat Ashikaga, govern que durà fins a l'any 1600, any en què es produí la batalla de Sekigahara. Posteriorment, Tokugawa Ieyasu liderà el shogunat Tokugawa, des del 1603 fins al 1868, any en què s'inicia l'era Meiji, període durant el qual es produeix la modernització del país, que abandona definitivament el sistema feudal.
Amb la mort de l'emperador Meiji, el Japó s'havia convertit en un estat modern industrialitzat, amb un govern central, i s'havia situat com una potència dins d'Àsia, rivalitzant amb Occident. El Japó va participar durant la Primera Guerra Mundial en el bàndol dels «Aliats» al costat dels Estats Units i Anglaterra i lluità contra l'Imperi alemany. Cap a la dècada de 1930 es va accelerar l'expansió militar i eventualment el Japó es va confrontar amb la Xina per segona vegada, cosa que provocà la protesta de la comunitat internacional, i després de l'esclat de la guerra a Europa va aprofitar l'annexió d'altres zones d'Àsia. El 7 de desembre de 1941, va atacar Pearl Harbor, i amb això aquest país entrava a la Segona Guerra Mundial com a part de les «Potències de l'Eix». Tot i una sèrie de victòries inicials, derrotes davant els Aliats en batalles com la de Midway van canviar els papers a l'escenari del Pacífic. Després dels bombardejos atòmics d'Hiroshima i Nagasaki, el Japó va decidir presentar la seva rendició incondicional, per la qual cosa va estar ocupat per les forces nord-americanes, que durant un període de set anys van desmantellar l'exèrcit amb una clàusula de renúncia a la guerra, van alliberar les zones ocupades militarment, el poder polític de l'emperador va ser suprimit i el primer ministre seria elegit pel parlament; així convertien el Japó en un país pacífic i democràtic.
El 1952, el Japó va recuperar la seva sobirania amb la signatura del Tractat de San Francisco i amb l'ajuda de la comunitat internacional va créixer econòmicament. Cap a la dècada de 1960 ja competia amb altres potències, des del 1968 ha esdevingut la segona potència econòmica mundial, i en la dècada de 1980 esdevingué líder de la indústria automotriu. Políticament, el Partit Liberal Democràtic, de tendència conservadora, va estar governant de manera gairebé ininterrompuda durant la postguerra. Els primers anys del segle xxi, el Japó ha començat a reformar les pràctiques que des de la postguerra regien la societat, el govern i l'economia, sumats a un canvi polític radical el 2009 amb l'aparició d'un govern de centreesquerra.

## Periodització
La història del Japó es divideix per al seu estudi en grans períodes en termes de producció artística i desenvolupaments polítics importants. La classificació sol variar segons el criteri de cada autor, a més que molts d'aquests períodes poden ser subdividits. D'altra banda, també hi ha divergències pel que fa al principi i al final d'alguns. La classificació de l'arqueòleg Charles T. Keally és la següent:
| Períodes històrics en l'arqueologia japonesa | Períodes històrics en l'arqueologia japonesa | Períodes històrics en l'arqueologia japonesa |
| -------------------------------------------- | -------------------------------------------- | -------------------------------------------- |
| Prehistòria                                  | Paleolític                                   | 50/33.000 - 11/7.500 aC                      |
| Jōmon                                        | 11/7,500 - 500 aC                            |                                              |
| Yayoi                                        | 500 aC - 300                                 |                                              |
| Kofun                                        | 300 - 710                                    |                                              |
| Antiga (古代, Kodai)                         | Nara                                         | 710 - 794                                    |
| Heian                                        | 794 - 1185                                   |                                              |
| Medieval (中世, Chūsei)                      | Kamakura                                     | 1185 - 1392                                  |
| Muromachi                                    | 1392 - 1573                                  |                                              |
| Moderna primerenca (近世, Kinsei)            | Azuchi-Momoyama                              | 1573 - 1600                                  |
| Edo                                          | 1600 - 1868                                  |                                              |
| Moderna (近代 / 現代, Kindai / Gendai)       | Meiji                                        | 1868 - 1912                                  |
| Taishō                                       | 1912 - 1926                                  |                                              |
| Shōwa                                        | 1926 - 1989                                  |                                              |
| Heisei                                       | 1989 - present                               |                                              |

### Eres japoneses
Els nengō (年号), suposen una altra divisió de la seva història segons l'emperador regnant. El sistema de classificació per eres es basa en el nom de l'emperador, seguit per l'any corresponent al seu mandat. Per exemple, 1948 correspon a l'any Shōwa 23. Al Japó actualment es fan servir tant el sistema nengō com el calendari gregorià, encara que aquest sistema és rarament utilitzat en la bibliografia occidental.

## Història

### Període Paleolític al Japó

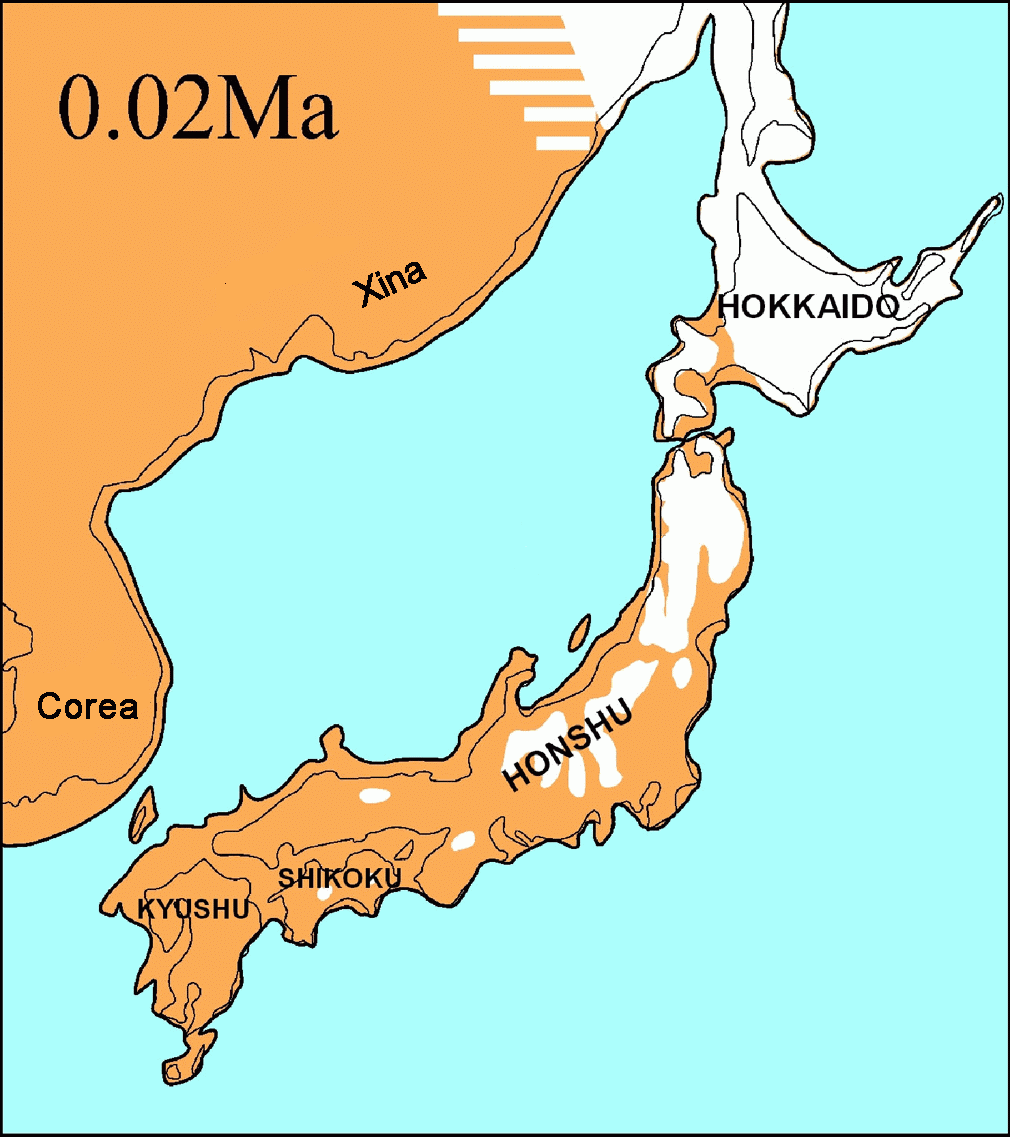
Japó durant l'última glaciació (fa uns 20.000 anys). Les zones en taronja són terra sobre el nivell del mar i les zones en blanc són àrees amb neus perpètues.

Per definició, el període Paleolític al Japó va finalitzar amb l'aparició de les primeres tècniques de terrissa, al final de l'últim període glacial, fa entre 13.000 i 10.000 anys. La datació de l'inici del Paleolític és motiu de gran controvèrsia, encara que en general s'accepta que aquest període es va trobar fa entre 50/35.000 i 13/9.500 anys.
El Paleolític tardà, que ha estat datat des de l'excavació del lloc d'Iwajuku de 1949 i del qual s'ha obtingut nombrosa informació des dels anys 1960, es pot dividir en les següents tradicions i fases:
| Tradicions                  | Fases           | Dates              |
| --------------------------- | --------------- | ------------------ |
| Eines de cantó tallat       | Fase Ia         | 33.000 - 25.000 aC |
| Eines de cantó tallat       | Fase Ib         | 25.000 - 21.000 aC |
| Eines de cantó tallat       | Fase Ic         | 21.000 - 19.000 aC |
| Eines tallades              | Fase IIa        | 19.000 - 14.000 aC |
| Eines tallades              | Fase IIb        | 14.000 - 11.000 aC |
| Treball microlític          | Fase III        | 11.000 - 10.000 aC |
| Punta bifacial de projectil | Fase IV         | 10.500 - 9.000 aC  |
| Jōmon incipient             | Jōmon incipient | 13,000 - 9500 aC   |

Es compta amb poca evidència que determini com vivien els habitants del Japó durant aquest període, a més que la presència d'humans abans de 33000 aC és controvertit. La transició entre aquest i el següent període va ser gradual i no s'han trobat indicis d'una ruptura clara o d'inconformitat entre les dues cultures.
Se sap que els primers habitants eren caçadors-recol·lectors que provenien del continent i que utilitzaven la pedra, però no tenien ceràmica o agricultura sedentària.

### Període Jōmon
El període Jōmon (縄 文 时代, Jōmon-jidai) es diferencia de l'era anterior per mitjà de la datació de l'aparició de la terrissa al país, la qual és associada comunament amb cultures agrícoles primerenques, encara que durant els primers 10.000 anys, aproximadament entre l'11.000 al 500 aC, la subsistència dels habitants va dependre principalment de la caça, la pesca i la recollida.
Aquest període pren el seu nom precisament del tipus de terrissa desenvolupada, i el seu significat és «marca de corda», senyal distintiu que deixaven les cordes sobre l'argila humida que es formava amb tires de fang i que eren cuites a baixes temperatures. La ceràmica d'aquest període és la més antiga del món.
Arqueològicament, aquesta etapa és dividida en sis subperíodes de la següent manera:
| Subperíodes     | Dates           |
| --------------- | --------------- |
| Jōmon incipient | 11000 - 7500 aC |
| Jōmon inicial   | 7500 - 4000 aC  |
| Jōmon primerenc | 4000 - 3000 aC  |
| Jōmon mitjà     | 3000 - 2000 aC  |
| Jōmon tardà     | 2000 - 1000 aC  |
| Jōmon final     | 1000 - 500 aC   |

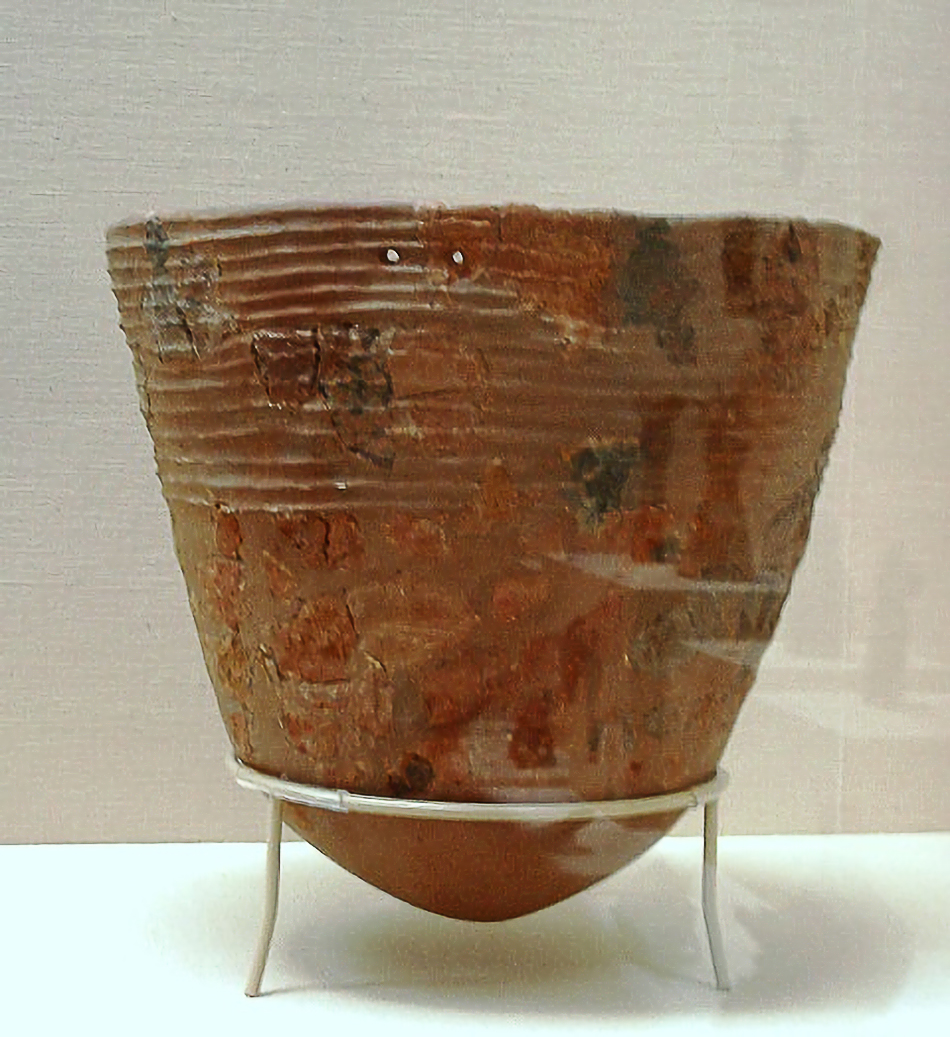
Gerro del Jōmon incipient.
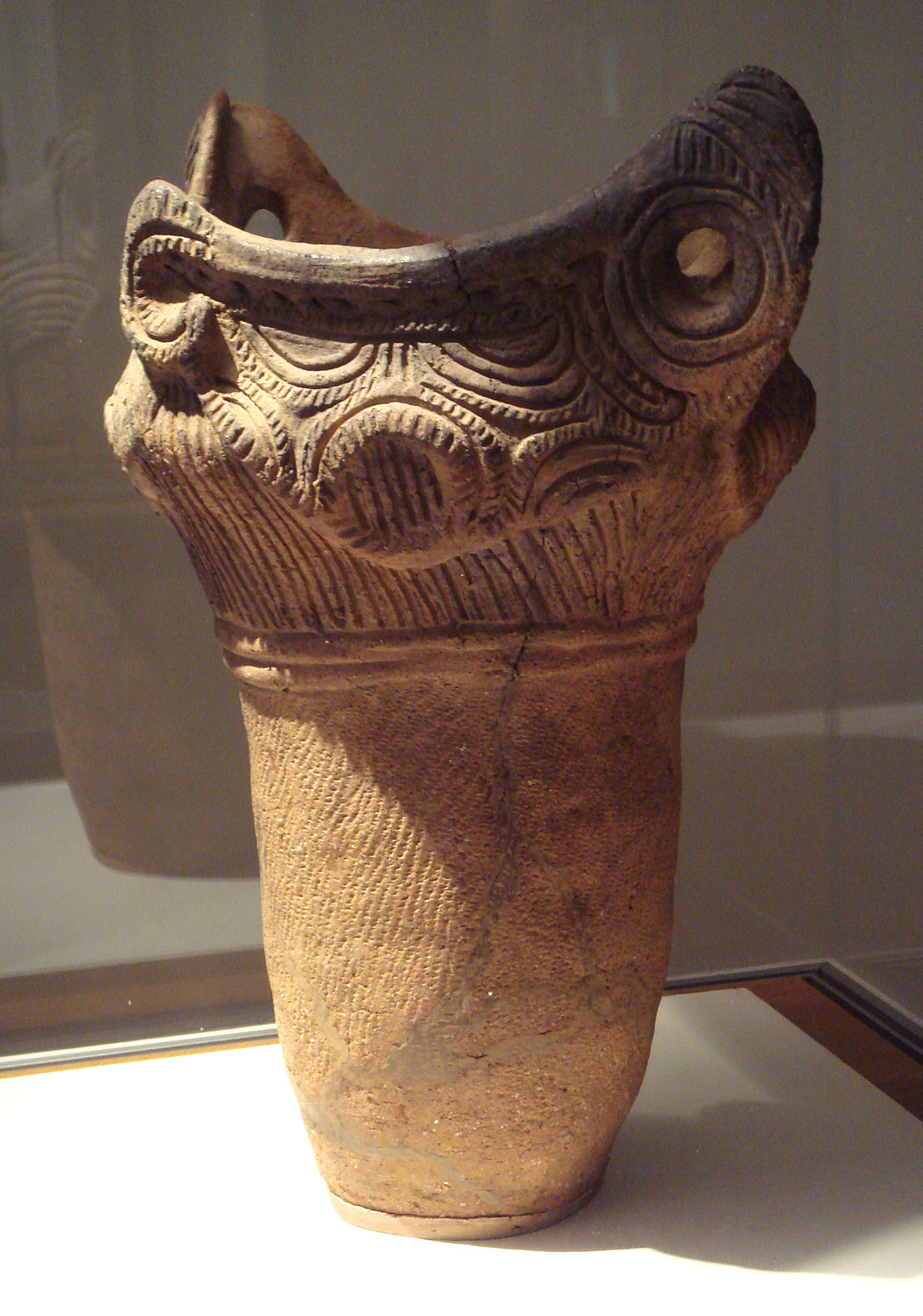
Gerro del Jōmon mitjà.
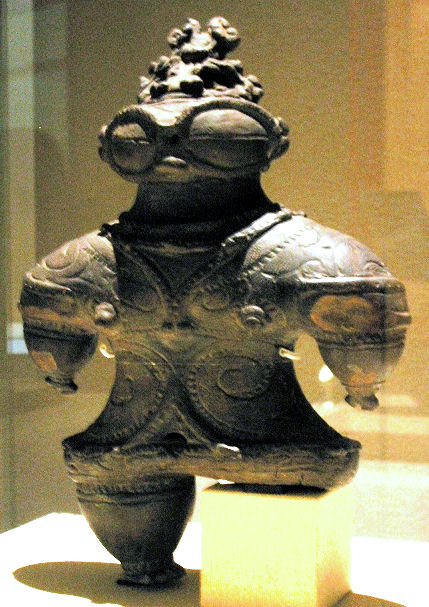
Estatueta del Jōmon final.

### Període Yayoi
La cultura del període Yayoi (弥 生 时代, Yayoi jidai) és definida al Japó com la primera a implementar els mètodes de cultiu d'arròs així com l'ús de metall, encara que arqueològicament s'identifica mitjançant la identificació de certs artefactes, especialment els estils de terrisseria. Generalment es considera que aquesta època va abastar entre el 300 aC fins al 500 de la nostra era i està dividida al seu torn en tres subperíodes:
| Subperíode                    | Fases de terrisseria en el nord de Kyūshū | Fases de terrisseria en les valls de la regió de Kantō | Fases de terrisseria a Aomori | Fases de terrisseria a Hokkaidō |
| ----------------------------- | ----------------------------------------- | ------------------------------------------------------ | ----------------------------- | ------------------------------- |
| Yayoi primerenc 500 - 100 aC. | Itazuke I                                 | Jōmon tardà                                            | Sunasawa                      | Epi-jomon                       |
| Itazuke II                    | -                                         | Seno                                                   |                               |                                 |
| Jonokoshi                     | -                                         | Nimaibashi                                             | Esan I                        |                                 |
| Yayoi mitjà 100 aC - 100 dC.  | Sugu                                      | Osagata                                                | Inakadate 1                   | Epi-jomon                       |
| Mitoko                        | Suwada                                    | Inakadate 2                                            |                               |                                 |
| Takamizuma                    | Miyanodai                                 | Nembutsuma                                             | Esan II-IV                    |                                 |
| Yayoi tardà 100 - 300         | Shimo-Okuma                               | Kugahara                                               | Oishitai                      | Epi-jomon                       |
| Nobeta                        | Yayoicho                                  | Chitose                                                |                               |                                 |
| Nishijin                      | Maenocho                                  | Chokaisan                                              | Kohoku B, C                   |                                 |

Els integrants de la cultura Yayoi eren molt diferents físicament als de la cultura Jōmon, de manera que hi ha tres teories sobre l'origen dels Yayoi:
1. Eren descendents dels Jōmon, encara que van patir canvis fisiològics a causa del canvi en la seva dieta i forma de vida.
2. Eren immigrants del continent (via Corea).
3. Eren descendents de la barreja entre els Jōmon i els immigrants.

L'ús del metall es va diversificar, des d'espases de bronze, miralls per a ritus religiosos, armes de ferro i eines agrícoles. Amb la divisió del treball va sorgir una profunda estratificació en la societat que portà a l'establiment de les classes governants i els seus súbdits; el resultat fou l'origen de territoris o cacicats.
Al final d'aquest període van existir grans quantitats de cacicats, un dels més importants fou el Yamataikoku, que posaria les bases de la nació emergent durant el període següent, la seva existència es registra en les Cròniques de Wei. En aquestes cròniques apareix una nació coneguda a la Xina com a "Wa" i sota la direcció d'una dona anomenada Himeko, probablement l'emperadriu Jingu.

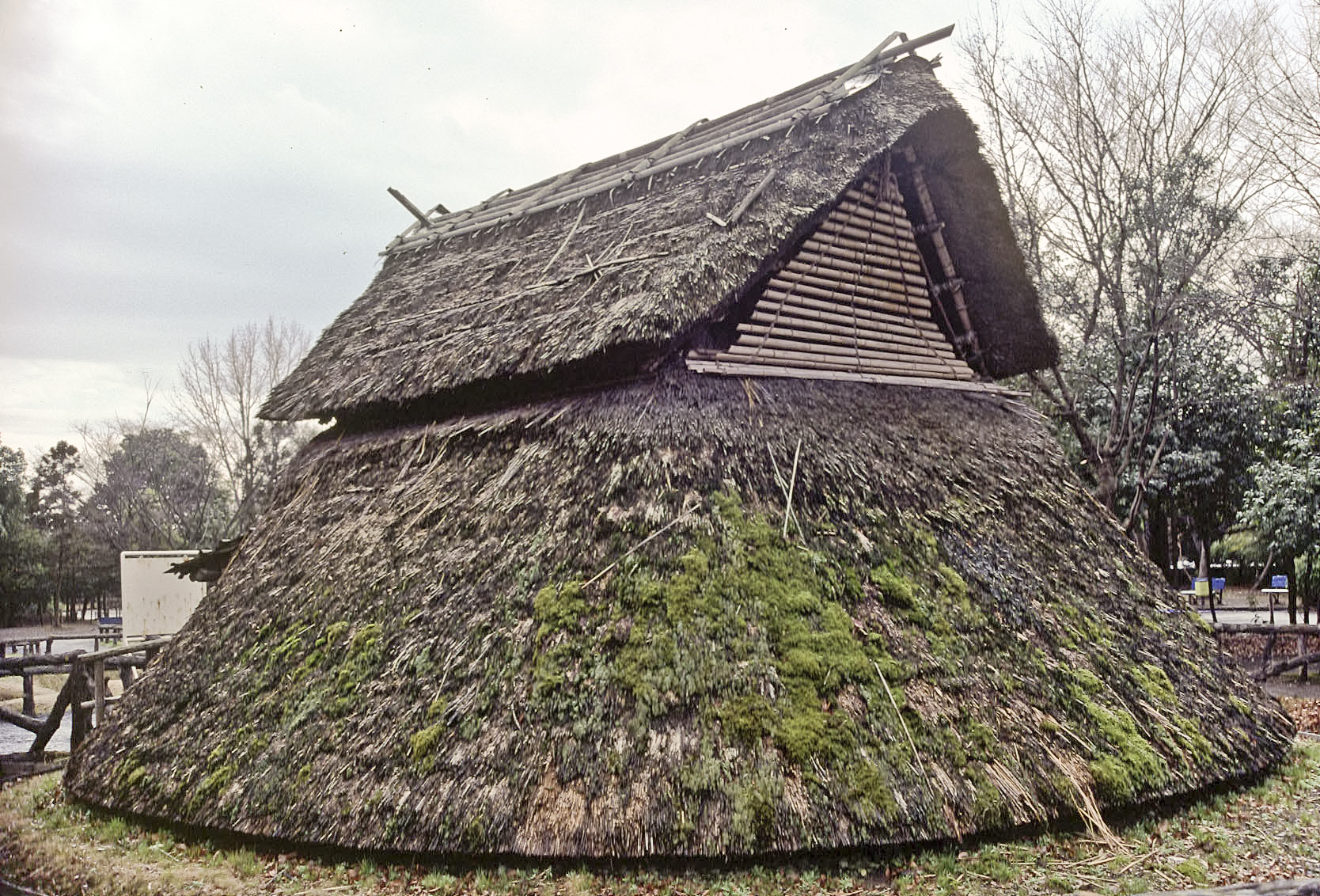
Casa típica del període Yayoi
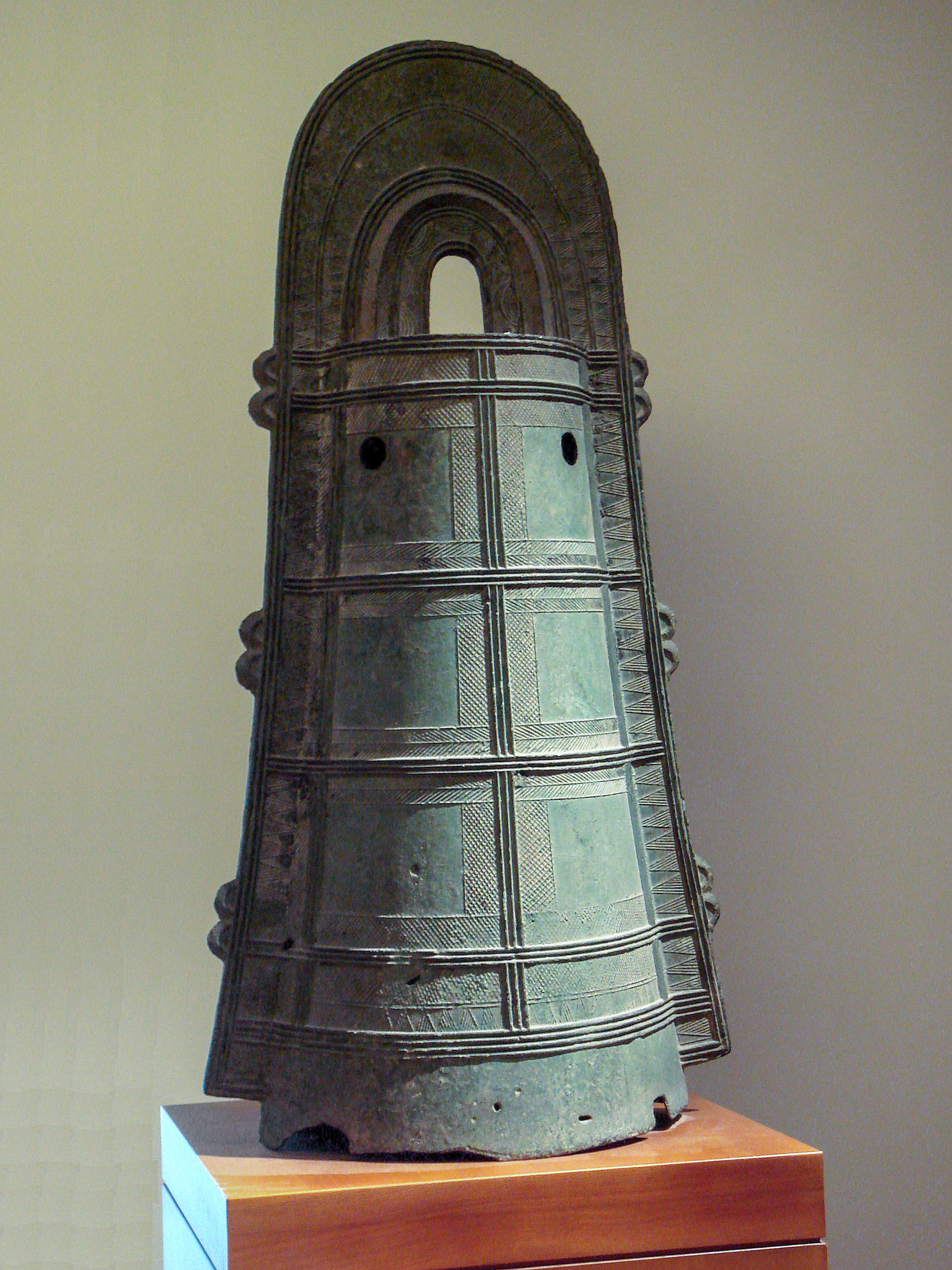
Campana de bronze (segle iii)
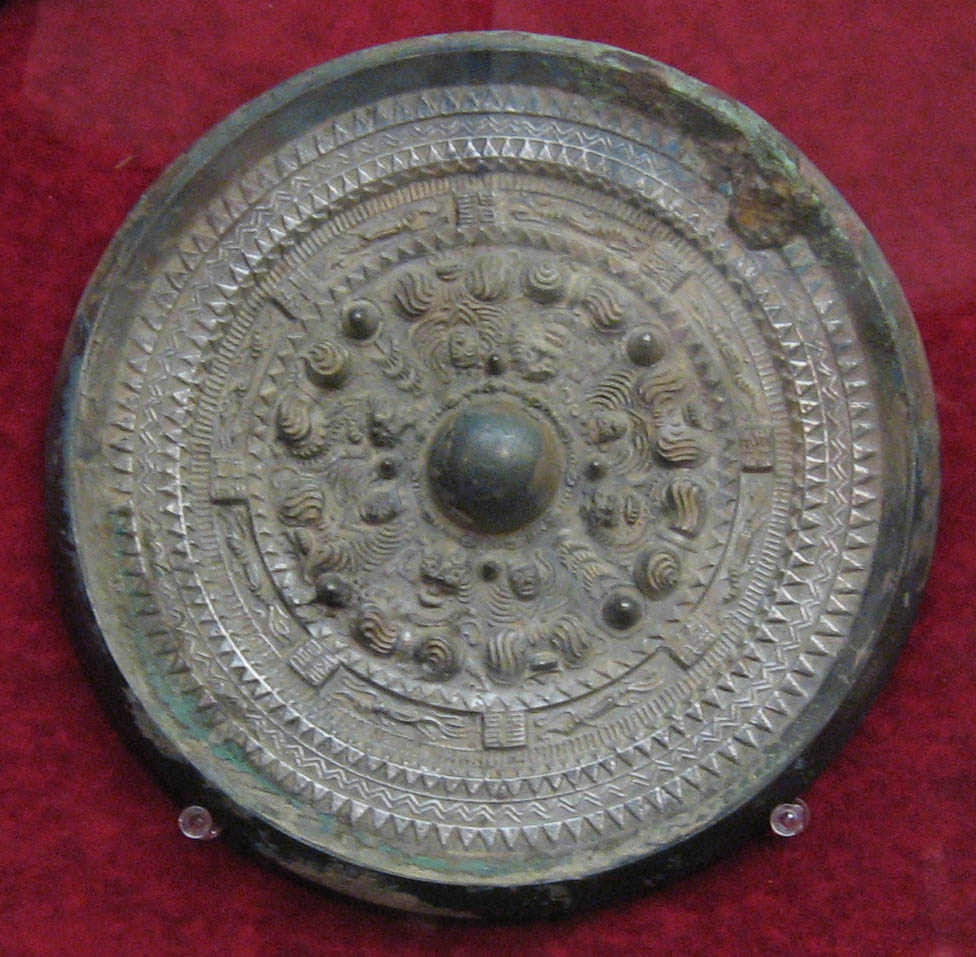
Mirall de bronze

### Període Kofun

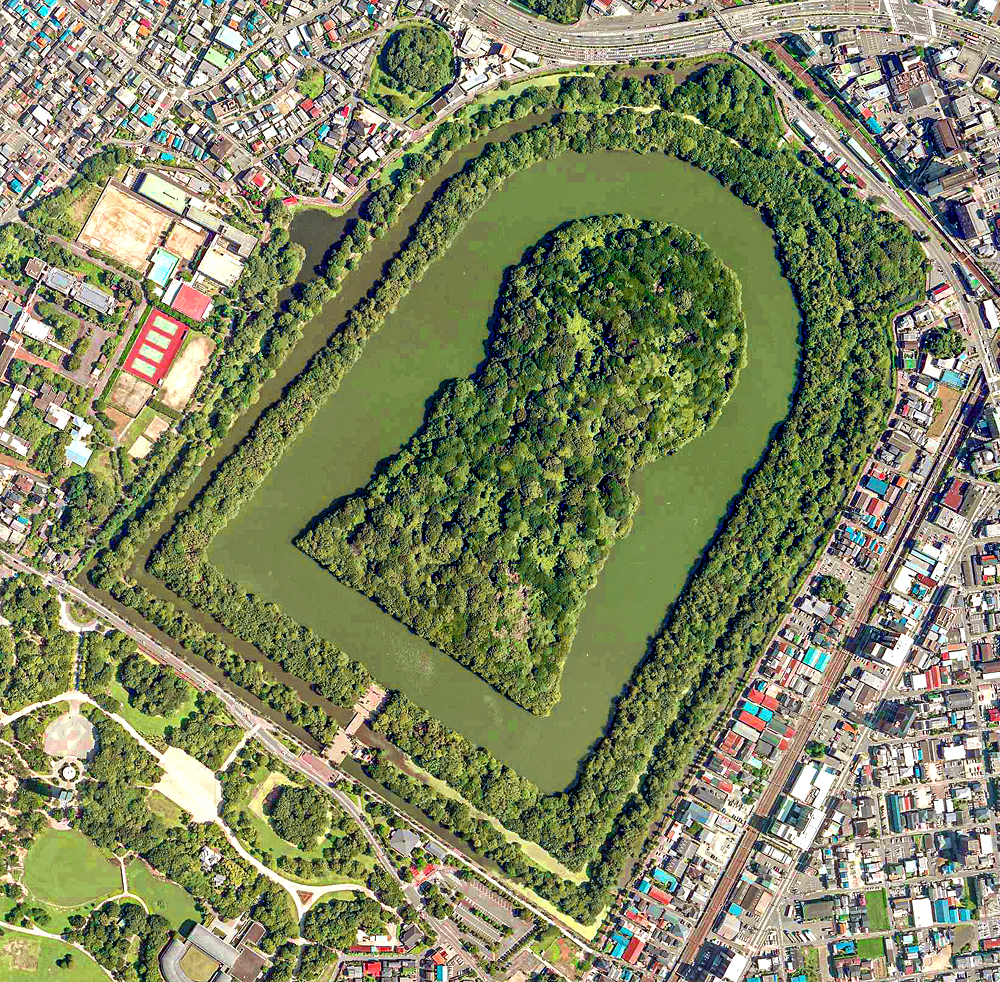
Les tombes de Mazu a Osaka, és la tomba més grossa d'aquest estil i va ser construïda al.

El període Kofun (古坟 时代, Kofun jidai) pren el seu nom dels kofun (古坟, lit. «Tomba antiga» o «túmul antic»), túmuls funeraris en els quals els membres de la classe aristocràtica eren enterrats juntament amb les seves armes, armadures i miralls de bronze, i generalment solien tenir la forma d'un ull de ferradura. Les bases d'aquests túmuls variaven de mida, alguns arribaven a ser tan grans com les piràmides d'Egipte, per tal de reflectir la magnitud del poder dels governants.
Durant aquest període, el Japó va tenir molt contacte amb la Xina i especialment amb Corea. Durant l'any 400, un exèrcit d'infanteria va acudir en auxili del regne de Paekche, localitzat a la part sud-est de la península de Corea, però van patir una gran derrota a mans de la cavalleria del regne de Koguryo, procedent del nord de la península.
El període Kofun marcà la fi de la prehistòria i, a causa de la manca de registres japonesos, la història d'aquesta època depèn de fonts externes (primer de cròniques coreanes i posteriorment xineses) i dels escrits d'inicis del període Nara, al voltant del segle viii. Encara que no s'han trobat escrits provinents de la Xina que esmentin el Japó durant els anys 266-413, registres coreans del segle iv proporcionen àmplia informació de les activitats del regne de Wa, antic nom amb què es referien al Japó a la península coreana. D'altra banda, els registres xinesos datats al segle v mostren la propera relació entre l'emergent govern Yamato (situat a l'actual prefectura de Nara) i la Xina. Entre els anys 413 i 502, els Cinc reis de Wa, nom amb el qual són esmentats 5 monarques del Japó, van tenir una estreta relació amb la Xina i contínuament hi enviaven emissaris.
El període Kofun generalment es data entre els anys 250/300 - 538/552, el començament ve marcat per la construcció del primer Kofun i el final per la data en què es considera que el budisme va ser introduït al Japó. D'altra banda, diversos historiadors i arqueòlegs, com Charles T. Keally, estenen el període fins a l'any 710, per la qual cosa els períodes Asuka i el Hakuhō es considerarien subperíodes del Kofun.
Segons la datació de Keally, la cronologia del període quedaria de la manera següent:
| Cronologia                                       | Dates                       |
| ------------------------------------------------ | --------------------------- |
| Kofun primerenc                                  | Fi del segle iii - segle iv |
| Kofun mitjà                                      | Fi del segle iv - segle v   |
| Kofun tardà Asuka (552 - 646) Hakuhō (646 - 710) | segle vi -segle vii         |

El govern de la cort de Yamato es va centrar en un kimi (君, lit. "Rei"), però a partir del segle v el mandatari era anomenat Ōkimi (大君, lit "Gran rei"). El títol Tennō (天皇, lit. "Emperador"), que es fa servir fins als nostres dies, va ser utilitzat a partir del mandat de l'emperador Tenmu.

### Període Asuka

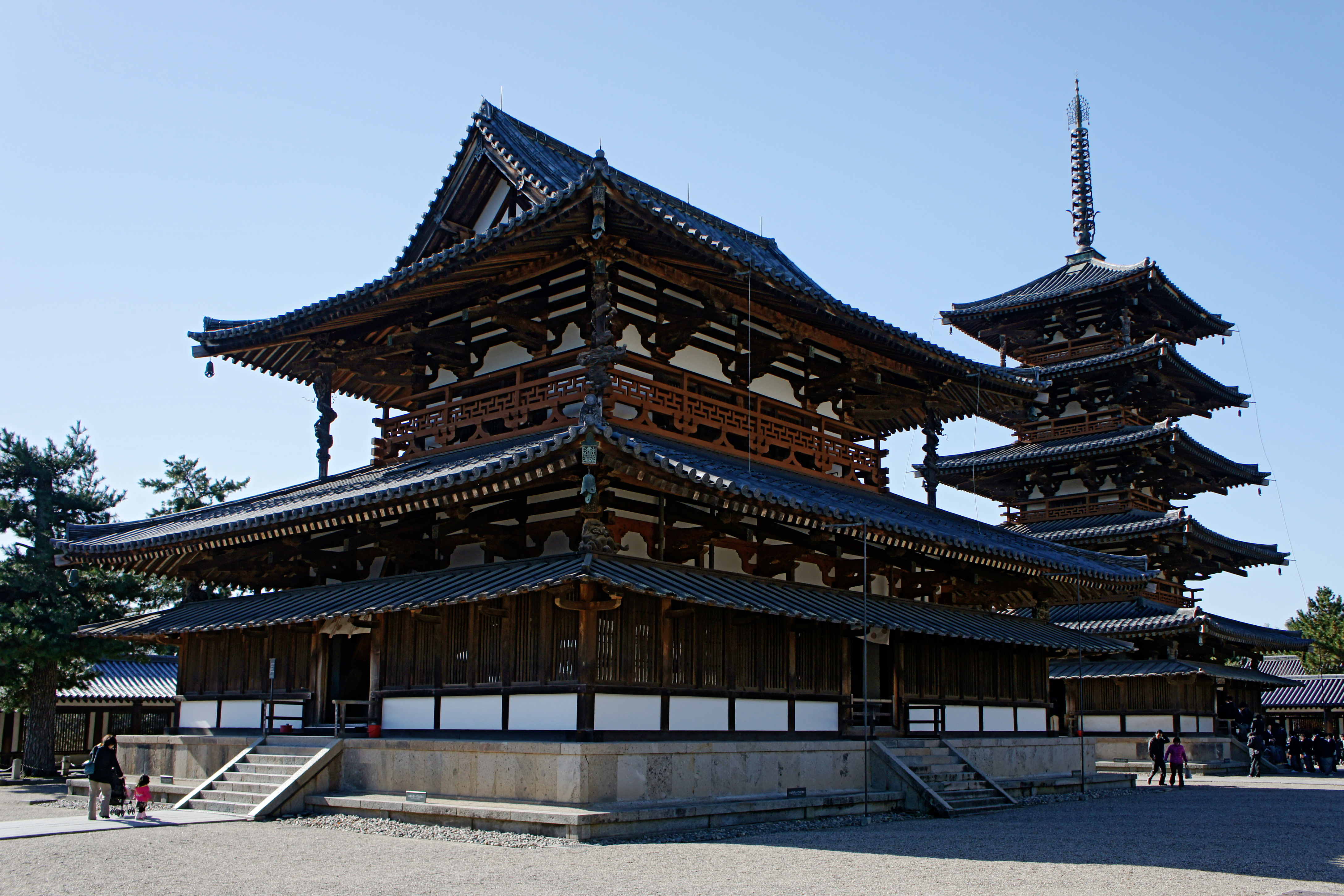
Temple budista de Hōryū-ji. Construït a mitjans del període Asuka per ordres del príncep Shotoku, reflecteix l'inici de la presència del budisme al Japó.

El període Asuka (飞鸟 时代) està marcat per la introducció del budisme al Japó, generalment datat del 552. L'arribada d'aquesta religió va comportar una sèrie de conflictes dins del país, ja que alguns membres de la cort van veure amb bons ulls la seva difusió, ja que van considerar que a través de la seva implementació s'aconseguiria més fàcilment una unitat nacional: era més senzill establir una nova base jeràrquica religiosa sota la figura d'una deïtat omnipotent (Buda) a diferència dels centenars de kami del Shinto o sintoisme. El conflicte va acabar amb la victòria de Soga no Umako el 587, així com la posterior implementació del budisme com a religió oficial per part del príncep Shotoku i de l'emperadriu Suiko el 593. Curiosament el budisme no va substituir el sintoisme, sinó que les dues religions van conviure pacíficament la major part de la història d'aquest país.
El príncep Shotoku va establir un govern centralitzat i la cort japonesa construí: temples, palaus i capitals basant-se en els models coreans i després, en els xinesos. També tenia una fascinació amb aquestes nacions, amb el qual impulsà l'ús de caràcters xinesos, va establir les bases per al desenvolupament de codis de conducta i ètica governamental basats en el budisme (Constitució dels disset articles, 604) i s'envien ambaixades a la Xina de la dinastia Sui (600-618), per tal d'establir relacions diplomàtiques igualitàries.
El 602, el príncep Kume va liderar una expedició a Corea acompanyat d'entre 120-150 cacics locals, els quals ostentaven el títol de Kuni ni Miyatsuko. Cada un d'ells anava acompanyat d'un exèrcit personal, depenent de les riqueses de cada feu. Aquestes tropes van constituir el que seria el prototip d'un exèrcit samurai segles després.
L'art en aquesta època se centra en el fi art budista, tenint com a principal obra el temple budista de Hōryū-ji, encarregat pel príncep Shotoku al començament del segle vii i que és l'estructura de fusta més antiga del món.

### Període Hakuhō

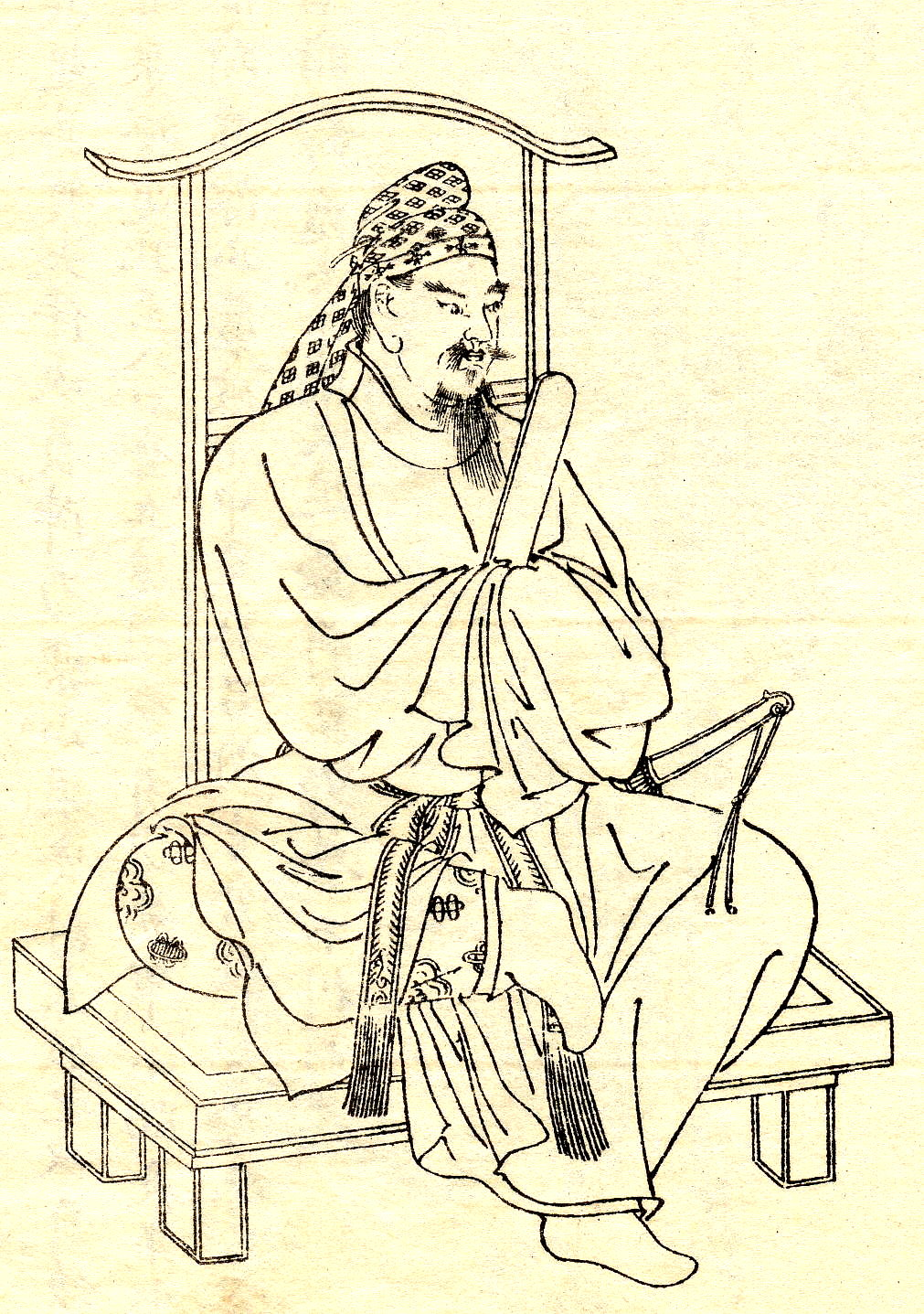
Nakatomi no Kamatari, personatge decisiu en el període Hakuhō en col·laborar amb la fi del clan Soga, la creació de les reformes Taika i del codi Omi. Per la seva tasca va rebre el cognom Fujiwara.

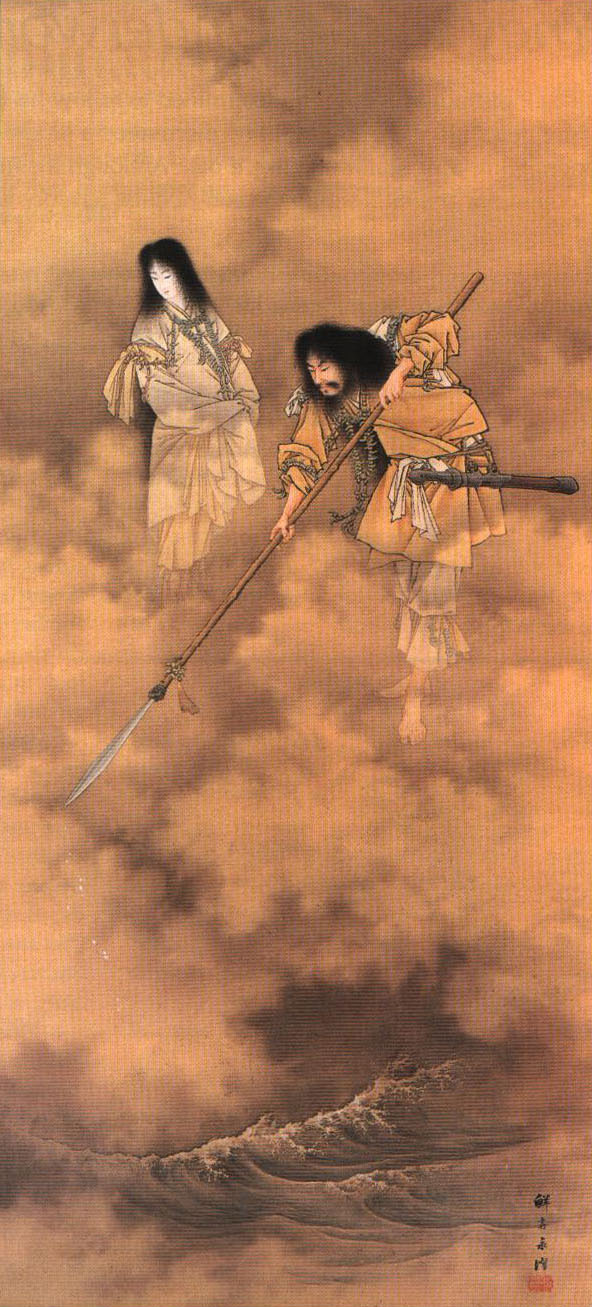
Izanagi (dreta) i Izanami (esquerra) creant el món terrenal. Pintura d'Eitaku Kobayashi.

Després de la mort del príncep Shotoku el 621, dins de la cort va sorgir un clan anomenat Soga que lentament va acaparar poder polític i va constituir una amenaça al govern imperial. Cap al 645 la situació era tan crítica que el príncep Naka no Ōe juntament amb altres van organitzar un complot (Incident d'Isshi) on van assassinar el líder del clan, Soga no Iruka en plena audiència amb l'emperadriu Kōgyoku, tenint com a conseqüència la immediata abdicació de l'emperadriu, l'ascensió del seu segon fill, l'emperador Kōtoku i la destrucció del clan Soga. El nou emperador juntament amb Nakatomi no Kamatari i el príncep Naka no Ōe van redactar una sèrie de lleis anomenades reforma Taika el 646 per tal d'enfortir el govern central, establir una reforma agrària, reestructurar la cort imperial segons el model xinès de la dinastia Tang, i fins i tot es va motivar l'enviament d'ambaixades i estudiants a la Xina per tal d'imitar aspectes culturals d'aquest país, afectant de manera radical a la cultura i societat japonesa. Aquest període és conegut com a Hakuhō (白凤 文化, Hakuhō Bunka).
Després de les morts de l'emperador Kōtoku (654) i de l'emperadriu Kōgyoku (qui reassumí el tron amb el nom d'emperadriu Saimei, morint a 661), assumeix el tron el príncep Naka no Ōe amb el nom de Tenji, que promulgà de manera formal el primer ritsuryō (compilació de lleis basades en la filosofia confucianisme i en les lleis xineses), el Codi Omi (669). Nakatomi no Kamatari, qui va redactar aquest codi, va ser recompensat rebent el cognom Fujiwara, i es convertiria en el fundador del clan Fujiwara.
Els conflictes bèl·lics van seguir passant a la Xina i Corea. El 618 la dinastia Tang va prendre el poder a la Xina i es van unir al regne coreà de Silla per tal d'atacar Paekche. Els japonesos van enviar tres exèrcits expedicionaris (661, 662 i 663) per auxiliar al regne de Paekche. Durant aquestes expedicions van patir una de les pitjors derrotes en la seva història antiga, perdent 10.000 homes i molts vaixells i cavalls. Japó va començar a preocupar-se per una invasió per part de la nova aliança entre Silla i la Xina. El 670 es va ordenar censar a la població per reclutar elements per a l'exèrcit. A més es va fortificar la costa nord de Kyūshū, es van fixar guàrdies i es van construir Almenar, als marges de les illes Tsushima i Iki.
Els japonesos es van oblidar de la guerra externa amb la mort de l'emperador Tenji el 671. El 672 els seus dos successors es van disputar el tron a la guerra Jinshin. Després del triomf d'emperador Tenmu el 684, aquest va ordenar que tots els oficials civils i militars dominessin les arts marcials. Els successors de l'emperador Tenmu van culminar l'any 702 les reformes militars amb el Codi Taiho (大 宝 律令, Taiho-ritsuryō), mitjançant el qual es va aconseguir un exèrcit nombrós i estable acord amb el sistema xinès. Cada heishi (soldat) era assignat a un segon (regiment) durant una part de l'any i la resta es dedicava a tasques agrícoles. Cada soldat estava equipat amb arcs, un carcaix i un parell d'espases
Després de l'aplicació dels ritsuryō, els antics clans poderosos van ser privats dels seus privilegis i van quedar convertits en buròcrates d'alt llinatge, mentre que les capes més baixes de l'antiga elit es van convertir en oficials locals

#### Establiment del sistema imperial
Durant aquesta època, al segle viii, els governadors de Yamato ordenaren que es deixés constància dels mites existents com una forma de legitimar-se davant la població. La més important d'aquestes llegendes és la referent a la creació del Japó, atribuïda als kami Izanagi i Izanami. Segons la llegenda, d'aquests dos haurien nascut els tres kami grans: Amaterasu -deessa del sol i senyora del cel-, Susanoo -déu dels oceans- i Tsukiyomi-deessa de la foscor i de la Lluna-. Un dia Amaterasu i Susanoo van discutir, per la qual cosa Susanoo s'emborratxà destrossant tot al seu pas. Amaterasu es va espantar tant que es va amagar en una cova negant-se a sortir, de manera que el món va ser privat de la llum. Per tal de fer sortir, un kami femení, Ama-no-Uzume, va efectuar una dansa obscena que va ser acompanyada per la rialla de la miríada de déus que estaven reunits en assemblea. Al moment en què Amaterasu va preguntar pel que passava, li van dir que hi havia una kami més poderosa, motiu pel qual sortí de la cova i a poc a poc s'acostà a un mirall que van posar al davant. Va ser tal la seva sorpresa de veure el seu propi reflex, que va quedar enlluernada uns moments i aleshores van aprofitar per capturar-la i la llum va tornar a il·luminar la Terra, de manera que el mirall va formar part de les Insígnies Imperials del Japó.
El segon element de les tres joies de la corona japonesa es descriu més endavant en la mateixa llegenda. Susanoo va ser desterrat pels mals causats i mentre vagava per les terres d'Izumo va sentir que una serp de vuit caps, anomenada Yamata-no-Orochi, atemoria als pobladors. Susanoo va matar a la serp talant-li els caps tot i estant emborratxo pel sake. En la seva cua va ser trobada una espasa, que va decidir donar la seva germana en senyal de pau. Aquesta espasa representa la segona icona de les insígnies imperials.
La tercera i última insígnia és una joia en forma de corba, la qual Amaterasu va donar al seu net Ninigi quan aquest va ser enviat al món terrenal a governar. La joia va passar al seu torn al seu net, l'emperador Jinmu, primer emperador japonès. D'aquesta manera, auspiciats en les creences populars, els governadors de Yamato legitimà el procés mitjançant el qual Japó seria governat per un sistema imperial, recolzats fortament per la creença Shintō.

### Període Nara

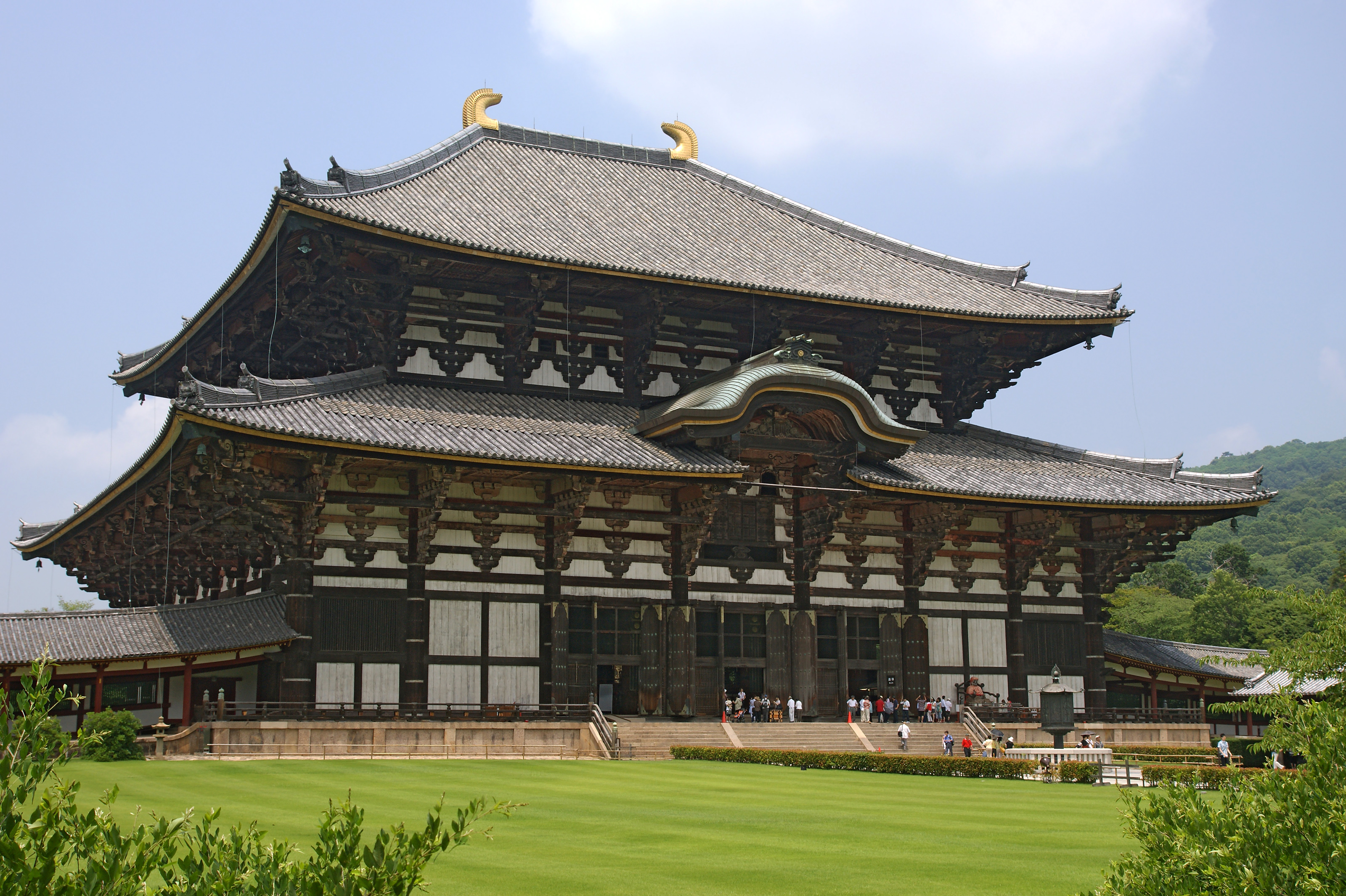
Daibutsu-den, dins el complex del Tōdai-ji. Aquest temple budista va ser patrocinat per la Cort Imperial durant el període Nara.

El període Nara (奈良 时代, Nara-jidai) s'estableix generalment entre els anys 710, quan la capital va ser traslladada a Heijō-kyō, prop de la ciutat de Nara, i finalitza el 794, quan la capital es trasllada novament a Heian-kyō, l'actual Kyoto. En aquest període l'estat burocràtic xinès arribar al seu clímax: la nova capital va ser construïda de la mateixa manera que la capital de la dinastia Tang, Chang'an. El budisme i el confucianisme, patrocinats pel govern, van assolir la seva prosperitat i van ser usats per donar suport al poder polític i es construeixen temples tant a la capital com en cada una de les províncies. La influència cultural xinesa es va fer més evident i la literatura apareix amb els primers registres històrics compilats per la Cort Imperial: el Kojiki (712) i el Nihon Shoki (720). Amb l'aparició del llenguatge escrit també va donar origen a la primera manifestació de poesia japonesa, el waka, i en 759 es fa la primera compilació d'importància, el Man'yōshū.
No obstant això, el sistema xinès no va encaixar amb la societat japonesa i les disputes a la Cort Imperial eren comunes entre membres de la família imperial, el clan Fujiwara i els monjos budistes. Fujiwara no Fuhito, fill de Kamatari, compilar el Codi Yōrō el 720 i va ser un buròcrata poderós dins de la cort, però després de la seva mort en aquest mateix any va generar una divisió del poder entre els seus fills. El príncep Nagaya va aprofitar el moment, però els fills de Fuhito el detenen i el condemnen a mort el 729, però, pocs anys després moren els fills de Fuhito després d'una epidèmia de verola, atribuint a una maledicció que va llançar el príncep abans de morir. Això va provocar que l'emperador Shōmu es traslladés a diverses ciutats que van ser declarades de manera efímera com a capitals entre 740 i 745, abans de tornar a Nara.
Després de la mort de l'emperador Shōmu el 649, el clergat budista va poder amb el suport de l'emperadriu Kōken, que tot i que va abdicar el 658 va seguir exercint poder sobre la cort, afavorint a un important monjo budista anomenat Dōkyō. Això va provocar que el clan Fujiwara i l'emperador Junnin intentessin donar un cop d'estat el 664, provocant la deposició de l'emperador i l'execució de Fujiwara no Nakamaro, líder de la conspiració. L'emperadriu reassumí el tron amb el nom d'emperadriu Shōtoku continuant amb la cessió de poder a Dōkyō, arribant fins i tot a ser nomenat per un oracle com a successor a ser emperador. Tanmateix, l'emperadriu mor per la verola el 770, Dōkyō és exiliat i s'inicia un nou rumb en la política expulsant als monjos budistes del govern i suspenent el patrocini governamental a aquesta religió. Les mesures propulsades per l'emperador Kōnin (770-781) i pel Kammu (781-806) fan que finalment la cort imperial deixi Nara, per considerar-malsà i amb l'objectiu de desconnectar amb els temples budistes que hi havia a la ciutat es traslladen primer de manera temporal a Nagaoka-kyō a 784 i finalment a la nova capital Heian-kyō («Capital de la Pau i de la Tranquil·litat») en 794.
Amb el naixement de l'Estat Unificat de Silla va desaparèixer l'amenaça d'una invasió coreana cap al Japó, de manera que la Cort de Nara va centrar la seva atenció en els emishi (虾 夷, lit. "Bàrbars"), habitants del nord del Japó amb qui havien tingut nombrosos altercats. El 774 va esclatar una important revolta, coneguda com la guerra dels Trenta-Vuit anys, on els emishi utilitzaven un sistema de "guerra de guerrilles" i una espasa de fulla corba, que tenia millor acompliment quan es muntava, a diferència de l'espasa recta de l'exèrcit de la Cort de Nara. No va ser fins al 796, a través de Sakanoue no Tamuramaro, quan van aconseguir vèncer finalment. Sakanoue va rebre el títol de Seii Taishōgun (征 夷 大将军, lit. «Gran General apaivagador dels Bàrbars"), expressió que després s'utilitzaria per designar el líder dels samurais.
El sistema d'allistament de camperols va acabar el 792, en reconèixer que la principal força militar venia dels cacics i els seus soldats i no dels pagesos que no tenien un entrenament i disciplina adequats per als camps de batalla.

### Període Heian

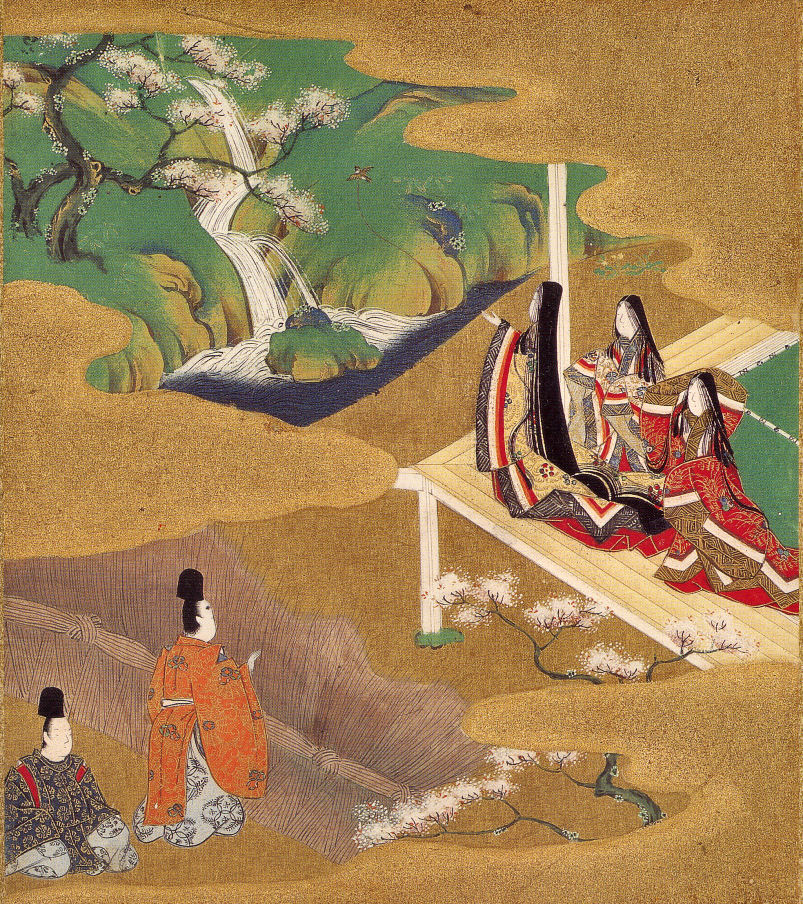
Il·lustració d'una escena del Genji Monogatari. Durant el període Heian l'aristrocracia era l'eix de la cultura, la política i la societat japoneses.

El període Heian (平安 时代, Heian jidai) començà amb l'establiment de la capital el 794 al territori que actualment és Kyoto, i el seu final està acotat per l'establiment del primer shogunat en la història del país: el shogunat Kamakura.

#### Consolidació de l'aristocràcia
En aquest període l'entramat estatal xinès va ser modificat i adaptat a les necessitats japoneses i dona origen a una cultura nativa sofisticada. Amb la decadència del rígid sistema burocràtic dels codis Taika i Taiho, la institució imperial es va enfortir en els primers anys durant el regnat de l'emperador Kammu, però després de la mort d'aquest el 806 es va abandonar de manera progressiva l'assimilació cultural amb la Xina i cap al 838 es van donar per finalitzades les relacions amb la dinastia Tang. També amb la desaparició de l'antic sistema polític, el clan Fujiwara va començar un procés d'acaparament de les jerarquies superiors del govern a partir de la primera meitat del segle ix, establint estrets llaços matrimonials amb la família imperial i els líders del clan es van posicionar de manera tal que es van convertir en regents (sesshō i kampaku) dels emperadors, mentre que altres membres del clan Fujiwara van aconseguir monopolitzar llocs superiors com el Consell d'Estat (Daijō-kan). Els oficials de mitjà i baix rang van ser repartits de manera hereditària per altres clans aristocràtics. Cap al canvi de segle del x al xi els Fujiwara governaven de facto el Japó i molt pocs emperadors governaven pel seu compte, ja que assumien el tron i eren forçats pels líders del clan a abdicar sent molt joves, deixant les decisions administratives als regents i al Daijō-kan.
El budisme esotèric de les sectes Tendai i Shingon es va fer molt popular en aquest període i els aristòcrates buscaven la salvació a través de cerimònies i ritus. Hi va haver una sofisticació de la cultura japonesa, tenint com a eix central la cort imperial, que fins aquell aleshores es manejava amb l'escriptura ideogràfica xinesa va tenir un avanç literari sorprenent amb la creació del kana, una escriptura sil·làbica que s'ajustava a la fonètica japonesa. Es van establir nous gèneres com la novel·la (monogatari), sobresortint el Genji Monogatari de Murasaki Shikibu, escrit al voltant de l'any 1000, diaris, assaigs i altres escrits personals fets per cortesans com el Makura no Sōshi de Sei Shōnagon, també escrit al voltant de l'any 1000.
En el camp militar, cap al 860, es podien apreciar la majoria de les característiques dels futurs guerrers samurais: genets a cavall destres en l'ús de l'arc, a més de l'ús d'espases de fulla corba. Aquests militars a cavall gaudien de la total confiança del «Tron del Crisantem» i s'encarregaven de la seguretat de les ciutats així com lluitar contra les revoltes que succeís.
No obstant això, el sistema públic de terres que s'estenia sobre les províncies va estar a punt de desplomar-se, pel que en molts llocs es van crear terrenys privats (shōen), que van ser aprofitats en primera instància per l'aristocràcia i pels grans temples. Amb la suspensió dels registres familiars i les assignacions de terres cultivables cap al segle x, les terres estatals s'integren en terrenys privats. Els propietaris dels terrenys privats van nomenar com a administradors els clans locals i els camperols, transferint eventualment el poder a aquests, però, l'existència de nombroses propietats privades van reduir significativament els impostos i es va arribar al punt que la mateixa família imperial es va veure obligada a obtenir terrenys privats per assegurar aquests ingressos.

#### Sorgiment de la classe samurai

Mon del clan Minamoto, un dels protagonistes del període Heian.

Mon del clan Taira, enemics del clan Minamoto i un dels clans més importants del període Heian.

El procés de descentralització que va patir el govern va fer que l'execució de l'administració local tingués dificultats, tenint com a conseqüència l'eventual ruptura de la llei i l'ordre públic. Durant el segle ix el Japó va patir un greu declivi econòmic a conseqüència de plagues i diverses fams i a principis del segle x van tenir lloc nombrosos disturbis, desordres i revoltes a causa de la situació que es vivia. El govern va prendre la decisió de concedir amplis poders als governadors locals per reclutar tropes amb lluitadors d'espasa (katana), arquers i cavalleria, allistat als camperols com els seus seguidors i actuar contra les creixents revoltes acord amb allò que creguessin convenient, que els va donar a aquests governadors un enorme poder polític. És durant aquest període que es documenta per primera vegada la paraula «samurai», «aquells que serveixen», en un context merament militar.
La primera gran prova d'estabilitat del sistema va tenir lloc el 935 amb una revolta protagonitzada per Taira no Masako, descendent del príncep Takamochi a qui l'autoritat imperial havia enviat a sufocar els disturbis a Kantō i que rebia el sobrenom de «El Pacificador». Al principi la cort Heian va considerar que l'incident protagonitzat per Masako era tan sols un incident local, fins que aquest va arribar a autoproclamar-se «nou emperador». A causa de l'anterior, es va enviar un exèrcit provincial per sufocar la revolta, i va morir decapitat el 940. A partir d'aquest moment i a causa del seu origen social, aquests líders guerrers es comencen a definir com una aristocràcia local.
Alguns aristòcrates que no van poder obtenir alts càrrecs en el poder emigrar a les províncies i van assumir el lideratge sobre els guerrers samurai locals, sobresortint el clan Taira i el clan Minamoto, d'igual manera a la capital el clan Fujiwara va tenir guerrers que els custodiaven i en els temples budistes existien els monjos armats (sōhei) que protegien les seves propietats. Minamoto no Yoriyoshi es va veure en mig d'un conflicte important de l'època anomenat la guerra Zenkunen o «guerra dels primers nou anys». Aquest conflicte va durar de 1051 a 1062, sent la primera guerra que es vivia al país des dels enfrontaments contra els emishi. L'incident es va originar quan Abe no Yoritoki, descendent dels emishi i membre del clan Abe, no va lliurar a la Cort els impostos recaptats, de manera que Yoriyoshi va ser enviat a tractar amb ell. Yoriyoshi i Yoritoki havien arribat a un acord pacífic però un conflicte intern en el clan Abe va tenir lloc i Yoritoki va ser assassinat. Amb aquest fet es declara la guerra entre Abe no Sadat, fill de Yoritoki, i els Minamoto. No va ser fins al 1062 quan Yoriyoshi va poder vèncer els Abe en la batalla de Kuriyagawa portant la cap del rebel fins a Kyoto en senyal de triomf. Minamoto no Yoshii, fill de Yoriyoshi, va estar al costat del seu pare durant tot el conflicte, guanyant un gran prestigi per les seves proeses militars. Això li va valer el sobrenom de Hachimantarō o «el primer fill nascut de Hachiman, déu de la guerra».
Mentre que el declivi econòmic i la inseguretat estava posant en confrontació als clans Fujiwara, Taira i Minamoto tant dins com fora de la cort en la segona meitat del segle x, la família imperial restaurà el seu poder polític amb l'ascens al tron de l'emperador Go-Sanjō (1068 - 1073) que va deixar impedit al clan Fujiwara en les decisions administratives, va regular els shōen, va decidir aplicar reformes econòmiques sobre els obsolets ritsuryō i va instaurar una institució anomenada insei (govern enclaustrat), on l'emperador al moment d'abdicar es retiraria a un temple budista però mantindria un càrrec de regent sobre el seu successor, omplint el buit de poder que estava deixat el clan Fujiwara per disputes internes i faccions. El seu successor, l'emperador Shirakawa (1073 - 1087) va ser qui va aplicar el insei en la seva màxima expressió en governar com a emperador retirat per més de 40 anys fins a 1129, regentant sobre tres emperadors que van ser titelles. L'emperador Toba (1107 - 1123) també es va acollir a l'insei governant per més de tres dècades fins a la seva mort el 1156 i mantenint la seva influència sobre tres emperadors. En aquest període, però, hi va haver contrarietats amb l'emperador regnant i l'emperador retirat, donant pas al poder militar l'autoritat de governar el país sobre l'autoritat civil.
El 1083 esclataria novament un conflicte armat en el qual els Minamoto es veurien al mig, ara a la guerra Gosannen o «guerra dels últims tres anys», originada per diferències entre els líders dels antics clans aliats Minamoto i Kiyowara. Després d'una ferotge batalla de tres anys on la Cort es va negar a auxiliar els Minamoto, aquests van aconseguir, però, sortir finalment victoriosos. Quan Yoshii va assistir a Kyoto amb la finalitat de buscar una recompensa, la Cort es va negar i encara li va recriminar els impostos endarrerits que devia, de manera que s'inicià un clar distanciament entre tots dos. Mentrestant, els seus rivals, els Taira, gaudien cada vegada més d'una millor relació amb ells a causa de les seves gestes a l'oest del país. La rivalitat entre els clans Minamoto i Taira va anar augmentant i fent-se cada cop més evident. El 1156, aprofitant la mort de l'emperador Toba, va tenir lloc un conflicte entre els dos clans, quan Minamoto no Yoshitomo es va unir a Taira no Kiyomori contra el seu pare Minamoto no Tameyoshi i el seu germà Tametomo, durant la rebel·lió Hogen. La batalla va ser molt breu i al final Tameyoshi va ser executat i Tametomo va ser castigat amb l'exili. Aquesta revolta també va posar en dubte el poder de l'insei quan el retirat emperador Sutoku va ser vençut pel governant emperador Go-Shirakawa, i també va sentenciar la destinació final del clan Fujiwara que va ser desterrat del poder, sent acaparat de manera exclusiva pels clans Taira i Minamoto.
El 1159 es va produir un nou enfrontament conegut com a rebel·lió Heiji, on Yoshitomo es va enfrontar amb Kiyomori. La victòria del clan Taira va ser tan decisiva que els membres del clan Minamoto van fugir per tractar de salvar-se. Els Taira els van perseguir i Yoshimoto va ser capturat i executat. Dels membres de la branca original de la família Minamoto, només van quedar alguns pocs, sent aniquilats gairebé per complet. El 1167 Taira no Kiyomori va rebre de l'emperador el títol de Daijō Daijin (Gran Ministre), el qual constituïa el rang més alt que podia concedir l'emperador, per la qual cosa va esdevenir el governant de facto del país, sent el primer governant militar a la història japonesa. Tanmateix, l'acaparament de poder de part de Kiyomori, va entrar en conflicte amb el retirat emperador Go-Shirakawa qui estava tractant d'exercir poder a través de l'insei des de 1158 i fins al 1177 l'emperador va planejar un cop d'estat que va fracassar i va ser exiliat, suprimint el seu poder polític, mentre que Kiyomori va nomenar el 1178 com a hereu al tron el seu net infant, que el 1180 assumeix el tron amb el nom d'emperador Antoku, causant la ira dels opositors al clan Taira, donant inici a les guerres Genpei.

#### Guerres Genpei

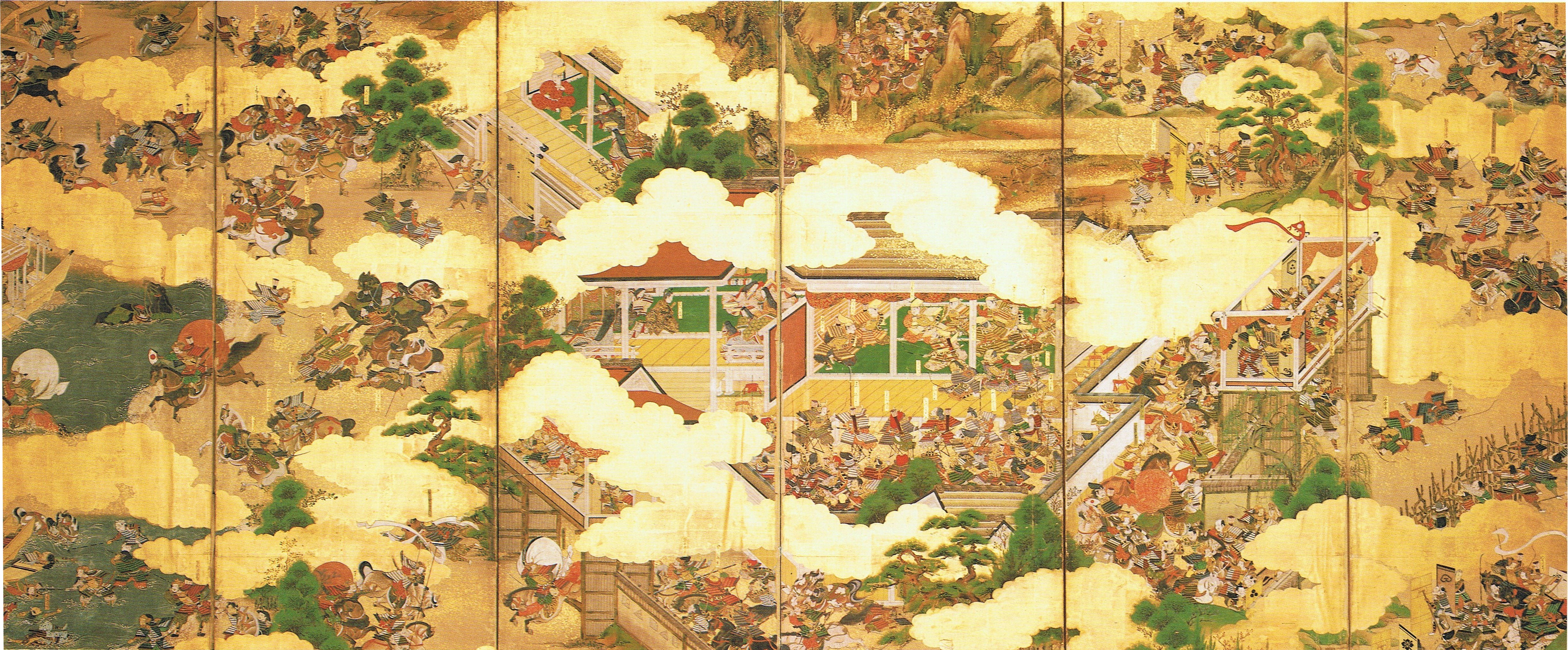
Escena de les guerres Genpei (dibuix del)

Les guerres Genpei (源平合戦, Genpei Kasser) van ser una sèrie de guerres civils protagonitzades novament pels clans més influents de l'escena política del país: els Taira i els Minamoto. Aquestes guerres van tenir lloc entre 1180 i 1185. El 1180, van esclatar al país dues revoltes independents i protagonitzades per dues generacions diferents del clan Minamoto: a Kyoto pel veterà Minamoto no Yorimasa i en la província d'Izu pel jove Minamoto no Yoritomo. Les dues revoltes van ser sufocades amb relativa facilitat, d'una banda obligant Yoritomo a escapar a Kantō, mentre que Yorimasa va ser vençut en la batalla d'Uji, on va cometre seppuku abans de ser capturat.
Després de dos anys durant els quals tots dos costats van protagonitzar escaramusses menors, els Taira van decidir enfrontar-se a Minamoto no Yoshinaka, cosí de Yoritomo, el 1183, per evitar que aquest pogués auxiliar. Yoshinaka va vèncer als Taira en la batalla de Kurikara i va enfilar el seu exèrcit cap on es trobava Yoritomo. Els exèrcits de Yoshinaka i Yoritomo es van trobar finalment en la batalla d'Uji el 1184. Yoshinaka va perdre la batalla i va intentar fugir, però va ser assolit en Awazu, on va ser decapitat. Amb aquesta victòria, la branca principal dels Minamoto enfocaria els seus esforços a vèncer als seus principals enemics: els Taira. Yoshitsune encapçalà l'exèrcit del clan en nom del seu germà gran Yoritomo, que va romandre a Kamakura. Finalment, en la batalla de Dan no Ura els Minamoto es van alçar amb la victòria. Yoritomo va considerar que el seu germà representava una amenaça i un rival, de manera que els seus homes van perseguir Yoshitsune fins que ho van vèncer durant la batalla de Koromogawa a 1189, on aquest últim es va suïcidar.

### Període Kamakura

Minamoto no Yoritomo, fundador del shogunat Kamakura el 1192. Establí el primer règim militar en què van governar els samurais.

El 1192 Minamoto no Yoritomo es va proclamar Shogun, títol que fins aleshores havia estat temporal i que va esdevenir un títol militar de gran nivell. Amb això es va instituir el shogunat com una figura permanent, que duraria prop de 700 anys fins a la restauració Meiji. Amb la nova figura del shogun, l'emperador va esdevenir un mer espectador de la situació política i econòmica del país, mentre que els samurais es convertirien en els governadors de facto.
Yoritomo va establir el poble costaner de Kamakura, a l'est del Japó, com la seu del shogunat, per això prenent el nom del govern samurai i del període històric. La Cort Imperial va atorgar a Yoritomo el poder de nomenar els seus propis vassalls com a protectors provincials (shugo) i majordoms (Jito), que s'encarregarien d'administrar els estats privats. Paral·lelament, la Cort Imperial va seguir nomenant oficials provincials i els propietaris de propietats privades nomenaven als administradors d'aquests terrenys. Així, l'estructura política durant el període Kamakura era dual: una administració civil patrocinada per la Cort Imperial i una administració feudal patrocinada pel shogunat.
Després de només tres shoguns del clan Minamoto i després de la mort de l'últim, el clan Minamoto no comptava amb més hereus, Hōjō Masako, vídua de Yoritomo, va prendre la decisió de criar un nen de tan sols un any pertanyent a una branca del clan Fujiwara i el va nomenar shogun. D'aquesta manera el clan Hōjō es perpetuaria en el poder per diverses dècades, nomenant un shogun infant i rebutjant en complir els vint, aconseguint governants titelles per exercir el control del país. Per aquest motiu el 1219 el retirat emperador Go-Toba, buscant restablir el poder imperial que gaudien abans de l'establiment del shogunat, va acusar els Hōjō de proscrits. Les tropes imperials es van mobilitzar, donant lloc a la guerra Jōkyū (1219-1221), la qual culminaria amb la tercera batalla d'Uji. Durant aquesta, les tropes imperials van ser derrotades i l'emperador Go-Toba exiliat. Amb la derrota de Go-Toba es va confirmar el govern dels samurais sobre el país.
Després de la guerra van sorgir diverses disputes de les terres entre els vassalls, aristòcrates i camperols, per la qual cosa el clan Hōjō va redactar el 1232 el Goseibai Shikimoku, que va servir com a codi legal en el shogunat, i que al seu torn va codificar els costums militars dels samurais, guanyant-se la seva confiança, ja que no es basava en el confucianisme com els codis aplicats a la Cort Imperial i era molt precís i concís quant a penes, per la qual cosa va tenir una efectivitat fins al final del shogunat Tokugawa.
En l'aspecte literari, les obres reflectien la naturalesa de conflictes i caos, com el Hōjōki, escrit per Kamo no Chōmei el 1212. En la poesia sobresurt la compilació de poesia waka Shin Kokin Wakashū presentada el 1205. En l'aspecte religiós, va haver-hi una popularització del budisme aprofitant la salvació en moments de caos. Es van crear noves formes de creences budistes, de fàcil comprensió i que menyspreaven l'aspecte ritual, així estenent-se en la classe samurai i camperola. Les sectes més importants que van sorgir van ser: Jodo shū fundat pel monjo Hōnen a l'acabament de l'era Heian i que va ser prohibit entre 1207 i 1211 per diferències amb la Cort Imperial, el Jodo Shinshu creat per Shinra, deixeble de Hōnen, el Ji shū creat per Ippen, les escoles de budisme zen Soto i Rinzai, fundades per Dogen i Eisai respectivament, i el budisme Nichiren, fundat per Nichiren.

#### Invasions mongoles del Japó

Un samurai és atacat per diversos arquers i explosius llançats des de catapultes durant les invasions dels mongols al Japó.

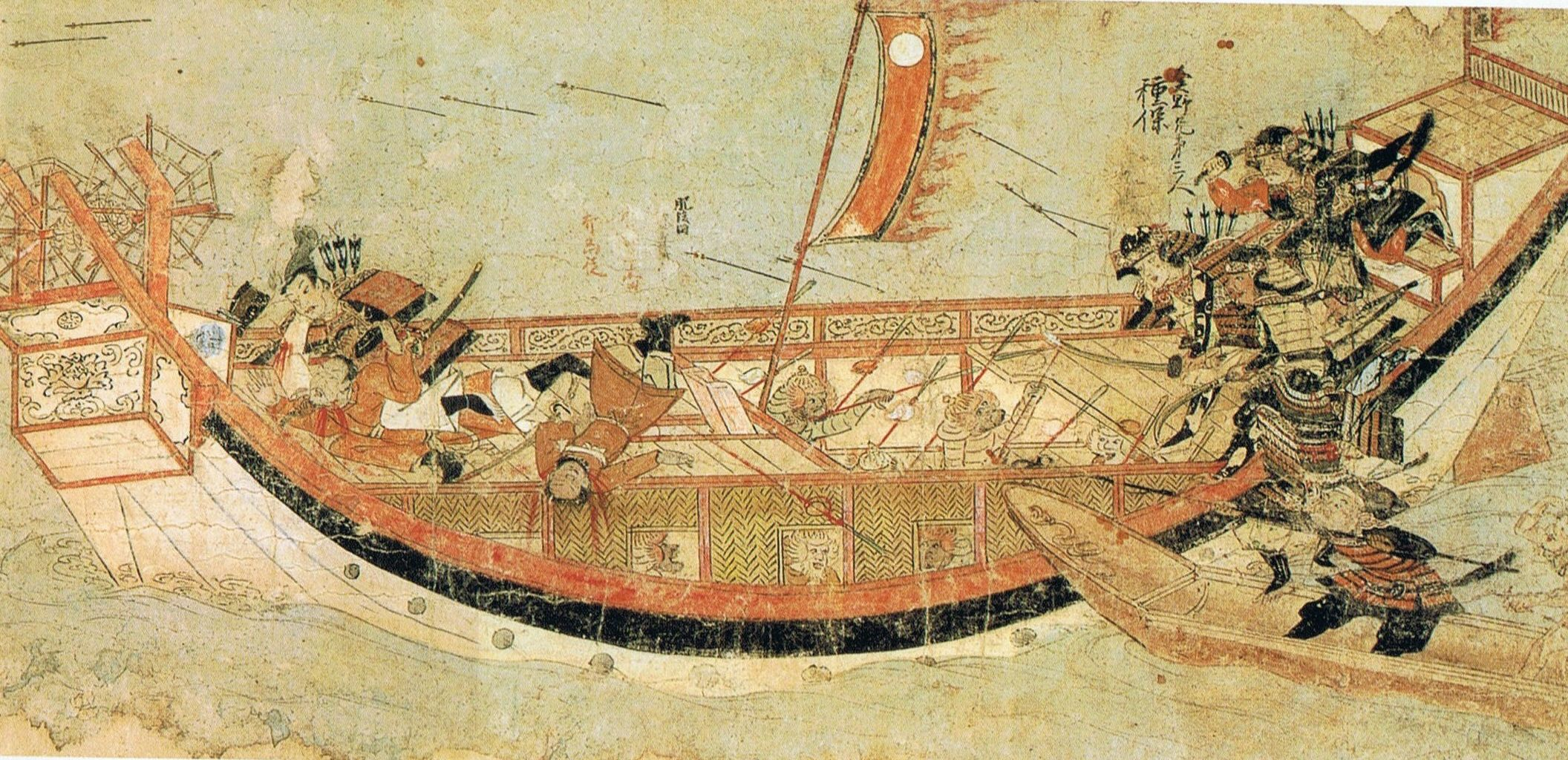
Samurais fent una incursió en vaixells mongols durant la invasió de 1281.

Després que Khublai Khan reclamés el títol d'emperador de la Xina, va decidir envair Japó amb el propòsit de sotmetre'l al seu domini. Aquesta seria la primera vegada que els samurais podrien mesurar-se a les forces d'enemics estrangers. D'altra banda, aquests últims no sentien cap tipus d'interès en la forma tradicional japonesa de fer la guerra.
La primera invasió va tenir lloc el 1274, quan les tropes mongoles van desembarcar a Hatake (actual Fukuoka). Els sorolls dels tambors, campanes i crits de guerra va espantar els cavalls dels samurais. Durant aquesta batalla les tropes japoneses es van enfrontar a una tècnica molt diferent de l'ús de l'arc de la qual estaven acostumats, ja que els mongols disparaven a grans distàncies i alhora generaven «núvols de fletxes» a diferència dels trets solitaris ja a curta distància efectuats pels arquers japonesos. Una altra gran diferència entre ambdues formes de combat era l'ús de catapultes per part de l'exèrcit mongol. Durant la nit d'aquell mateix dia, una forta tempesta va infligir greus danys a la flota invasora per la qual cosa van decidir tornar a Corea per rearmar seu exèrcit. Després de la retirada de l'exèrcit enemic, els japonesos van prendre una sèrie de mesures preventives, com la construcció de murs en els punts vulnerables de la costa, així com la implementació d'una guàrdia.
El segon intent d'invasió va tenir lloc el 1281. Els samurais van efectuar incursions als vaixells enemics des de petites basses, que només tenien capacitat per transportar a dotze guerrers, amb l'afany d'evitar el desembarcament de tropes a les costes. Després d'una setmana d'enfrontaments, un emissari imperial va ser enviat per demanar a Amaterasu, la deessa del sol, que intercedís per ells. Un tifó va arrasar la flota mongola que es va enfonsar gairebé completament. Aquest fet va donar origen al mite del Kamikaze (神 风, lit. «Vent Diví»), considerat com un senyal que el Japó era l'escollit pels déus i, per tant, aquests s'encarregarien de la seva seguretat i supervivència. Els pocs supervivents van decidir retirar-se i d'aquesta manera el país no tornaria a enfrontar-se a una invasió de grans proporcions fins a diversos segles després.

### Restauració Kenmu

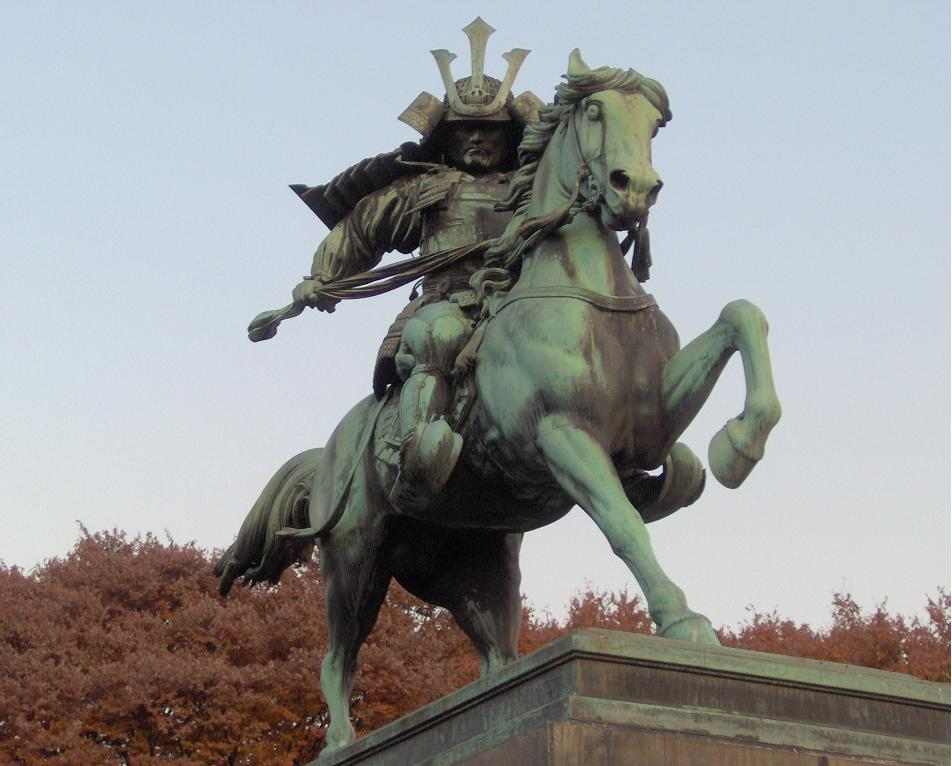
Estàtua de Kusunoki Masashige, un samurai de gran importància en les guerres Nanbokuchō, a Tòquio.

A principis del segle xiv el clan Hōjō, que estava en decadència, es va enfrontar a un intent de restauració imperial, aquest cop sota la figura de l'emperador Go-Daigo (1318-1339). Quan els Hōjō es van assabentar d'això, van enviar un exèrcit des de Kamakura, però l'emperador va fugir abans que arribessin, emportant-se les insígnies imperials amb ell. L'emperador Go-Daigo va buscar refugi en Kasagi entre monjos guerrers que li van donar la benvinguda i es van preparar per a un possible atac.
Després d'intents de negociació per part dels Hōjō amb l'emperador Go-Daigo perquè abdiqués, i davant la negativa d'aquest, van decidir pujar al tron a un altre membre de la família imperial. Això no obstant, pel fet que l'emperador s'havia endut les insígnies reials, no van poder dur a terme la cerimònia. Kusunoki Masashige, un important guerrer que a la fi serviria de referència i model per als futurs samurais, va lluitar per l'emperador Go-Daigo des d'un yamashiro (castell a la muntanya). Encara que el seu exèrcit no era gaire nombrós, l'orografia del lloc li brindava una defensa extraordinària. El castell va caure finalment el 1332, per la qual cosa Masashige decidí fugir per continuar després la lluita. L'emperador va ser capturat i portat fins al quarter general dels Hōjō ubicat a Kyoto i posteriorment seria exiliat a l'illa d'Oki. Els Hōjō van intentar acabar amb l'exèrcit encapçalat per Masashige, que va edificar un altre castell a Chihaya fins i tot amb millors defenses que l'anterior, de manera que els Hōjō es van veure immobilitzats. La fèrria defensa Masashige va motivar a Go-Daigo de tornar a l'escena novament el 1333. En assabentar-se els Hōjō del seu retorn, van decidir enviar un dels seus principals generals després d'ell: Ashikaga Takauji. Ashikaga en aquell moment va decidir que seria més beneficiós per a ell i el seu clan aliar-se amb el bàndol de l'emperador. Per aquesta raó, va decidir llançar l'atac juntament amb el seu exèrcit cap al quarter general dels Hōjō a Rokuhara.
El cop rebut per la traïció d'Ashikaga va tenir greus conseqüències per als regents, i el seu exèrcit fou minvat severament. El cop definitiu vindria aquell mateix any de 1333, quan un guerrer anomenat Nitta Yoshisada es va unir als partidaris imperials i va incrementar les seves forces. Nitta i el seu exèrcit es van dirigir a Kamakura i van guanyar els Hōjō.

### Període Muromachi

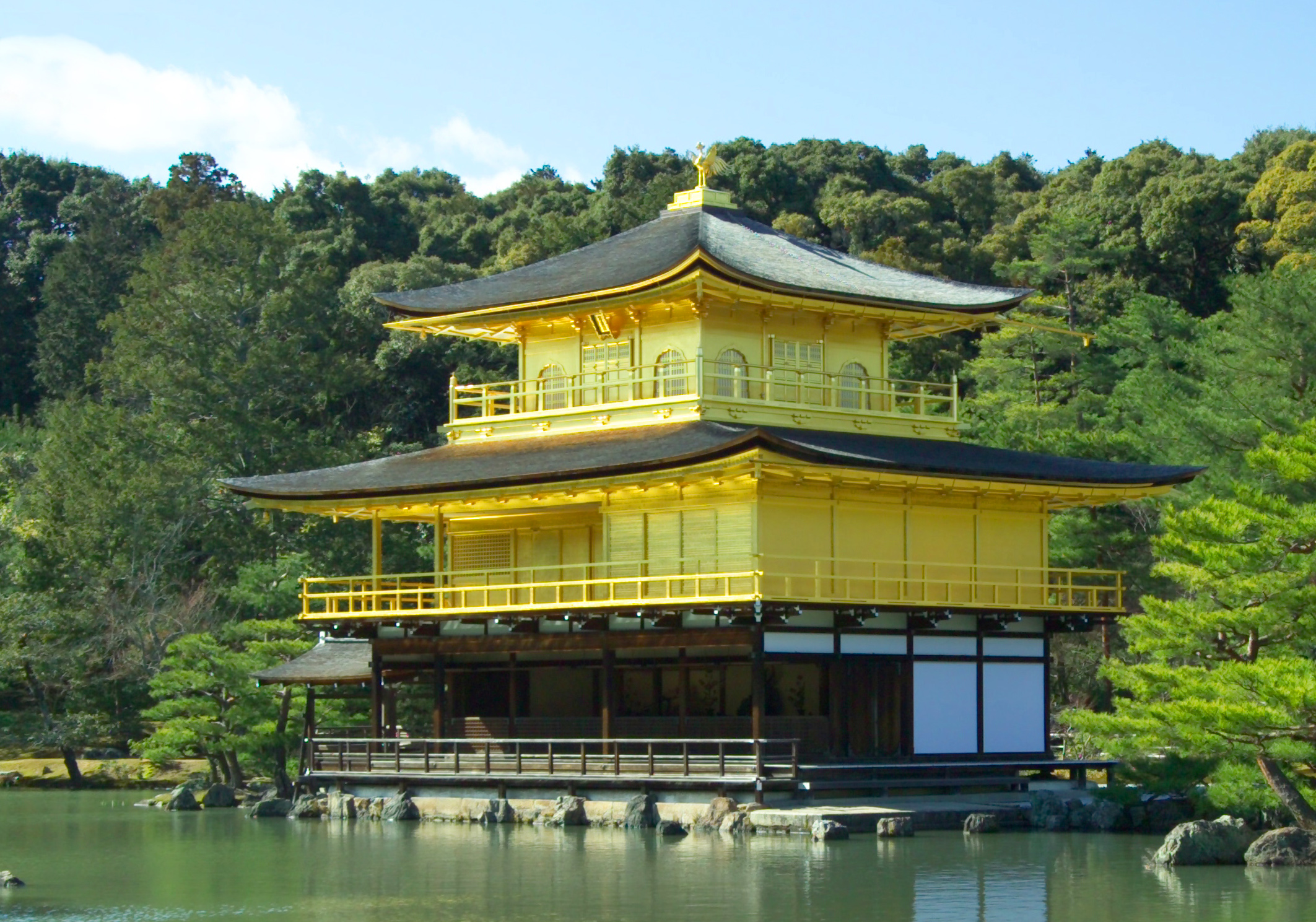
El Kinkakuji o "Temple del Pavelló daurat" és tot un símbol a la ciutat de Kyoto. Va ser construït pel shogun Ashikaga Yoshimitsu el 1397.

El període Muromachi (室町时代, Muromachi-jidai) abasta el mandat del shogunat Ashikaga (足 利 幕府, Ashikaga bakufu), segon règim feudal militar i que va estar vigent des del 1336 al 1573. El període deu el seu nom a l'àrea de Muromachi a Kyoto, on el tercer shogun Yoshimitsu va establir la seva residència.
Després d'haver ajudat l'emperador a tornar al tron, Ashikaga Takauji esperava rebre una gran recompensa pels seus serveis. Això no obstant, considerant que l'ofert no era suficient, va decidir revoltar-se. Els Ashikaga eren descendents del clan Minamoto, de manera que podien accedir al tron imperial. Per aquesta raó, l'emperador va decidir actuar ràpidament i va enviar un exèrcit contra Takauji, seguint-lo fins a Kyūshū. Takauji no va ser vençut i va tornar a l'escena el 1336. L'emperador va enviar a Masashige a enfrontar a les tropes rebels a Minatogawa (avui Kobe), resultant en una decisiva victòria per Takauji. Davant aquesta situació, Masashige va decidir cometre seppuku. En aquest moment el shogun va nomenar al seu propi emperador, de manera que durant els següents cinquanta anys hi hauria dos talls imperials: la Cort del Sud en Yoshino i la Cort del Nord a Kyoto. Aquest conflicte es coneixeria com a Nanbokuchō (南北朝, lit. «Corts del Sud i del Nord»). No va ser sinó fins al 1392 gràcies a les habilitats diplomàtiques d'un dels grans governants de la història del Japó, el shogun Ashikaga Yoshimitsu, que tots dos llinatges es van reconciliar.
Yoshimitsu va ser a més un gran impulsor de les arts. Això es va veure reflectit en el Kinkaku-ji (金阁寺, lit. Temple del Pavelló Daurat), el qual va ordenar construir durant el seu mandat.

#### Període Sengoku
Després d'un breu període de relativa estabilitat, es va crear un buit polític durant el shogunat d'Ashikaga Yoshimasa, net del cèlebre Ashikaga Yoshimitsu. Yoshimasa solia dedicar-se a temps complet a qüestions artístiques i culturals, i per això es desatenia completament de la situació econòmica i política del país. A causa d'això, terratinents oportunistes van començar una lluita interna pel poder i les terres, coneguda com a guerra Ōnin (応仁の乱, Ōnin no Ran), i a més van prendre per a si mateixos el títol de dàimio (大名, lit. senyor feudal). Aquest període de la història, comprès entre 1467 i 1568, és conegut com a període Sengoku (戦 国 时代, Sengoku jidai?) o període d'estats en guerra. És precisament sota aquest clima d'inestabilitat i conflictes armats, en què els samurais tenen la seva major participació.
Entre les figures més importants d'aquest període hi ha a Takeda Shingen i Uesugi Kenshin,els quals tenen una llegendària rivalitat que ha servit d'inspiració en diverses obres literàries. Els exèrcits de Shingen i Kenshin es van enfrontar a les conegudes batalles de Kawanakajima. Encara que algunes d'elles van ser simples escaramusses, la quarta batalla de Kawanakajima va tenir gran importància.
Amb aquesta lluita interna desmesurada amb l'afany d'obtenir més poder i terres, era només qüestió de temps que algun poderós dàimio intentés arribar fins a Kyoto per buscar enderrocar el shogun, el que va succeir el 1560. Imagawa Yoshimoto va marxar cap a la capital acompanyat d'un gran exèrcit amb la finalitat d'enderrocar el llavors dirigent. Això no obstant, no comptava a enfrontar-se amb les tropes d'Oda Nobunaga, un dàimio secundari a qui superava en una proporció de dotze a un en el nombre de soldats. Yoshimoto, confiat del seu poder militar, solia celebrar fins i tot abans d'acabar la batalla. Oda Nobunaga va aconseguir atacar desprevingut durant una de les seves famoses celebracions en la batalla d'Okehazama. Quan Yoshitomo va sortir de la seva tenda a causa de l'escàndol que hi havia, va ser sorprès i assassinat en aquest mateix lloc. Nobunaga va passar llavors d'un personatge secundari a una figura prominent de l'escena política i militar del país.

### Període Azuchi-Momoyama
El 1573 Nobunaga va marxar cap a Kyoto i va destituir el shogun Ashikaga Yoshiaki, fet que va marcar l'inici d'allò que es coneix com a període Azuchi-Momoyama (安 土 桃山 时代, Azuchi Momoyama jidai). Només una setmana després d'haver aconseguit la retirada del shogun Yoshiaki, Oda Nobunaga (1534-1582) va aconseguir convèncer l'emperador perquè fes el canvi de nom de l'era a «Tenshō» com a símbol de l'establiment d'un nou sistema polític. Així mateix, l'emperador li va concedir el títol de Daijō Daijin (太 政大臣, lit. «Gran Ministre d'Estat»), mateix que va ostentar per quatre anys fins que, al·legant deures militars, va delegar el seu fill.

#### Oda Nobunaga

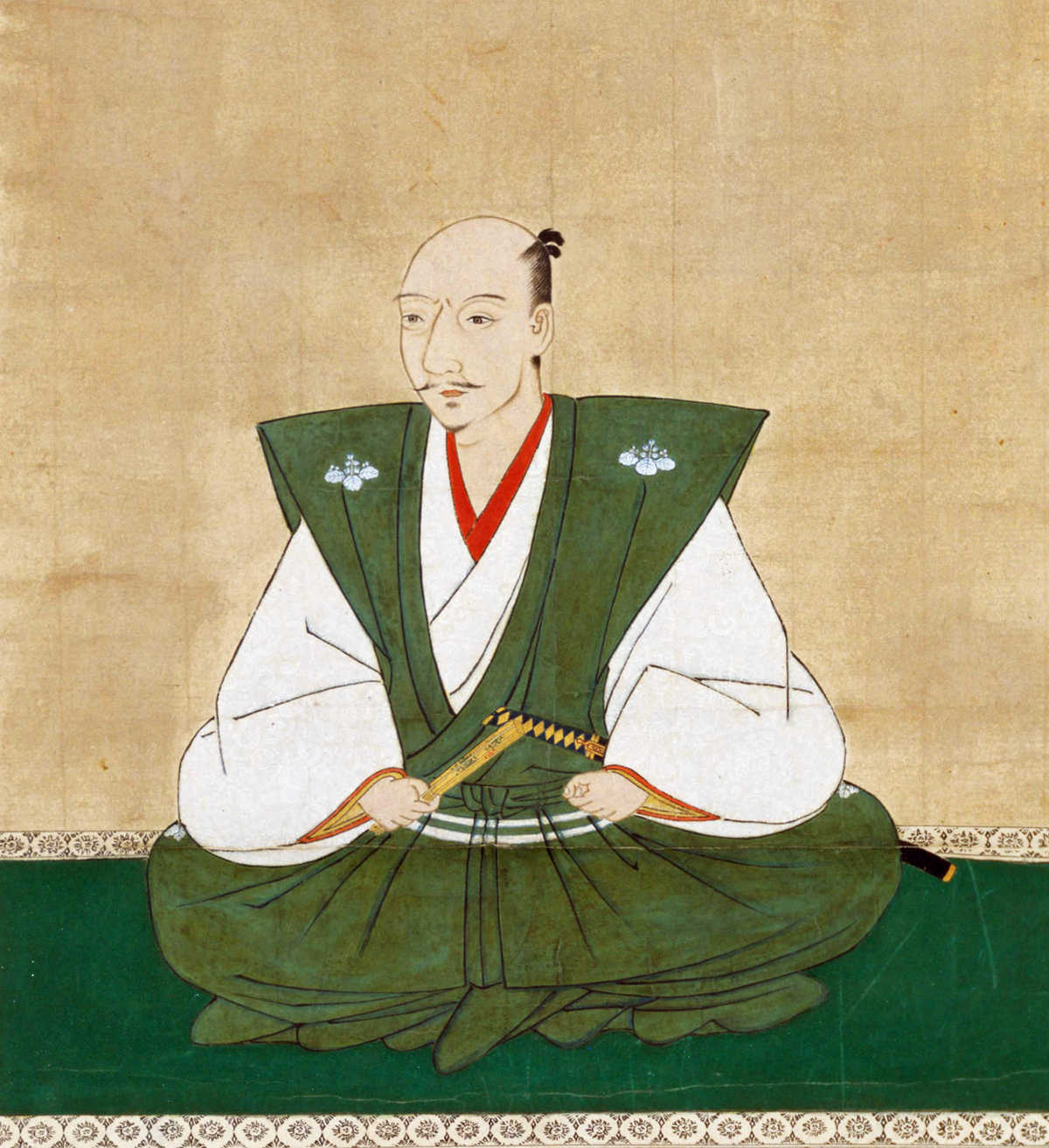
Oda Nobunaga deposà al shōgun Ashikaga Yoshiaki acabant així amb el shogunat Ashikaga.

Nobunaga, nascut el 1534 a la província d'Owari fins al 1560 va ser un dàimio menor. El 1560 Nobunaga aconseguí fama i reconeixement en vèncer el nombrós exèrcit d'Imagawa Yoshimoto durant la Batalla d'Okehazama. Després d'ajudar a Yoshiaki a arribar al shogunat, va emprendre una campanya per aconseguir el control de la part central del país. El 1570 va vèncer als clans Azai i Asakura durant la batalla d'Anegawa i el 1575 va derrotar a la llegendària cavalleria del clan Takeda durant la batalla de Nagashino. Altres dels seus principals enemics van ser els monjos guerrers Ikko-Ikki, membres de la secta budista del Jodo-Shinshu. Amb els Ikko-Ikki Nobunaga va mantenir una rivalitat de dotze anys, deu dels quals va dedicar al setge més llarg de la història del Japó: el setge de la fortalesa Ishiyama Hongan-ji.
El 1576 va construir el castell Azuchi, el qual es va convertir en la seva base d'operacions. Pel 1582 Nobunaga dominava gairebé tota la part central del Japó, així com els seus dos principals camins: el Tokaido i el Nakasendō, per la qual cosa va decidir estendre el seu domini cap a l'oest. Dos dels seus principals generals van ser encomanats en aquesta tasca: Toyotomi Hideyoshi qui pacificaria la part sud de la costa oest del mar interior de Seto, a Honshu, mentre que Mitsuhide Akechi aniria per la costa nord del mar del Japó. Durant l'estiu d'aquest mateix any, Hideyoshi es trobava detingut durant el setge al castell Takamatsu, el qual era controlat pel clan Mori. Hideyoshi va sol·licitar a Nobunaga reforços, que va ordenar a Mitsuhide que fos per davant per després unir-se'ls. Mitsuhide, enmig de la marxa, va decidir fer mitja volta cap a Kyoto, on Nobunaga havia decidit quedar-se al temple Honnōji amb tan sols la seva guàrdia personal. Mitsuhide va atacar el santuari i va incendiar en el que es coneix com a «Incident de Honnōji», on Nobunaga va morir en cometre seppuku.

#### Toyotomi Hideyoshi

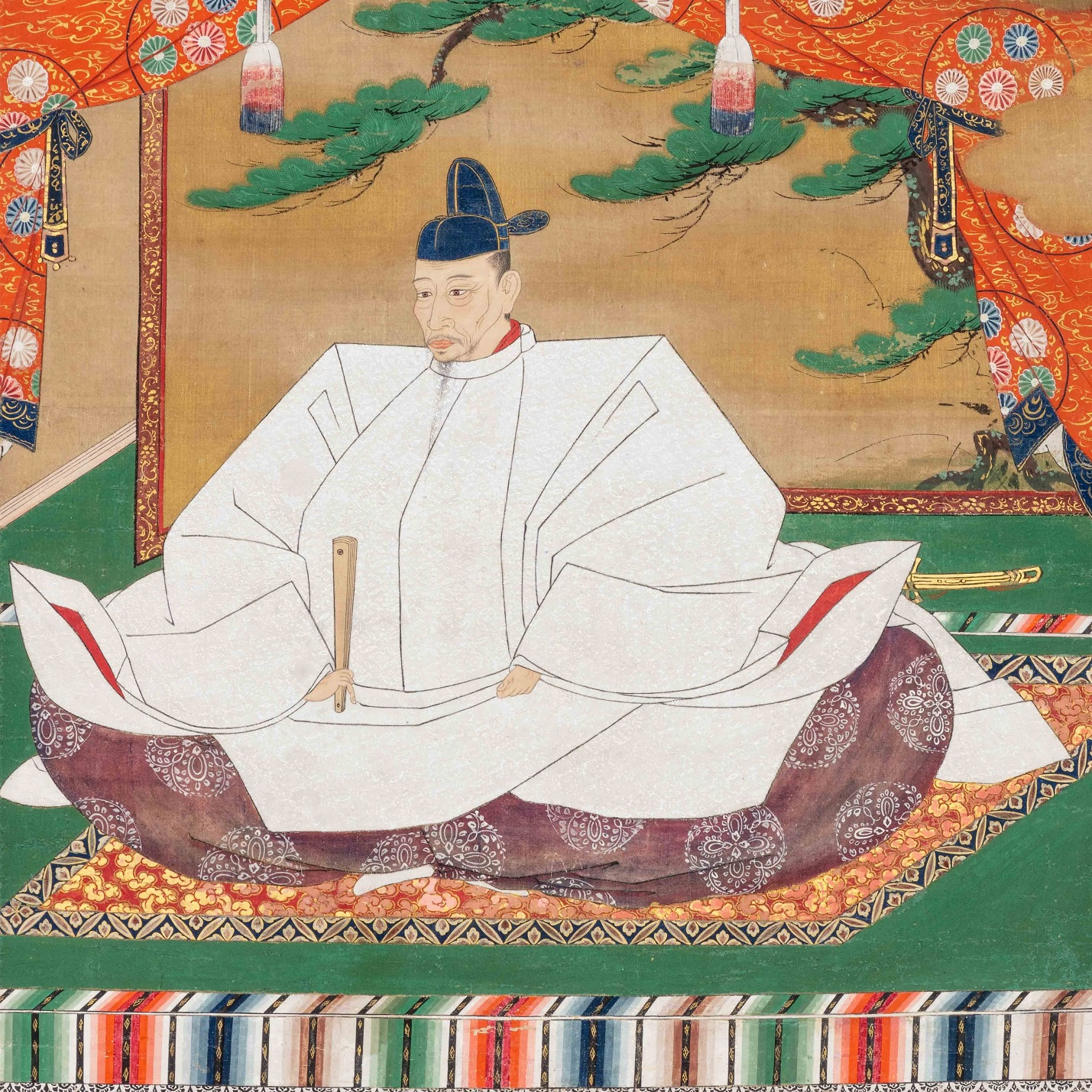
Retrat de Toyotomi Hideyoshi.

Toyotomi Hideyoshi (1536-1598) provenia d'una família d'origen molt humil i el seu pare havia estat un pagès que havia lluitat a l'exèrcit de Nobunaga com a soldat Ashigaru fins que el tret d'un arcabús el va obligar a retirar-se. Hideyoshi va seguir els passos del seu pare i gràcies a la seva destresa en el camp de batalla va ser promogut ràpidament en diverses ocasions, arribant a convertir-se en un dels principals generals del clan Oda.

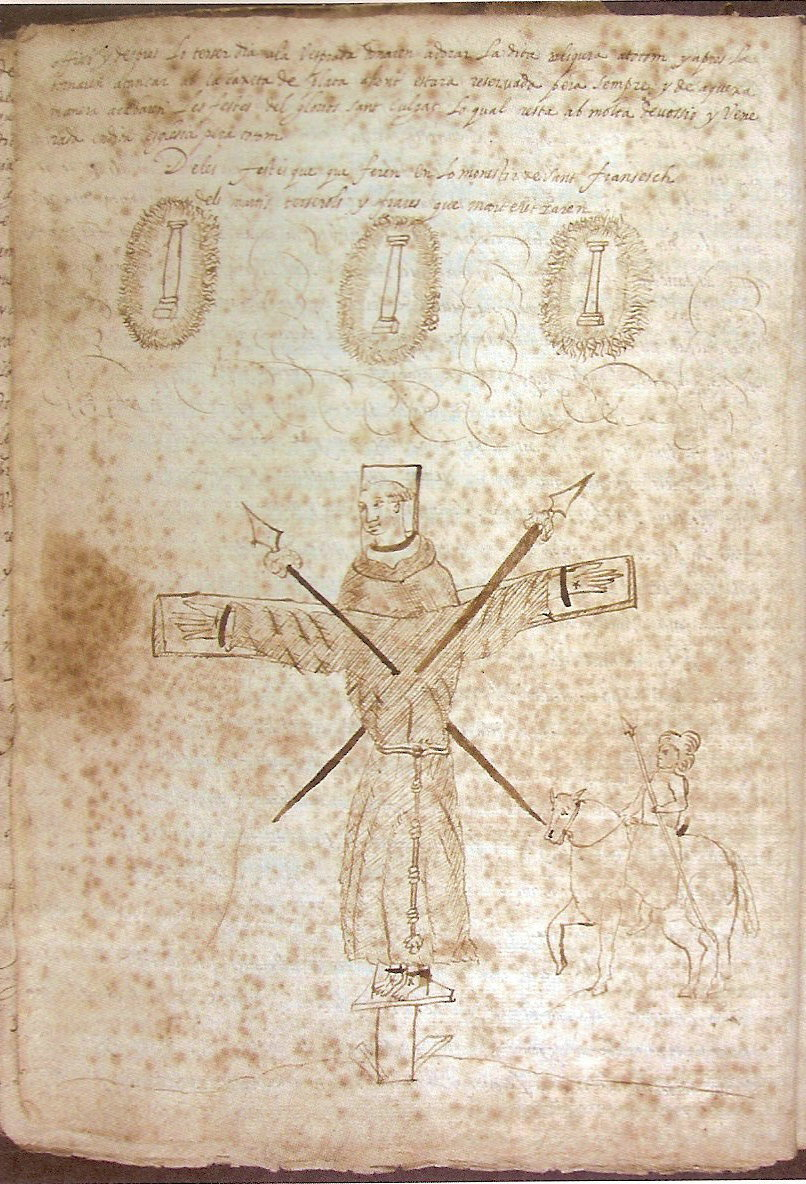
El 1597 Hideyoshi va sentenciar a crucifixió 26 clergues catòlics.

Durant l'«Incident de Honnō-ji», Hideyoshi es trobava assetjant el castell Takamatsu i va rebre ràpidament la notícia de la mort del seu mestre, de manera que immediatament va fer una treva amb el clan Mori i va tornar a Kyoto a marxa forçada. Els exèrcits del recentment autonomenat shogun Akechi Mitsuhide i el de Hideyoshi es van trobar als marges del riu iode, molt a prop d'un petit poblat anomenat Yamazaki, del qual l'enfrontament rep el seu nom. Hideyoshi va sortir victoriós i Mitsuhide es va veure obligat a fugir. Durant la seva fugida un grup de pagesos li va donar mort, acabant així el seu govern de tan sols 13 dies.
El fet d'haver venjat la mort del seu antic mestre li va donar l'oportunitat esperada de convertir-se en la màxima autoritat militar del país i durant els següents dos anys va enfrontar i va vèncer als rivals que se li van oposar. El 1585, i després d'haver consolidat el control del centre del país, va començar amb l'avanç cap a l'oest, més enllà de l'abast que havia aconseguit Nobunaga. Pel 1591 Hideyoshi havia aconseguit unificar el país, per la qual cosa va decidir conquerir Xina. Hideyoshi va demanar l'assistència de la dinastia Joseon de Corea per atacar la dinastia Ming i que se li garantís un passatge segur, al que el govern coreà es va negar. Corea va ser llavors l'escenari d'una de dues invasions massives per part de tropes japoneses entre 1592 i 1598, la qual va concloure amb la mort de Hideyoshi, que durant tot aquest temps va romandre al Japó.
Com que Hideyoshi no tenia una ascendència reial ni procedia de cap dels clans japonesos històrics, mai li va ser atorgat el títol de shogun. A canvi, va rebre un títol menor: el de kanpaku (关 白, lit. Regent) el 1595, el de Daijō Daijin (太 政 大臣) i finalment el 1586 va decidir utilitzar el títol de Taiko (太 合, lit. Kanpaku retirat).

#### Tokugawa Ieyasu

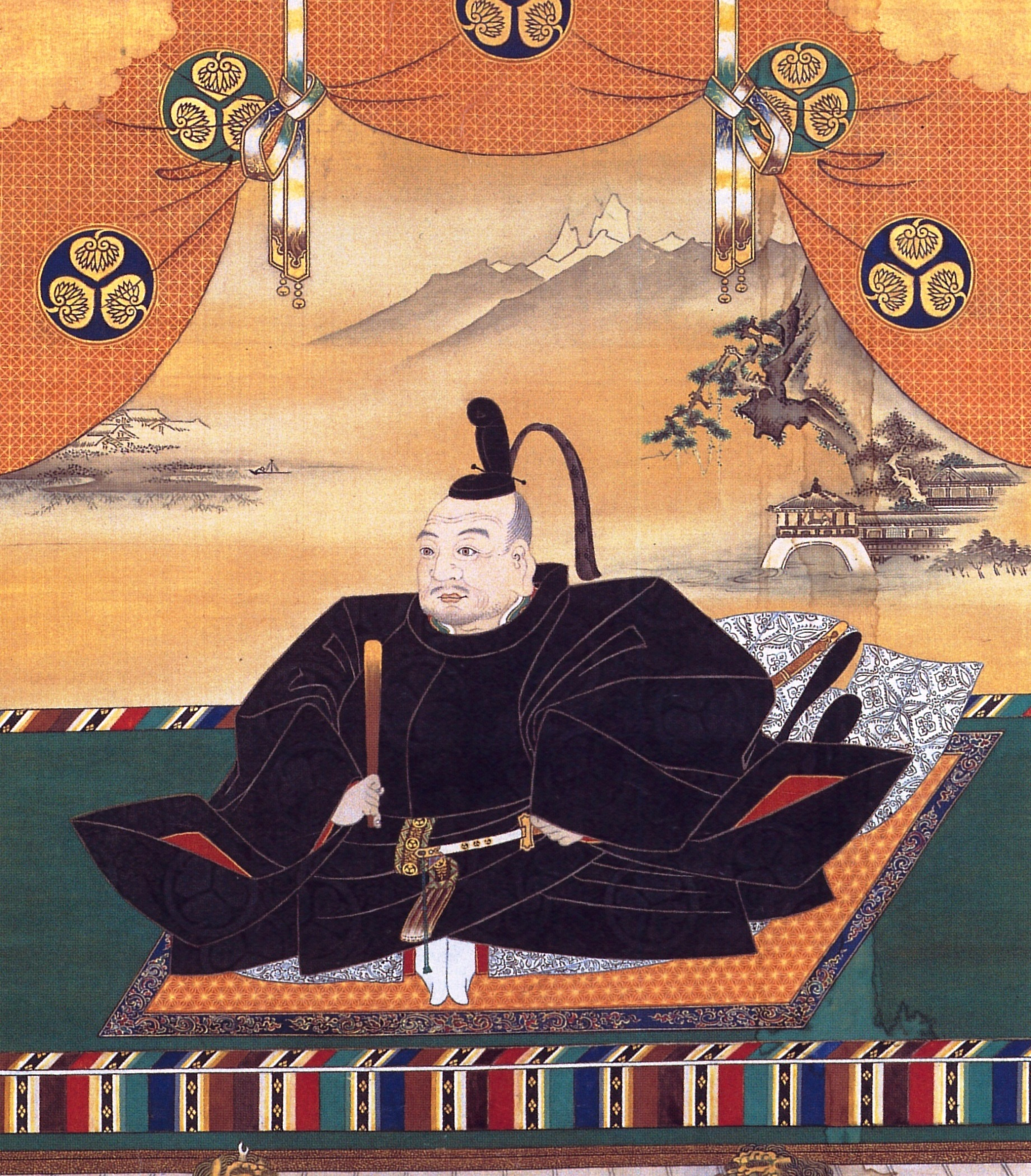
Tokugawa Ieyasu.

Tokugawa Ieyasu (1542-1616) va passar la major part de la seva infància com a ostatge de la cort d'Imagawa Yoshimoto, ja que el seu clan era vassall dels Imagawa. Després de la victòria d'Oda Nobunaga sobre Yoshimoto, molts dels dàimios van desertar, ja fos que es van independitzar o es van declarar aliats del clan Oda, sent el més notable d'aquests últims el cas del mateix Ieyasu.
Sota les ordres de Nobunaga, Ieyasu va lluitar el 1564 en contra dels Ikko-Ikki de la província de Mikawa i el 1570 va lluitar durant la batalla d'Anegawa al costat de les forces de Nobunaga. El 1572 va haver d'enfrontar-se un dels seus grans reptes militars de la seva vida: la batalla de Mikatagahara, on el seu exèrcit va ser derrotat per la cavalleria de Takeda Shingen, qui moriria l'any següent d'un tret d'arcabús. El 1575 va ser present en la batalla de Nagashino on el clan Takeda va ser derrotat i des d'aquest moment es va dedicar a consolidar la seva posició militar, fins i tot després que Toyotomi Hideyoshi prengués el control del país.
Com que el feu d'Ieyasu es trobava en el centre del país, va evitar assistir a les campanyes de pacificació a Shikoku i Kyūshū, encara que va haver d'enfrontar al clan Hōjō tardà el 1590, durant el setge d'Odawara. Gràcies a la victòria davant els Hōjō, Hideyoshi li va donar les terres confiscades, per la qual cosa va traslladar la seva capital a Edo (avui Tòquio). La seva nova ubicació a Kyūshū li va permetre a més evadir la responsabilitat de combatre durant les invasions japoneses de Corea, guerra que va debilitar en gran els exèrcits de les seves principals rivals.

##### Batalla de Sekigahara
Després de la mort de Hideyoshi, Tokugawa Ieyasu va començar a establir una sèrie d'aliances amb figures poderoses del país per mitjà de matrimonis arreglats, per la qual cosa Ishida Mitsunari, un dels cinc bugyō (奉行, lit. Magistrat), va començar a unificar a tots aquells en contra de la figura d'Ieyasu.
El 22 d'agost de 1599, mentre que Ieyasu organitzava al seu exèrcit amb la intenció d'enfrontar-se a un dàimio rebel anomenat Uesugi Kagekatsu, Mitsunari decidí actuar sostingut pels altres bugyō i tres dels quatre Tairō (大老, lit. Gran ancià), els quals van enviar una queixa formal contra Ieyasu acusant-lo de 13 càrrecs diferents. Entre els càrrecs destacaven haver donat en matrimoni filles i fills amb fins polítics i haver pres possessió del castell Osaka, antiga residència de Hideyoshi, com si fos seu. Ieyasu va interpretar la missiva com una clara declaració de guerra, de manera que virtualment tots els dàimios del país es van llistar, ja fos en el «Exèrcit de l'Oest» de Mitsunari o el «Exèrcit de l'Est» d'Ieyasu.
Tots dos exèrcits es van enfrontar en el que es coneix com a batalla de Sekigahara (関ヶ原 の 戦い, Sekigahara no tatakai), que va tenir lloc el 21 d'octubre (15 de setembre a l'antic calendari xinès) del 1600 a Sekigahara (avui Prefectura de Gifu). En aquesta batalla, Ieyasu va resultar victoriós després que diversos generals de l'«Exèrcit de l'Est» van decidir canviar de bàndol en el transcurs del conflicte. Ishida Mitsunari es va veure obligat a fugir, encara que més tard va ser capturat i decapitat a Kyoto. Amb aquesta victòria, Ieyasu es convertiria en la màxima figura política i militar del país.

La victòria de Ieyasu durant la batalla de Sekigahara va donar pas al shogunat Tokugawa, que duraria més de 250 anys en el poder.

### Període Edo
El període Edo (江 戸 时代, Edo jidai), també conegut com a període Tokugawa (徳 川 时代, Tokugawa jidai) és una divisió de la història del Japó, que s'estén entre el 1603 i el 1868. El període delimita el shogunat Tokugawa o, pel seu nom original en japonès, Edo bakufu (江 戸 幕府), que va ser el tercer i últim shogunat que va ostentar el poder al Japó.
El 1603, Ieyasu va ser nomenat oficialment per l'emperador Go-Yōzei com a shogun, que ocuparia només per dos anys, ja que el 1605 va decidir abdicar en favor del seu fill Hidetada, prenent per a si el títol d'Ōgosho (大 御所, lit. shogun enclaustrat). Com a ōgosho va mantenir el control del govern, a més va haver d'enfrontar-se contra Toyotomi Hideyori, fill de Hideyoshi, ja que alguns partidaris asseguraven que era el legítim successor del govern i molts samurais i rōnin es van aliar amb ell amb la finalitat de combatre el shogunat, la qual cosa va desembocar en dues batalles resumides amb el nom de «Setge d'Osaka». El 1614, els Tokugawa, sota el lideratge del Ōgosho Ieyasu i del shogun Hidetada, van dirigir un nombrós exèrcit al castell Osaka en el que es coneix com «El Setge d'Hivern d'Osaka». Eventualment, Ieyasu va fer un tracte amb la mare de Hideyori, Yodogimi, i les tropes de Tokugawa van començar a omplir el fossat amb sorra, de manera que Ieyasu va tornar a Sunpu. Després que Hideyori es va negar novament a abandonar el castell, aquest últim va ser assetjat, en el que es coneix com a «Setge d'Estiu d'Osaka». Finalment, al final de 1615, el castell va caure durant la batalla de Tennoji, on els defensors van ser morts, incloent-hi Hideyori, qui va decidir cometre seppuku. Amb Toyotomi exterminats, ja no van existir amenaces serioses per a la dominació dels Tokugawa del Japó.

#### Sakoku

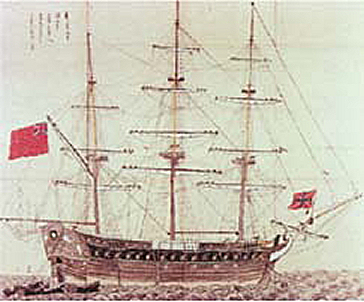
Representació japonesa del HMS Phaeton en la badia de Nagasaki el 1808.

Durant el govern del tercer shogun Tokugawa, Iemitsu, es va registrar la primera gran fam del shogunat Tokugawa, la qual es va estendre des del 1630 fins al 1640-1641, el qual ocasionà protestes dels camperols el 1632, 1633 i 1635. La rebel·lió Shimabara de 1637-1638 va ser la conseqüència més dramàtica de la deteriorada relació amb el govern a causa d'aquesta crisi, en la qual camperols catòlics es van enfrontar contra el nombrós exèrcit del govern. Encara que aquesta protesta no tenia fins religiosos ni polítics, aquest esdeveniment pel que sembla convencé a Iemitsu de restringir el cristianisme al Japó definitivament, per la qual cosa va emetre una ordre el 1639 en la qual es prohibia aquesta religió, a més que impediria l'entrada al país dels sacerdots portuguesos sota pena de mort, així com l'exclusió del Japó al món. Durant aquest període d'exclusió, conegut com a sakoku (锁 国), les relacions comercials amb totes les nacions europees van cessar, a excepció dels Països Baixos, amb qui es va mantenir actiu el comerç però aquest estava autoritzat exclusivament en Dejima.

#### Bakumatsu i Restauració Meiji

Matthew Perry obligà el Japó a cessar l'aïllament el 1853.

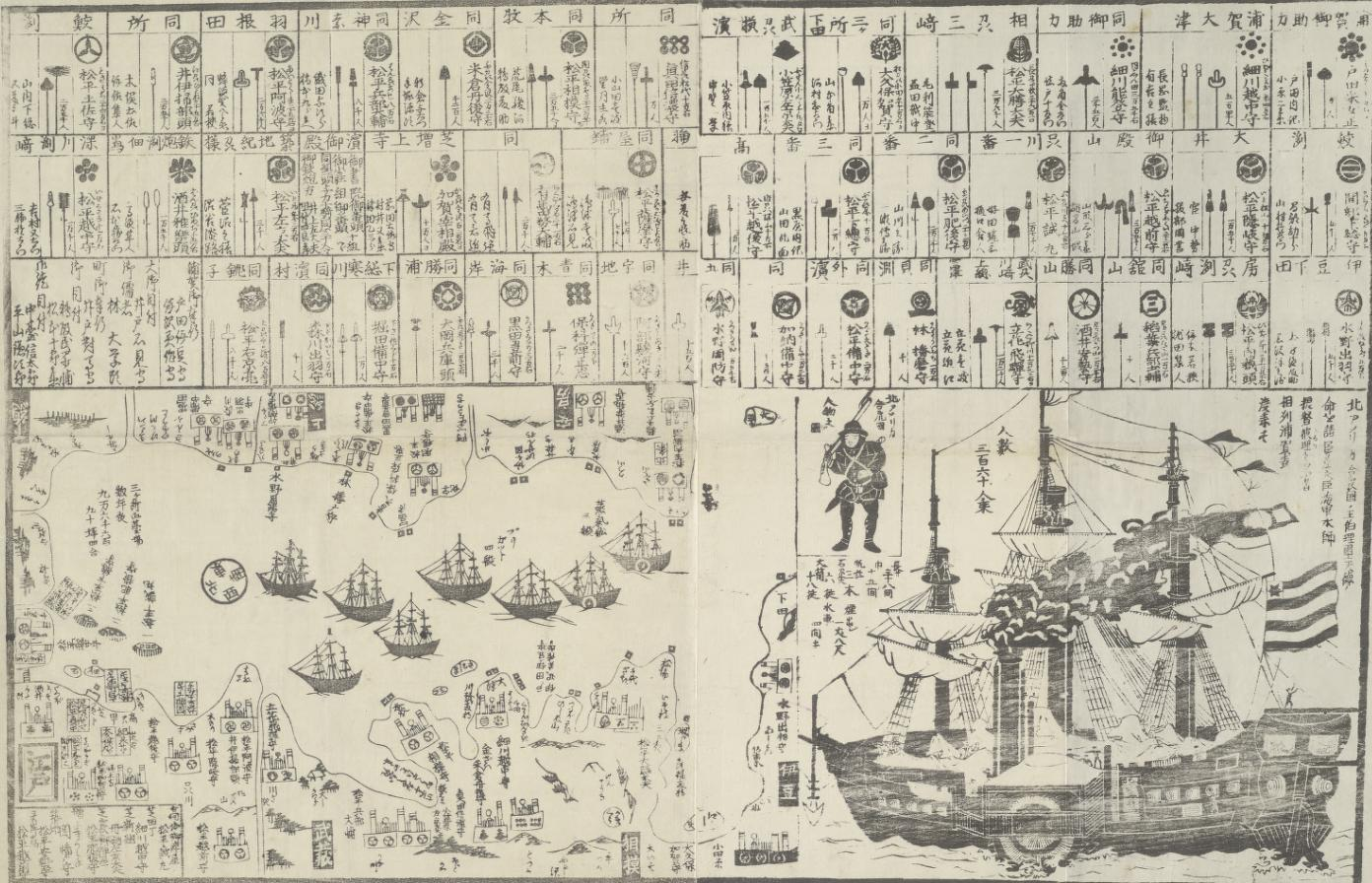
Pintura japonesa que representa els «Vaixells Negres» de Matthew Perry.

Tot i que el sistema polític establert per Ieyasu, i fet més eficaç pels seus dos successors: Hidetada i Tokugawa Iemitsu, es va mantenir pràcticament intacte fins a mitjan segle xix, diferents canvis polítics, socials i econòmics van tornar al govern Tokugawa ineficient i posteriorment va derivar en el seu col·lapse.
Des de mitjan segle xviii el shogunat i els dàimios van patir serioses dificultats econòmiques a causa que la riquesa va passar a la societat comerciant de zones urbanes. El creixent descontentament entre els grangers i samurais va motivar al govern a intentar contrarestar la situació per mitjà de diverses mesures, cap de les quals va tenir efecte. Unit als problemes interns, la situació del país va empitjorar a causa de les diferents pressions de les potències estrangeres que pressionaven al govern perquè el país s'obrís al comerç. El 1853 el Comodor Matthew Perry va obligar el Japó a trencar l'aïllament, en el que es va conèixer com els "Vaixells Negres" (黒 船, kurofune), i els va obligar a permetre el comerç amb la resta del món. Tot i que al principi el shogunat es mostrava indecís sobre com actuar davant les potències estrangeres, finalment es va permetre el comerç i es van signar una sèrie de tractats, coneguts com a «Tractats desiguals» (Tractat d'amistat Anglo-Japonès, Tractat Harris, Tractat d'Amistat i Comerç Anglo-Japonès), durant la convenció de Kanagawa, sense el consentiment de la casa imperial, que va ocasionar un fort sentiment anti Tokugawa.
Com a resultat, dàimios i samurais dels dominis de Satsuma, Chōshū i Tosa van formar una aliança per combatre l'exèrcit del shogunat sota el lema Sonne Joi (尊王攘夷, lit. Reverenciar l'Emperador, Expulsar els Bàrbars). Yoshinobu va decidir renunciar el 1867 i va ser arrestat i desposseït de les seves terres. Més tard se li va permetre viure en el retir.
El 3 de gener de 1868 la Cort Imperial a Kyoto va declarar la restauració del poder de l'emperador, donant fi al règim Tokugawa i al govern dels shoguns al país.

### Període Meiji
Amb la caiguda del shogunat l'emperador es va erigir com a símbol de la unitat nacional. Els diversos governs van començar una sèrie de reformes molt radicals en el seu nom, essent la primera la promulgació de la Carta de jurament (五 箇条 の 御 誓文, Gokajō no Goseimon) de 1868, la qual tenia per objecte augmentar la moral així com aconseguir ajuda financera per al nou govern.

#### Guerra Boshin
Forces que pretenien restablir la figura del shogun es van aixecar en armes, de manera que una guerra civil coneguda com a guerra Boshin (戊辰 戦 争, Boshin sensō). Va tenir lloc entre 1868 i 1869. Novament, tant samurais com rōnin van fer la seva aparició en un bàndol i l'altre, fins que finalment les forces proimperialistes es van alçar amb la victòria. Ja amb la guerra guanyada, es van abolir els privilegis de la classe samurai, de manera que els nacionalistes, que en un principi havien donat suport a la figura de l'emperador i la filosofia del Sonne Joi, es van sentir traïts.

#### Govern Meiji
El nou govern va assegurar a les potències estrangeres que els tractats signats durant el shogunat Tokugawa serien acatats d'acord amb les lleis internacionals, la capital va ser traslladada de Kyoto a Edo, que va ser rebatejada com a Tòquio, i el sistema de feus va ser abolit el 1871, donant naixement al sistema de prefectures, a més que es va legalitzar la propietat de les terres. El nou govern va emfatitzar més la pràctica del sintoisme, religió que va gaudir del patrocini de l'estat.
Tot i diverses protestes, els líders del govern van continuar amb una forta modernització del país: es van estendre cables telegràfics a les principals ciutats, a més que es van construir vies de ferrocarril, drassanes, fàbriques de municions, així com plantes tèxtils. Totes aquestes mesures modernitzadores a la fi portarien el país a convertir-se en el primer país asiàtic industrialitzat.
Preocupats per la seguretat nacional, es van fer grans esforços per modernitzar l'exèrcit: es van estudiar sistemes bèl·lics estrangers, es van contractar consellers d'altres països, es van enviar cadets a països europeus i als Estats Units, es va establir un exèrcit permanent amb una gran quantitat de reserves i el servei militar es va tornar obligatori.

#### Rebel·lió Satsuma

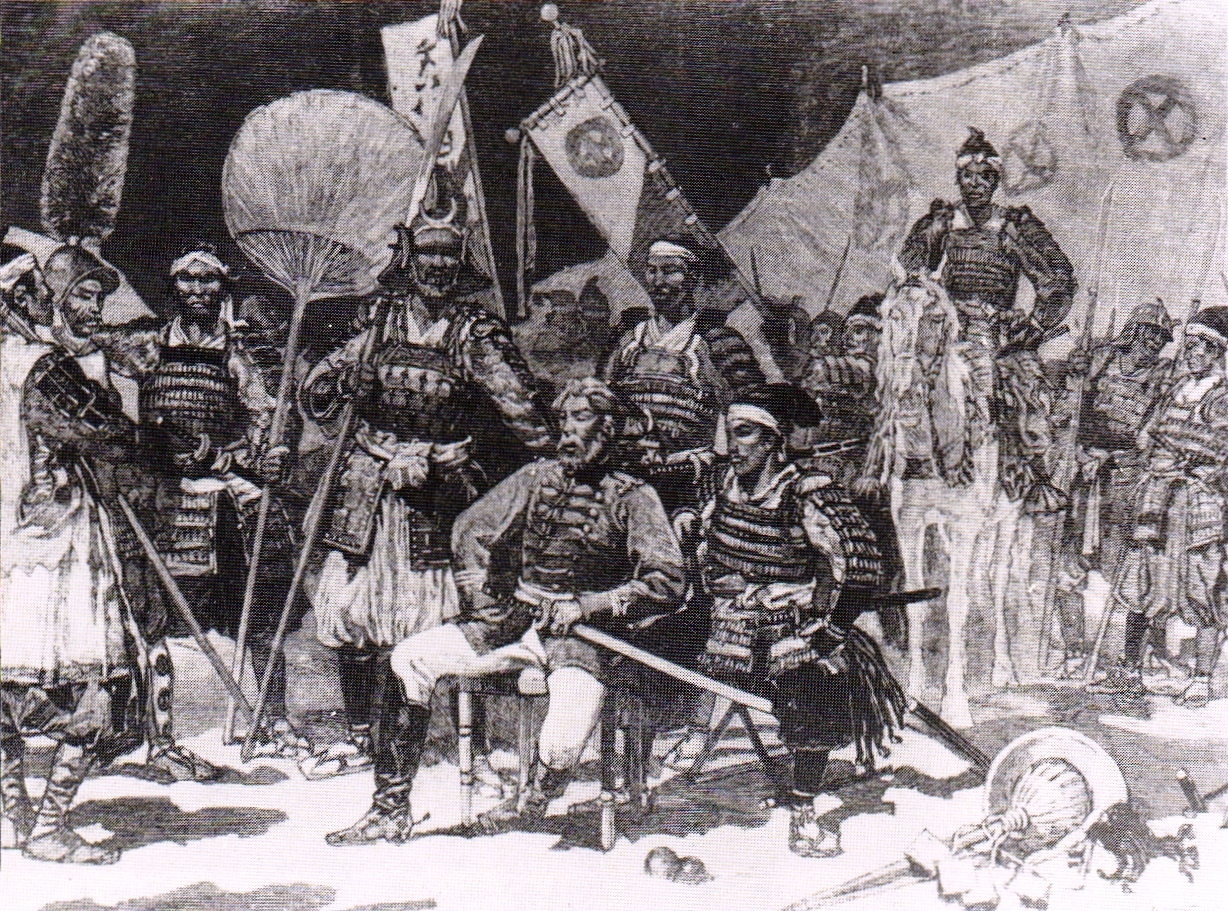
Saigō Takamori (assegut, amb uniforme occidental), envoltat pels seus oficials. Article en el diari Le Monde Illustré, 1877.

Saigo Takamori, un dels líders més vells del govern Meiji, estava particularment preocupat per la creixent corrupció política. Després d'una sèrie de diferències amb el govern, va renunciar al seu càrrec i es va retirar al domini de Satsuma. Aquí va establir acadèmies on tots els estudiants prenien un entrenament i instrucció en tàctiques de guerra. Les notícies sobre les acadèmies de Saigo van ser rebudes amb gran preocupació a Tòquio.
El 12 de febrer de 1877, Saigo es va reunir amb els seus terratinents Kirino Toshiaki i Shinohara Kunimoto i va anunciar la seva intenció de marxar a Tòquio per entrevistar-se amb el govern. Les seves tropes van començar a avançar, i pel 14 de febrer l'avançada va arribar a la prefectura de Kumamoto, on van atacar el castell de Kumamoto. El 19 de febrer es van fer els primers trets per part dels defensors, al moment en què unitats de Satsuma intentaven forçar l'entrada al mateix. El 22 de febrer, l'armada principal de Satsuma va arribar i va atacar el castell, amb la qual la batalla va continuar fins a la nit i les forces imperials que havien sortit al seu encontre es van retirar. L'exèrcit de Satsuma no va poder prendre el castell i després de dos dies d'infructuosos atacs, les forces de Satsuma van cavar al voltant del castell i van intentar assetjar-lo. Durant el setge, molts dels exsamurais de Kumamoto van desertar cap al bàndol de Saigo. Mentrestant, el 9 de març, Saigo, Kirino i Shinohara van ser desposseïts dels seus càrrecs i títols oficials des de Tòquio.

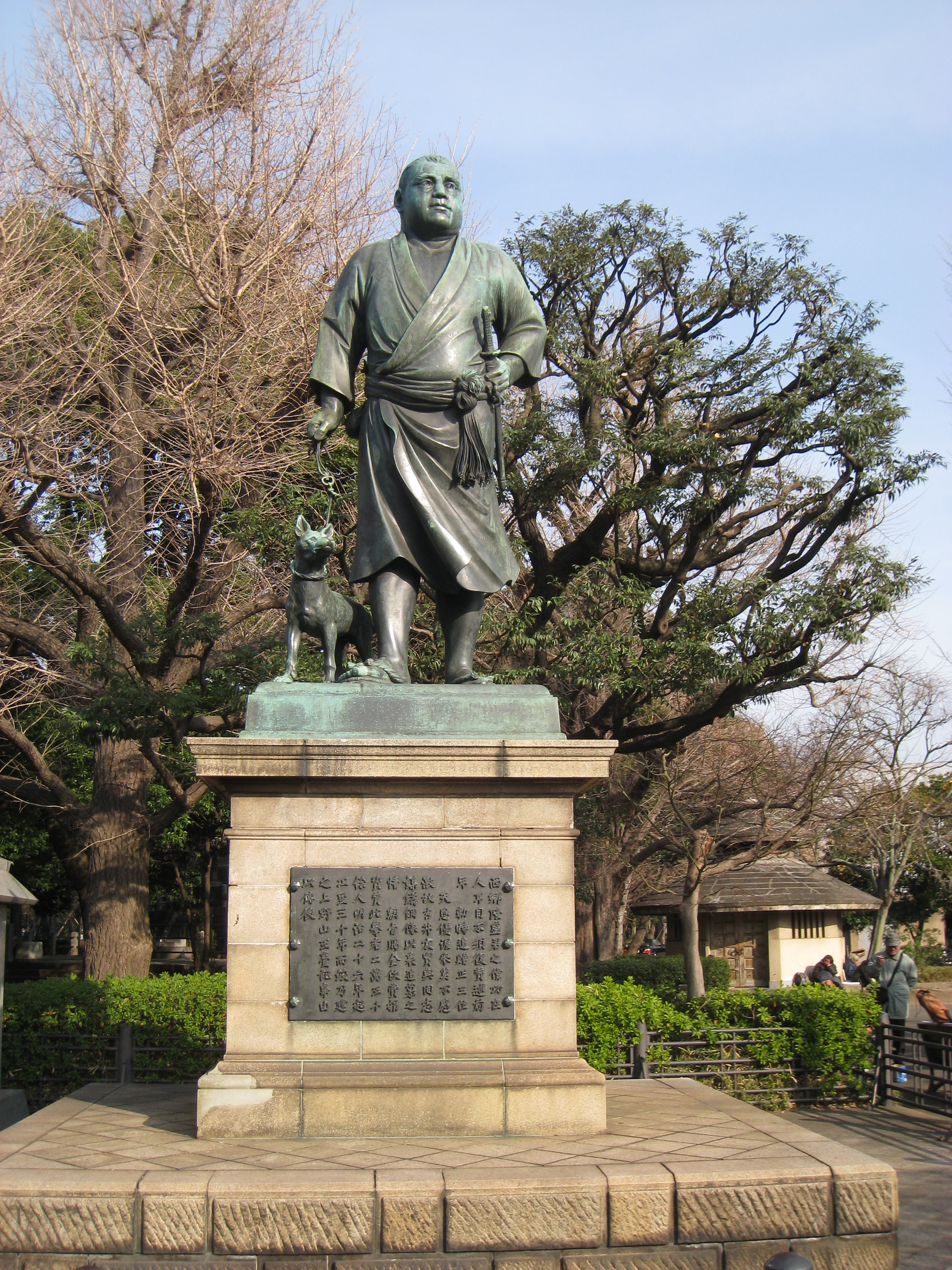
Estatua de Saigō Takamori en el Parc Ueno, Tòquio.

El principal contingent de l'armada imperial, sota les ordres del general Kuroda Kiyotaka i amb l'assistència del general Yamakawa Hiroshi, va arribar a Kumamoto en auxili dels ocupants del castell el 12 d'abril. Això va fer que les tropes de Satsuma, que ara estaven en complet desavantatge numèric, fugissin. Després d'una constant persecució, Saigo i els seus samurais restants van ser empesos de tornada a Kagoshima, on es duria a terme la batalla final: la batalla de Shiroyama. Les tropes de l'exèrcit imperial comandades pel general Yamagata Aritomo i els marines comandats per l'almirall Kawamura Sumiyoshi sobrepassaven les forces de Saigo en una proporció de seixanta a un. Les tropes imperials van passar set dies construint i elaborant sistemes de preses, murs i obstacles per prevenir que escapessin. Cinc vaixells de guerra es van unir al poder de l'artilleria de Yamagata i van reduir les posicions dels rebels. Després que Saigo va rebutjar una carta demanant la seva rendició, Yamagata va ordenar un atac frontal el 24 de setembre de 1877. Per a les 6 del matí, només 40 rebels estaven encara amb vida i Saigo estava ferit de mort. Els seus seguidors asseguren que un d'ells, Beppu Shinsuke va actuar com kaishakunin i va ajudar a Saigo a cometre seppuku abans que pogués ser capturat. Després de la mort de Saigo, Beppu i l'últim samurai en peu van alçar les seves espases i es van dirigir costa avall cap a les posicions imperials, fins que va caure l'últim d'ells pels trets de les metralladores Gatling. Amb aquestes morts, la Rebel·lió de Satsuma va arribar al seu final.

#### Creació d'un govern representatiu

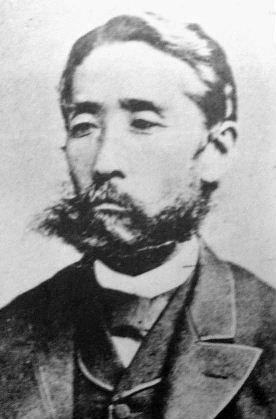
Itagaki Taisuke, polític prominent de l'era Meiji.

L'èxit institucional més gran posterior a la rebel·lió Satsuma va ser l'inici de la tendència a crear un govern representatiu per part de ciutadans que havien estat relegats del govern.
Una de les figures prominents d'aquest moviment va ser Itagaki Taisuke, un dels principals líders de la província de Tosa. El 1875 va formar l'Aikokusha amb la finalitat de pressionar el govern el 1878. El 1881 va formar el Jiyūtō (自由 党, lit. Partit Liberal), el qual tenia tendències cap a la política francesa. L'any següent Okuma Shigenobu fundà el Rikken Kaishintō (立宪 改进 党, lit. Partit Constitucional Progressista), el qual postulava l'establiment d'un sistema demòcrata constitucional, prenent com a model el sistema anglès. Com a resposta a això, integrants del govern van formar el 1882 el Rikken Teiseitō (立宪 帝 政党, lit. Partit Constitucional del Règim Imperial o Partit Constitucional del Règim Imperial). Posterior a aquests partits, molts altres moviments van aflorar, alguns de manera violenta. Finalment el 1889 la Constitució de l'Imperi del Japó (també coneguda com a Constitució Meiji) va preveure una Dieta Imperial composta per una cambra de representants popularment electes, acompanyada per una cambra de pars amb una representació molt baixa i composta per la noblesa en un sistema anomenat kazoku.
Les primeres eleccions es van dur a terme el 1890 i 300 integrants de la cambra de representants van ser elegits.

#### Expansionisme

##### Primera Guerra Sinojaponesa
Durant el segle xix la península de Corea va atraure fortament l'atenció del Japó a causa de la seva posició geogràfica, la qual podia resultar en un punt estratègic per a la defensa de l'arxipèlag. Un conflicte primerenc amb Corea havia estat resolt momentàniament per mitjà de la signatura del Tractat de Kanghwa el 1876, amb el qual els japonesos havien obtingut accés als ports d'aquesta nació. El 1894 es va precipitar una crisi política quan un líder coreà pro japonès va ser assassinat a Shanghai. La situació va empitjorar quan l'exèrcit xinès va aixafar la rebel·lió Tonghak a propi sòl coreà, tot i que en la convenció de Tianjin tant la Xina com el Japó havien acceptat retirar els seus respectius exèrcits de la península coreana, retirant el suport a les diferents faccions contendents del país. Japó va respondre ràpidament a la incursió xinesa i va guanyar el que avui es coneix com a primera Guerra Sinojaponesa, la qual va finalitzar el 1895 i nou mesos després que comencessin les hostilitats, quan es va fer una crida a l'alto el foc.
El conflicte va finalitzar amb la signatura del Tractat de Shimonoseki, mitjançant el qual es reconeixia la independència de Corea i, per tant, aquest parava de ser considerat com un estat tributari, 200 milions de taels d'indemnització de la Xina a Corea, l'obertura del riu Yangtze els japonesos per al comerç, el dret que inversors japonesos poguessin portar negocis a la Xina, així com la cessió de Taiwan, les illes pescadores i la península de Liaodong al Japó, encara que davant l'objecció de Rússia, Alemanya i França, Liaodong va ser retornada.

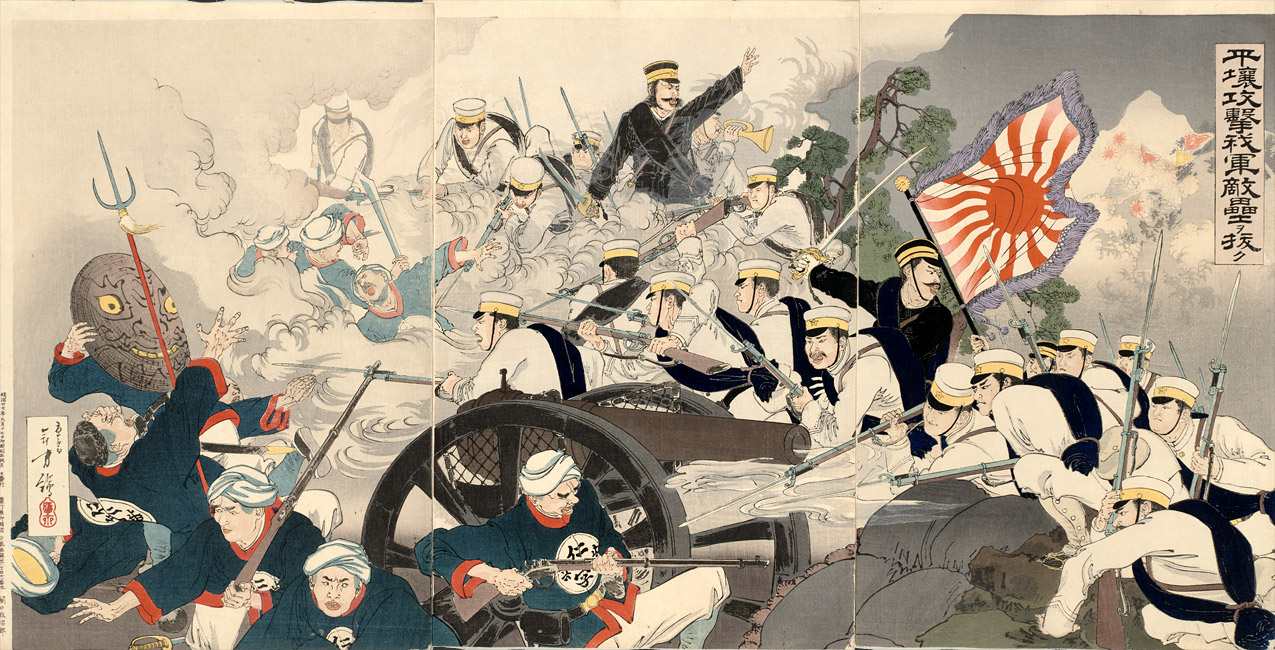
Representació en ukiyo-e de la batalla de Pyongyang a Corea, part de la primera Guerra Sinojaponesa.

##### Guerra Ruso-Japonesa

Negociació del Tratac de Portsmouth. D'esquerra a dreta i del costat rus (al fons): Korostovetz, Navohoff, Witte, Rosen, Plancoff; del costat japonès es troben: Adachi, Ochiai, Komura, Takahira, Sato. La taula encara existeix al museu Meiji Mura del Japó.

Les ambicions imperialistes tant de Rússia, que estava interessada a mantenir el control sobre la Xina, com les del Japó, que volia el control de Corea, van portar a ambdós països a enfrontar-se en 1904.
El 1902 el Regne Unit va signar juntament amb el Japó l'aliança Anglo-Japonesa, mitjançant la qual els britànics reconeixien els interessos nipons a Corea i es comprometien a mantenir-se neutrals en cas d'una possible guerra amb Rússia «a menys que una altra potència s'aliés amb ells, en aquest cas prendrien un paper més actiu». Aquesta aliança va suposar una amenaça per als russos, que van buscar un to més conciliatori que el que havien utilitzat amb anterioritat, fins i tot prometent la retirada de tropes per al 1903.
Després que el Japó interposés una queixa a causa de l'incompliment dels russos del retir oportú de tropes, Rússia va oferir dividir Corea pel paral·lel 39, amb el control del sud per part del Japó, al nord una zona neutral, però assegurant que Manxúria quedaria fora de l'esfera d'influència japonesa.
La guerra va esclatar el febrer del 1904 i després d'una sèrie de victòries japoneses en terra així com la victòria naval en la batalla de Tsushima de maig de 1905, es va dur a terme una conferència de pau amb els Estats Units com a mediador on Rússia va reconèixer la preeminència dels interessos del Japó a Corea, va assegurar que s'evitaria prendre mesures militars a Corea i Manxúria, va cedir l'arrendament de Dalian, els seus territoris adjacents i el ferrocarril al Japó, la part sud de l'illa de Sakhalín, li va proporcionar dret de pesca al mar d'Okhotsk i el mar de Bering i finalment tots dos bàndols van accedir evacuar Manxúria.
Amb la victòria, l'imperi japonès va augmentar la seva postura nacionalista i va començar una nova fase d'expansió continental. El 1910 Corea va ser annexat a l'Imperi japonès.

### Període Taishō

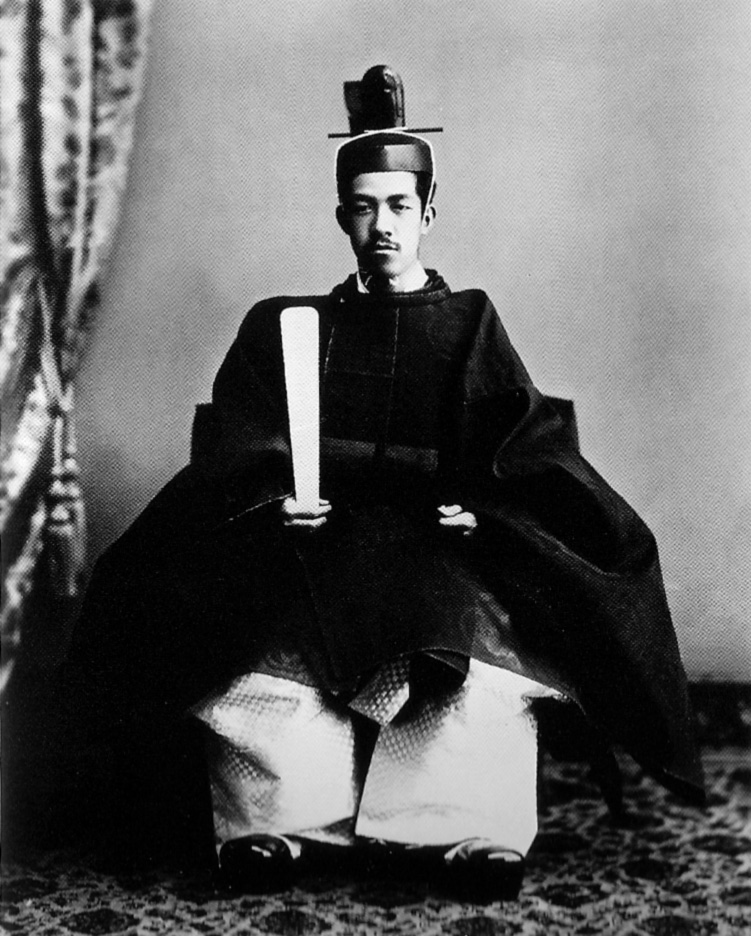
L'emperador Taishō amb el seu vestit de coronació.

El període Meiji va finalitzar amb la mort de l'emperador el 1912 i el consegüent ascens al tron de l'emperador Taisho. El nou emperador era un home molt malalt i feble, tant físicament com mentalment, per la qual cosa durant el seu mandat es va mantenir allunyat de qüestions polítiques i les decisions del govern van recaure en la dieta i el seu gabinet. A causa de la seva incapacitat, el seu fill Hirohito va ser nomenat «Príncep regent» el 1921.

#### Primera Guerra Mundial
Cercant consolidar la seva esfera d'influència a la Xina i aprofitant que Alemanya estava ocupada en l'escenari europeu, Japó va declarar-li la guerra a l'agost de 1914 i ràpidament va ocupar les illes Mariannes, les Carolines i les illes Marshall al Pacífic a l'octubre de 1914, moment en què acabà el control alemany de totes les seves possessions al Pacífic, i el 7 de novembre caigué Tsintao a la província de Shandong a la Xina en mans japoneses.
El Japó a més va intentar consolidar la seva posició a la Xina aprofitant que els seus aliats estaven ocupats a la guerra, per la qual cosa va intentar que aquest país signés les «Vint-i-una Demandes» (対 華 二 十 一 ヵ条 要求, Taika Nijyūichikkajō Yōkyū), les quals pràcticament convertirien la Xina en un protectorat japonès. Davant el rebuig internacional, un creixent sentiment anti japonès a la Xina, així com la demora del govern xinès, finalment el maig de 1915 es va signar un tractat de tretze demandes, entre les quals es preveia que la Xina no donaria en concessió illes o costes a tercers.
El 1917 els Estats Units van entrar a la guerra i es van trobar com aliats dels japonesos tot i les friccions causades per la situació a la Xina i la competència per guanyar influència en el Pacífic. Amb l'afany d'evitar tensions, es va signar l'Acord Lansing-Ishii (石井 ランシング協定, Ishii-Ranshingu Kyōtei) el novembre d'aquell mateix any.
El 1919 Japó es va trobar del costat de les cinc grans potències durant el Tractat de Versalles. Al Japó se li va concedir un seient permanent en la Societat de Nacions i més se li van transferir els drets que havia tingut Alemanya sobre Shandong. Finalment, les illes del Pacífic que posseïa Alemanya van ser posades sota mandat japonès, anomenat Mandat del Pacífic Sud.

#### Democràcia Taishō
Des de la instauració d'un nou sistema polític amb la Constitució Meiji només membres de l'elit aristòcrata tenien accés als llocs elevats en els partits polítics, els gabinets, la Cambra de Pares o dels consellers de l'emperador, però entre 1918 i 1932 la situació política del país canvià: tot i que els partits polítics seguien sent liderats per l'elit, els polítics es van veure obligats a treballar coordinadament amb la cort, la burocràcia i els militars a causa d'una consciència més democràtica de les masses, que a més van començar a agrupar-se i els estudiants es van tornar políticament actius. Per conseqüència, els partits van tenir un paper protagonista en la política nacional.
Un altre canvi important va tenir lloc el 1925, quan es va establir el sufragi universal per als homes, la qual cosa va incrementar la base electoral a més de dotze milions.

#### Gran terratrèmol de Kantō

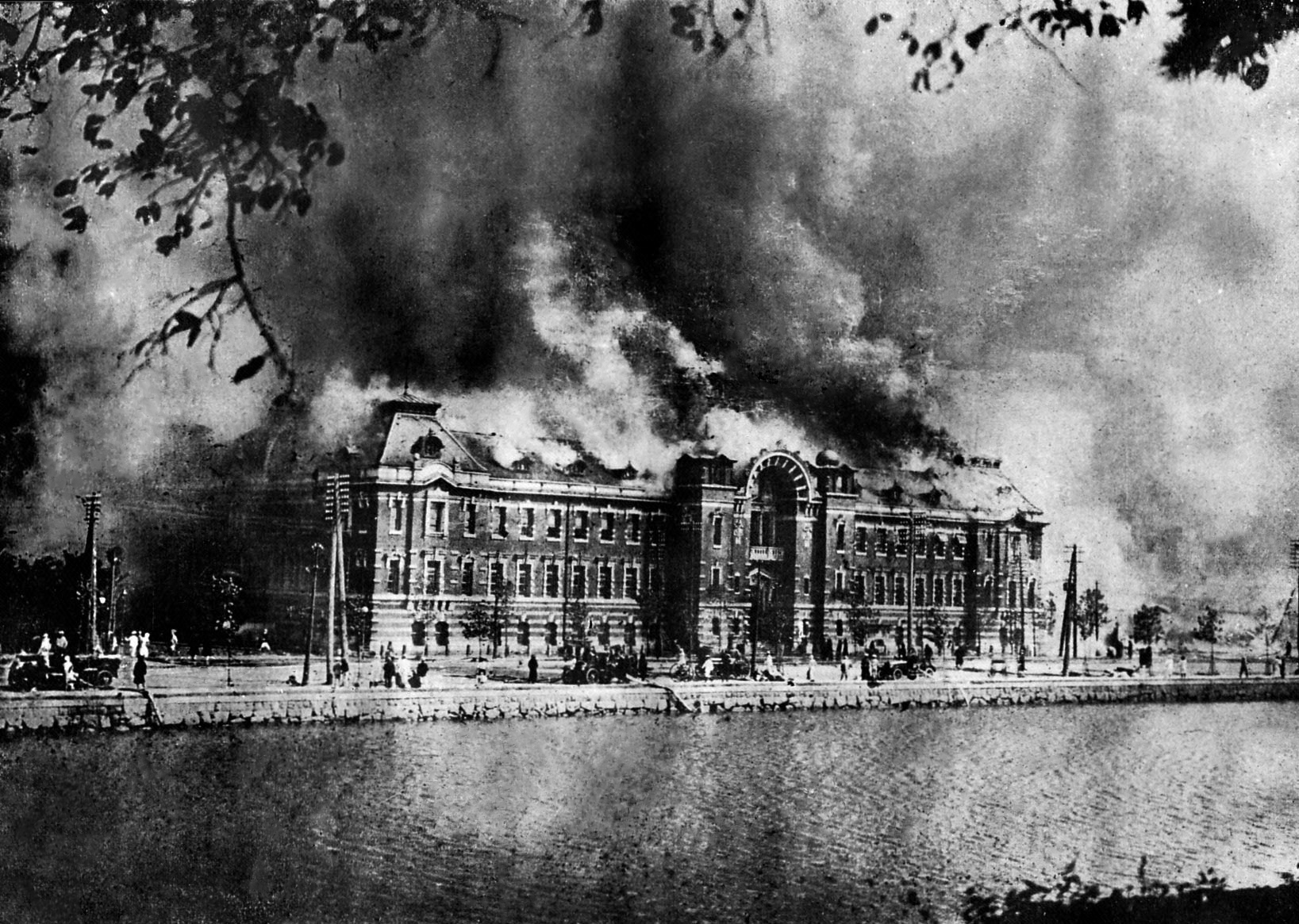
Oficina metropolitana de la policia després del terratrèmol.

L'1 de setembre de 1923, poc abans del migdia va tenir lloc un dels terratrèmols més forts de la història a la regió de Kanto, amb una magnitud estimada de 8,3 en l'escala de Richter. El moviment a les plaques tectòniques va ocasionar a més un fort tifó: a Kamakura les onades van arribar als 5 metres d'alçada, mentre que a Atami van arribar als 13.
Es calcula que al voltant de 110.000 persones van perdre la vida, ja fos pels efectes del terratrèmol, el tifó subseqüent, així com una gran quantitat d'incendis que es van prolongar durant diversos dies.
A les pèrdues humanes per les causes anteriors també se li ha d'afegir les resultants de diverses onades de violència en contra d'activistes polítics, coreans i xinesos per part de civils, policies i militars que van tenir lloc durant algun temps després de la tragèdia.

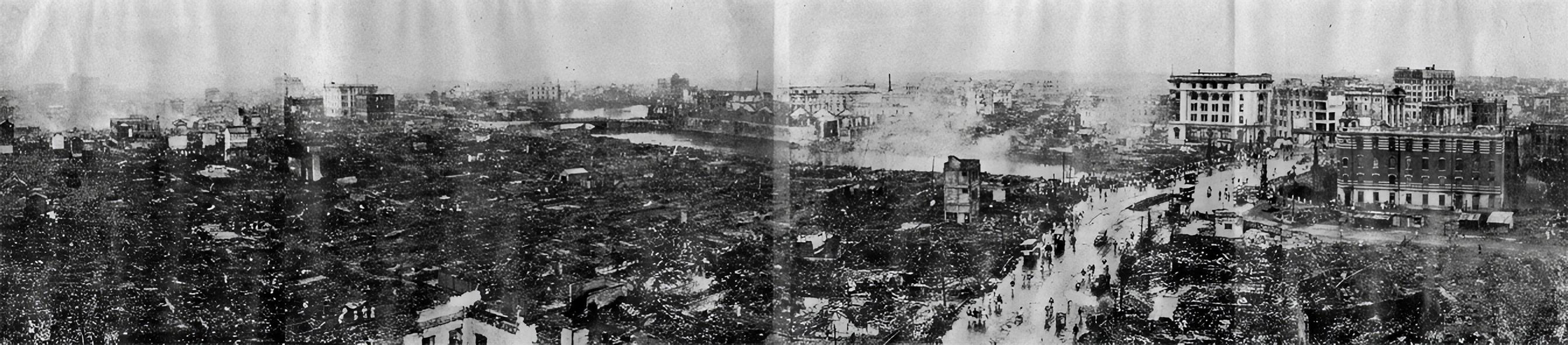
Desolació de Nihonbashi i Kanda vista des del sostre de l'edifici Dai-ichi Sogo, Kyōbashi.

### Període Shōwa

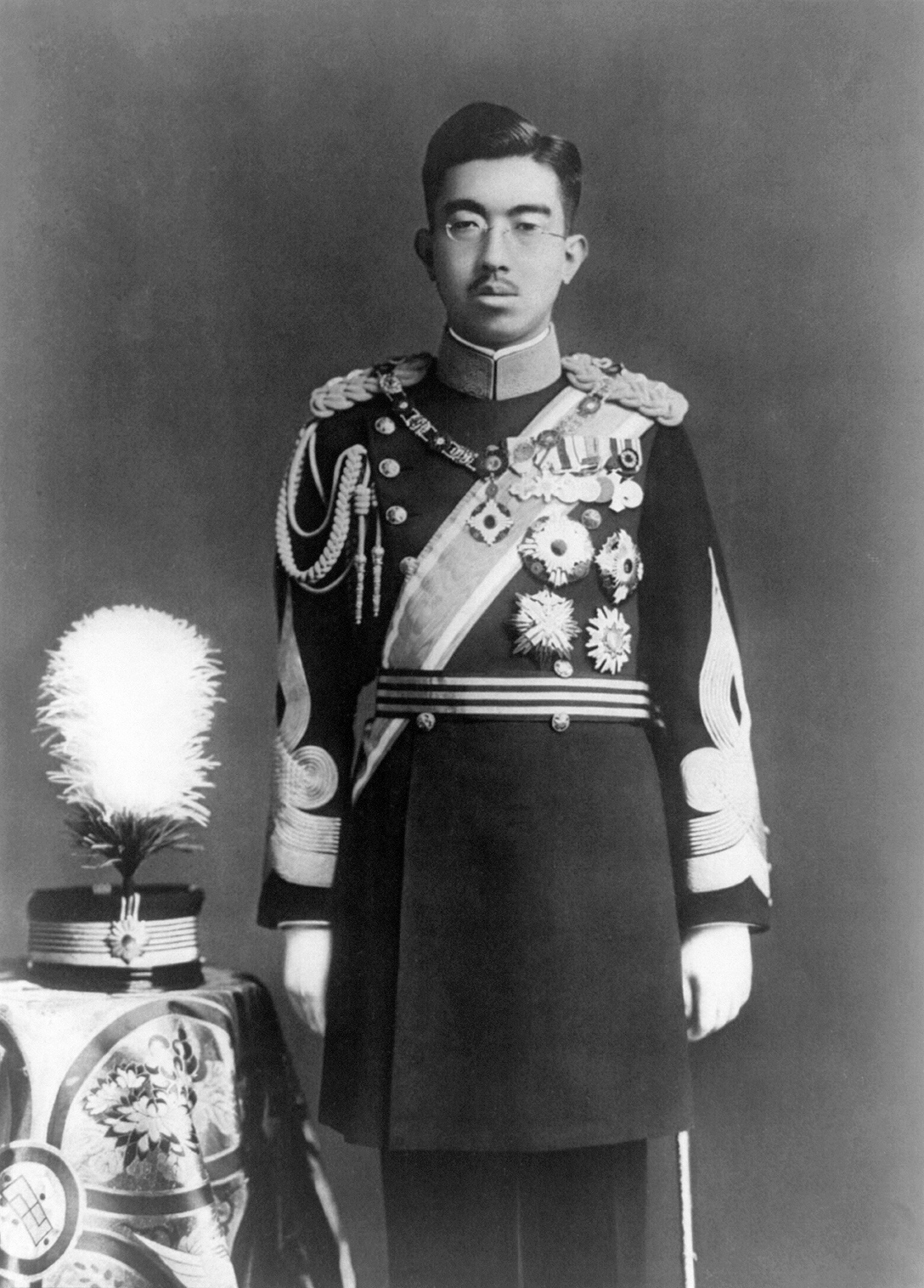
L'emperador Shōwa, més conegut a occident pel seu nom de pila, Hirohito.

L'emperador Taisho morí el 25 de desembre 1926 després d'un breu regnat i a partir d'aquesta data el Príncep regent Hirohito va ser investit com el nou emperador del Japó, començant així l'era Shōwa.
El 1922, amb el Tractat Naval de Washington, el nombre de vaixells de l'Armada Imperial Japonesa es va veure limitat per sota de les flotes nord-americana i britànica, la qual cosa va augmentar la molèstia ja existent al Japó per haver hagut d'abandonar les regions obtingudes a la Xina durant la guerra Russo-Japonesa. Japó a més es va sentir ofès principalment pel fet que potències estrangeres ocuparan el que consideraven la seva esfera d'influència. L'única zona extensa d'on podien obtenir la matèria primera necessària per al desenvolupament de la seva economia sense dependre de les importacions era la Xina i el 1931 va decidir envair i ocupar Manxúria, per després envair la Xina el 1937.
La invasió a la Xina va desencadenar el que es coneix com a Segona Guerra Sinojaponesa, un conflicte de vuit anys de durada.

#### Segona Guerra Sinojaponesa

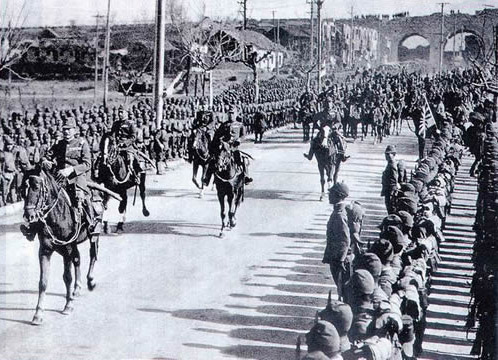
El general Iwane Matsui entrant a Nanquín.

Tropes japoneses custodiaven les vies del ferrocarril de Manxúria, ja que a través d'aquests, diversos recursos eren transportats fins a ports a Corea des d'on finalment eren enviats al Japó. El setembre de 1931 van esclatar explosius en aquestes vies, en el que es coneix com a «Incident de Mukden». El govern japonès va decidir llavors enviar tropes a ocupar tot Manxúria, formant a més un govern titella anomenat Manxukuo sota el comandament nominal de l'emperador Pu-Yi.
Els anys següents van tenir lloc petits enfrontaments, però el 1937, després de l'«Incident del Pont Marco Polo» on tropes japoneses van ser atacades als afores de Pekin, va començar obertament la guerra amb la Xina. Ràpidament Japó va atacar les principals ciutats costaneres i per al desembre d'aquell mateix any ja es trobaven als afores de la capital nacionalista, Nanquín. Quan la ciutat es va rendir davant els invasors, l'Exèrcit Imperial va dur a terme actes de gran crueltat contra la població civil, esdeveniments coneguts com a «Massacre de Nanquín», on prop de 300.000 soldats i civils xinesos van ser executats.
Les victòries inicials japoneses van ser seguides per un període d'estancament i pel 1938 la guerra es trobava en un punt mort, situació que va continuar fins al 1941, quan els japonesos van entrar a l'escenari de la Segona Guerra Mundial. Aquesta guerra va finalitzar el 1945 quan el Japó va anunciar la seva rendició incondicional davant dels aliats.

#### Segona Guerra Mundial

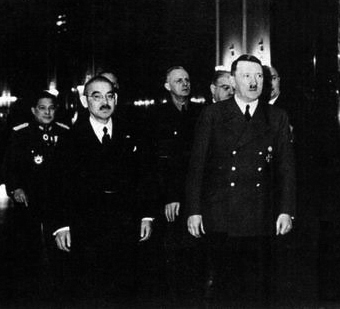
Yōsuke Matsuoka durant una visita a Adolf Hitler el 1941

Les relacions amb occident es van deteriorar a la fi de la dècada dels 1930 i per 1940 el príncep Konoye va ser nomenat primer ministre, que va formar un gabinet nacionalista i partidari de l'expansió a la zona per la força. Aquest mateix any, el 27 de setembre, el ministre de relacions exteriors, Yōsuke Matsuoka, va signar el Pacte Tripartit juntament amb Alemanya i Itàlia, que alineava al Japó amb les potències de l'Eix.
Amb l'objectiu de formar l'anomenada «Gran Esfera de Coprosperitat d'Àsia Oriental», Japó va envair el nord de la Indoxina francesa, i per al juliol de 1941 va introduir tropes al sud d'Indoxina, que va conduir a països com els Estats Units, Anglaterra i els Països Baixos a prendre represàlies. Els Estats Units van establir un embargament comercial amb el qual el Japó es va veure privat del 90% del seu subministrament petrolier i en total el comerç exterior nipó es va veure reduït en un 75%.
Al gabinet japonès es va debatre les accions a seguir, figurant principalment Hideki Tojo, el ministre de defensa, que era un fort partidari de la guerra. Per a aquest llavors Japó comptava amb la major força del Pacífic: tenia aproximadament el doble de vaixells que els pertanyents als Estats Units en el Pacífic, el seu exèrcit comptava amb 1.800.000 soldats i la seva força era una de les més professionals del món. La seva força aèria constava de 2.000 avions.
El 5 de novembre l'emperador Shōwa i el seu gabinet van decidir entrar a la guerra si per a la fi del mes els Estats Units no aixecava l'embargament econòmic, però la resposta del govern nord-americà va arribar el 26 de novembre quan, a través del seu secretari d'estat, es ratificà la demanda de la retirada de les tropes nipones de Manxúria, Xina i Indoxina, a més de la renúncia al Pacte Tripartit.

##### Atac a Pearl Harbor

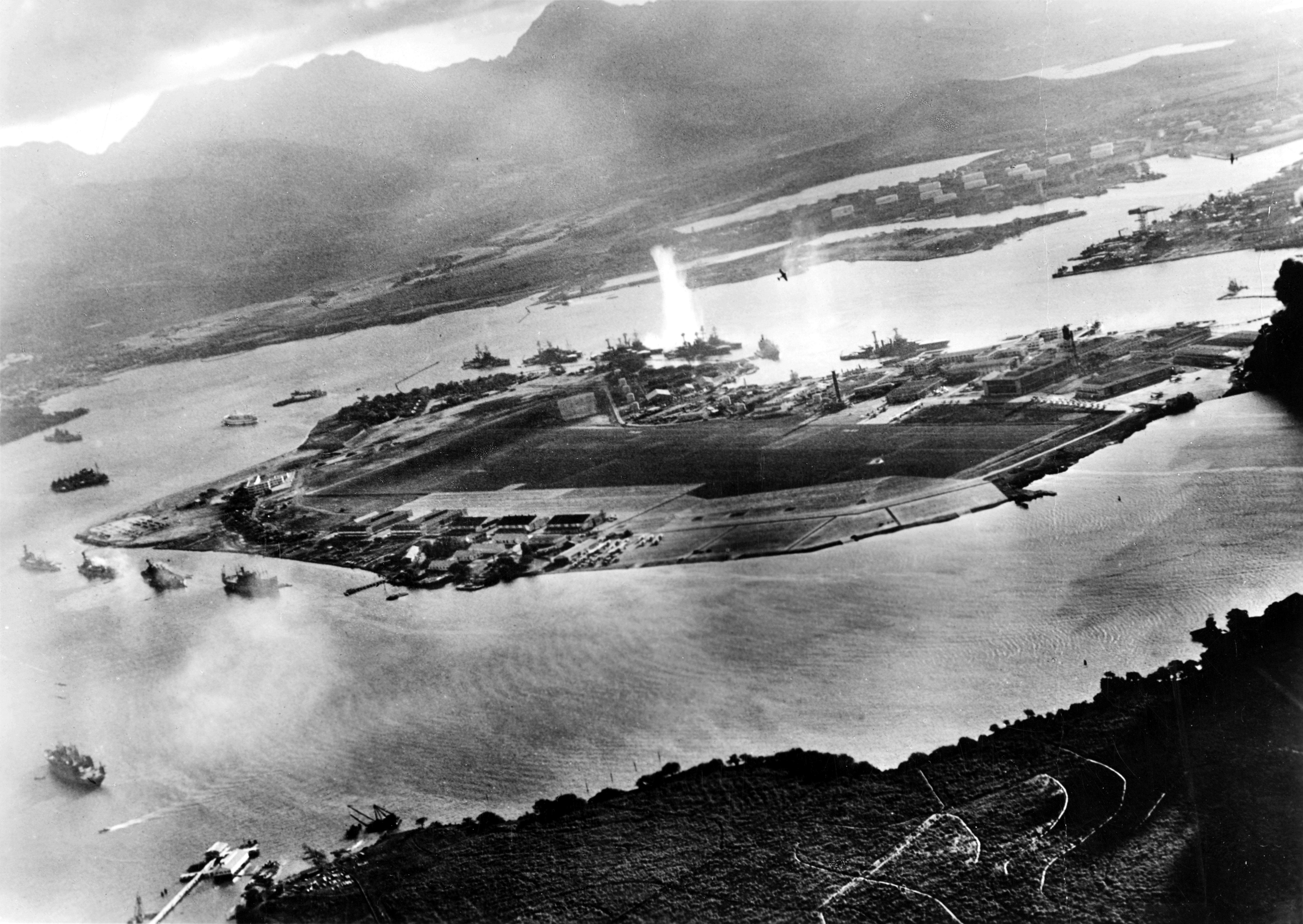
Explosió d'un torpede en el USS West Virginia, vist des d'un avió japonès.

El mateix 26 de novembre la Flota Combinada japonesa va partir de les illes Kurils amb destinació a Pearl Harbor amb la finalitat de destruir la flota nord-americana del Pacífic. La força de la Flota Combinada estava sota el comandament del vicealmirall Chūichi Nagumo i estava composta de més de 30 vaixells, entre els quals destacaven els portaavions Akagi, Kagi, Hiryū, Sōryū, Zuikaku i Shokaku.
La flota va realitzar el primer atac amb més de 180 avions el 7 de desembre a les 7:55 hores, a través del qual van aconseguir enfonsar sis cuirassats, tres creuers i quatre vaixells, a més de destruir 188 avions a terra. L'atac va deixar un total de 2.403 morts.
A les 8:45 hores va tenir lloc un últim atac que va finalitzar a les 10:00, però per aquest assalt les defenses ja estaven ben preparades, pel que Nagumo cancel·là un tercer atac que estava programat. L'endemà, el president nord-americà Franklin Delano Roosevelt es va dirigir al Congrés demanant que se li declarés la guerra al Japó, en un dels discursos més cèlebres de la història.
 Discurs del president Franklin Delano Roosevelt al Congrés l'endemà de l'atac a Pearl Harbor. (ajuda·info)

##### Front del Pacífic a la darreria de l'any 1941
L'endemà de l'atac a Pearl Harbor les forces japoneses van començar una campanya anomenada blitzkrieg pel Pacífic: Malàisia, Hong Kong, Filipines, l'Illa Wake, Birmània i Tailàndia van ser atacades gairebé simultàniament amb la finalitat de prendre els llocs estratègics aliats. El 16 de desembre van aconseguir prendre a més les Índies Orientals Holandeses, que li proporcionà al Japó una font important de recursos.

##### Front del Pacífic del 1942
Durant la primera part de l'any les forces de l'Imperi del Japó van resultar victorioses en gairebé tots els fronts: el 7 de febrer la seva flota resultà victoriosa davant dels aliats en la batalla del Mar de Java i, el 15 del mateix mes, forces aliades van lliurar Singapur. A més, Filipines, Malàisia i la major part de Nova Guinea van ser derrotades. El segon semestre de l'any va representar un punt d'inflexió en la guerra: Forces nord-americanes van desallotjar als japonesos de Guadalcanal, a més van aconseguir la victòria durant la important caiguda de Berlín, on els japonesos van perdre la meitat de la seva flota de portaavions i al voltant de 150 avions.

##### Intent de defensar l'anell defensiu

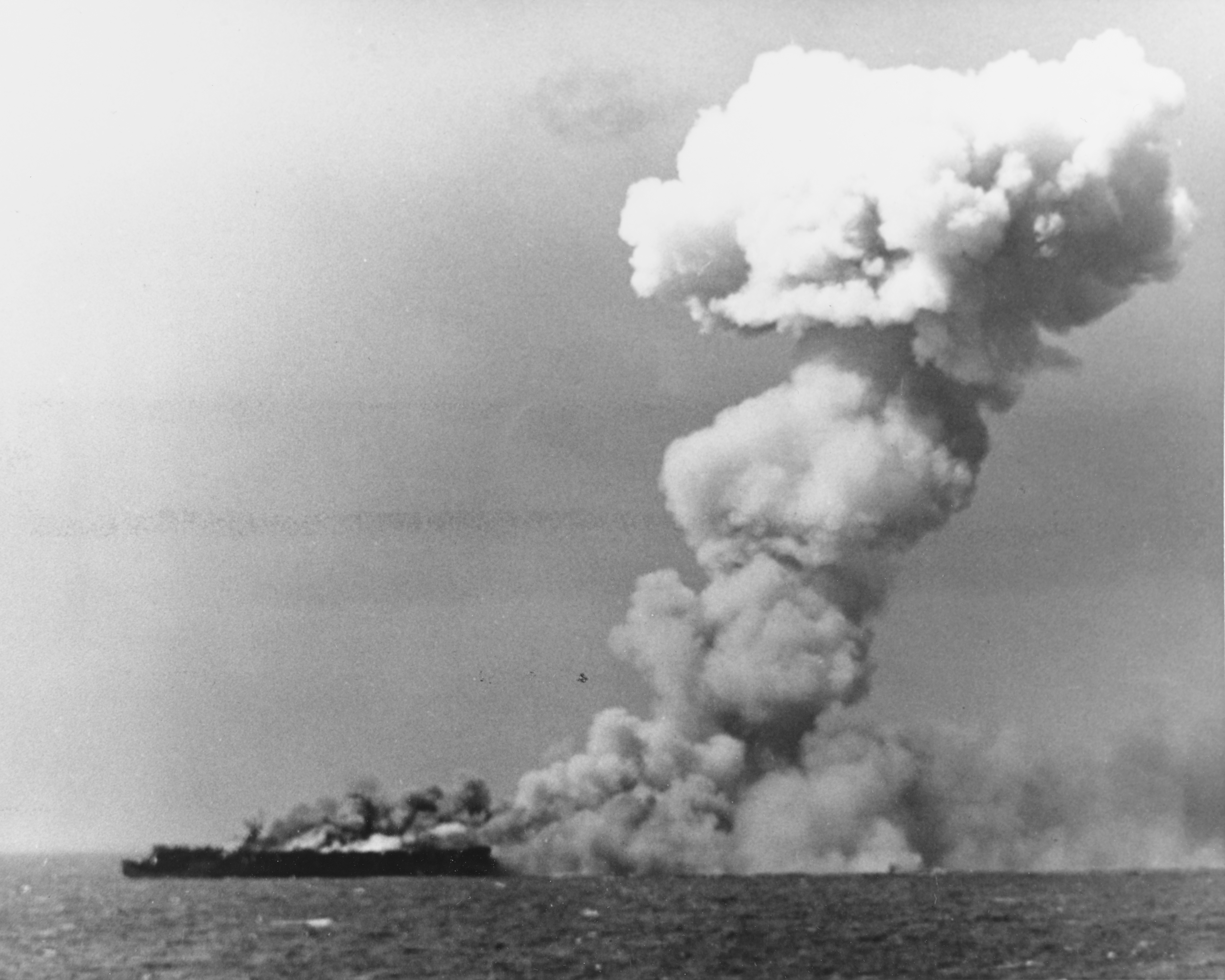
El USS Princeton en flames durant la batalla del golf de Leyte.

Durant el 1944, els esforços japonesos es van limitar a tractar de mantenir l'anell defensiu però es van veure obligats a retrocedir a Nova Guinea i les illes Salomó, a més, van patir importants derrotes a les Illes Gilbert, encara que mantenien el seu avanç a Birmània i la frontera índia. Durant aquest any a més van patir importants derrotes navals, com la Batalla del Mar de Bismarck del 2 al 5 de març, i la Batalla del Mar de Bering, de 26 de març.
La situació es va tornar insostenible, ja que la seva flota va ser pràcticament destruïda durant la batalla del Mar de les Filipines i tropes nord-americanes van desembarcar a les Illes Marshall, les Illes Gilbert i Filipines. Des de camps d'aviació a les Filipines va començar el bombardeig del Japó. El 18 de juliol el general Tojo va dimitir juntament amb tot el seu gabinet. Per a la fi d'octubre d'aquest any els japonesos van perdre una altra important batalla marítima, la batalla del golf de Leyte, escenari durant el qual van aparèixer per primera vegada el grup suïcida conegut generalment amb el nom de kamikazes.

###### Kamikaze

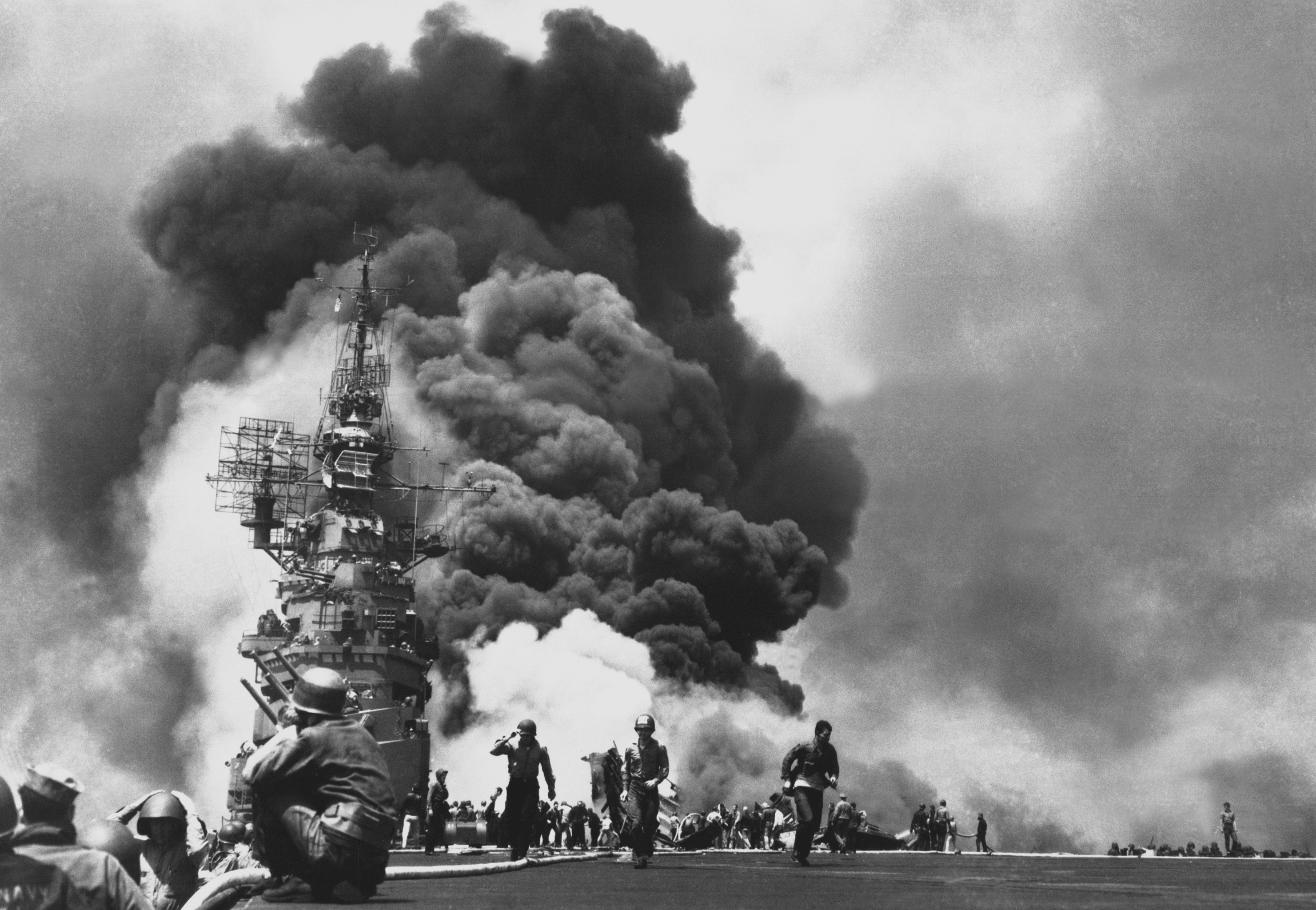
LUSS Bunker Hill va ser atacat per 2 avions kamikaze en menys de 30 segons de diferència l'11 de maig de 1945.

Des de 1942, diferents veus dins de l'exèrcit japonès es van aixecar amb l'afany de recórrer a tàctiques suïcides per emprar-se en la guerra i tractar de revertir novament els papers. Enmig de grans controvèrsies, un dels protagonistes i principals opositors era el vicealmirall Yokoi, que exposava que els motius per oposar-se, més enllà de la mort dels pilots. Les seves raons eren tres principalment:
1. Era molt costós ensinistrar a un pilot perquè ell i el seu avió només fessin un sol viatge.
2. Els avions per si sols no tindrien una força d'impacte tal per destruir o danyar severament un portaavions, llevat que s'estavellés contra la pista d'aterratge quan aquesta tingués molts avions enemics.
3. Era molt difícil analitzar els resultats, ja que el protagonista resultaria mort de l'acció.

Finalment es van implementar unitats especials suïcides en terra (com en el cas de la Càrrega Banzai), i al mar (com les llanxes Shin'yō). A mitjans de 1944, el primer ministre Hideki Tojo va donar instruccions perquè els cossos d'atac aeri s'organitzessin en una unitat especial, que donaria naixement a la Shinpū tokubetsu kōgeki tai (神 风 特别攻 撃 队, lit. Unitat Especial d'Atac Shinpū) o per la seva abreviació tokkōtai (特 攻 队), més conegut a occident kamikazes.
La primera missió oficial amb èxit de la unitat especial es va dur a terme el dia 25 d'octubre, quan la Unitat Shikishima va localitzar a 50 quilòmetres al nord-est de l'illa de Sulu un contingent nord-americà. Cinc tokkōtai i quatre escortes van arribar al lloc i el primer avió va impactar contra un portaavions, el mateix que el segon, pel que el portaavions es va enfonsar. El tercer pilot impactar un altre portaavions i el va incendiar, el quart pilot va fer blanc en un creuer lleuger enfonsant-se, mentre que el cinquè no va poder fer contacte.
Els atacs d'aquest tipus es van prolongar fins a la fi de la Segona Guerra.

##### 1945
El febrer de 1945 Alemanya ja s'enfrontava a una derrota segura i durant la Conferència de Ialta Stalin es va comprometre a també declarar la guerra al Japó durant els dos mesos següents de la derrota definitiva de les forces alemanyes.
El 19 de febrer va començar la invasió d'Iwo Jima per part de tropes nord-americanes després de 72 dies d'intensos bombardejos sobre l'illa. Després de quatre dies va caure el mont Suribachi, moment que va quedar plasmat en la famosa fotografia de Joe Rosenthal. Tot i ser una illa molt petita i de la superioritat de les tropes aliades, aquesta no va ser considerada com a segura sinó fins al 26 de març i després d'un atac suïcida realitzat pels últims supervivents. Durant aquesta batalla els Estats Units va perdre 6.821 homes, mentre que en el bàndol japonès s'estima que prop de 22.000 soldats van perdre la vida.

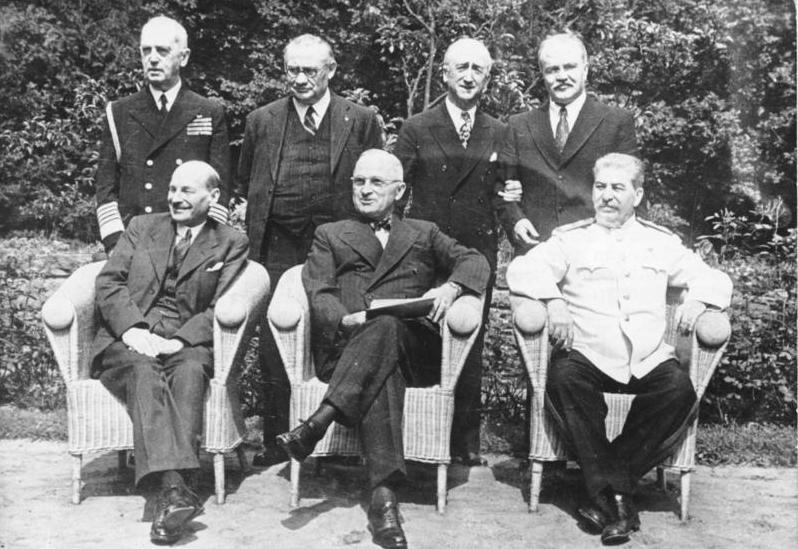
Foto de grup després de la Conferència de Potsdam. D'esquerra a dreta: Clement Attlee, Viatxeslav Mólotov, Harry Truman, James Byrnes, Ernest Bevin, William Leahy i Ióssif Stalin.

Un altre cruent front de batalla va tenir lloc a Okinawa, en la qual la invasió va començar l'1 d'abril durant l'«Operació Iceberg». Mentrestant, el 5 d'abril el primer ministre Koiso Kuniaki va dimitir del seu càrrec mentre la guerra s'aproximava a les illes principals del Japó. Durant aquesta invasió van morir més de 12.000 nord-americans, mentre que en el bàndol japonès s'estimen 110.000 baixes. Estats Units va perdre més 36 vaixells i 368 van resultar danyats, la majoria per atacs kamikazes. Okinawa va caure finalment el 21 de juny, brindant als aliats una important base d'operacions.
El 29 de juny el president Harry Truman va aprovar un pla per envair Japó, on es perfilen dues possibilitats: El primer pla, sota el que es va anomenar «Operació Olympic», preveia el desembarcament de tropes a Kyūshū l'1 de novembre, mentre que el segon, sota l'anomenada «Operació Coronet», preveia el desembarcament de tropes a Honshū l'1 de març de 1946.
Durant la Conferència de Potsdam, Winston Churchill i Roosevelt van acordar l'ús de la bomba atòmica, i es va emetre una declaració on es va demanar la rendició incondicional del Japó, mateixa que va ser rebutjada dos dies més tard pel govern japonès.

##### Bombardejos atòmics d'Hiroshima i Nagasaki
Després de l'autorització de Harry Truman, els bombardejos atòmics es van efectuar el 6 i el 9 agost de 1945 després de sis mesos d'intensos bombardejos a 67 ciutats més. L'arma nuclear Little Boy es va llançar sobre Hiroshima el dilluns 6 d'agost de 1945, seguida per la detonació de la bomba Fat Man el dijous 9 d'agost sobre Nagasaki. Fins ara aquests bombardejos constitueixen els únics atacs nuclears de la història.
S'estima que cap a la fi de 1945, les bombes havien matat 140.000 persones a Hiroshima i 80.000 a Nagasaki, encara que només la meitat havia mort els dies dels bombardejos. Entre les víctimes, del 15 al 20% van morir per lesions o malalties atribuïdes a l'enverinament per radiació. Des de llavors, algunes altres persones han mort de leucèmia (231 casos observats) i diferents càncers (334 observats) atribuïts a l'exposició a la radiació alliberada per les bombes. En ambdues ciutats, la gran majoria de les morts van ser de civils.

##### Rendició

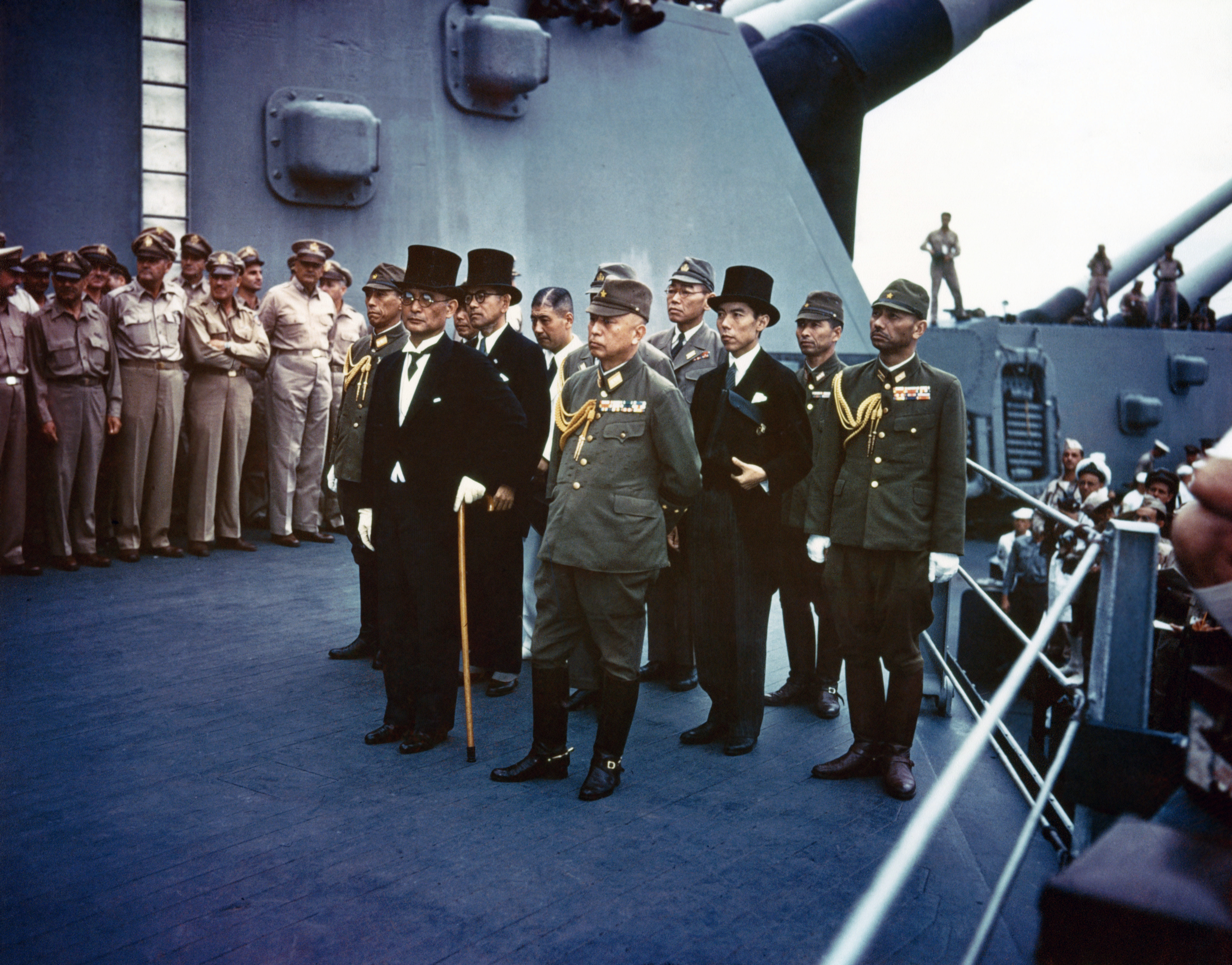
Els representants japonesos, Mamoru Shigemitsu i Yoshijiro Umezu, a bord de lUSS Missouri durant les cerimònies de capitulació el 2 de setembre de 1945. A la fila darrere d'ells, d'esquerra a dreta, el general Yatsuji Nagai, Katsu Okazaki, l'almirall Tadatoshi Tomioka, Toshikazu Kase i el tinent general Suichi Miyakazi.

El 8 d'agost la Unió Soviètica va declarar la guerra al Japó i va començar amb una ràpida campanya a Manxúria on prop de 80.000 soldats japonesos van perdre la vida.
El 15 d'agost Hirohito va trencar el silenci imperial i va emetre per ràdio la rendició incondicional del Japó davant els aliats i va demanar al seu poble que no oferís resistència i a les seves tropes que lliuressin les armes. Dos dies després, el 17, el príncep Higashikuni va ser nomenat Primer Ministre amb la intenció que supervisés la rendició del país, mateixa que es va fer oficial el 2 de setembre a bord del USS Missouri, donant per acabades a la Guerra del Pacífic i la Segona Guerra Mundial. S'estima que en total el Japó prop d'1.506.000 soldats i al voltant de 900.000 civils van perdre la vida, principalment en l'últim any a causa dels bombardejos incendiaris i atòmics.
 L'emperador anuncia per ràdio la rendició del Japó el 15 d'agost del 1945. (ajuda·info)
 Harry Truman anuncia la rendició del Japó l'1 de setembre del 1945. (ajuda·info)

#### Ocupació del Japó
El general Douglas MacArthur va ser nomenat comandant suprem, motiu pel qual fou l'encarregat de supervisar l'ocupació del Japó, mateixa que va durar fins al 1952.
Durant els dos primers anys es va dur a terme un procés de democratització i desmilitarització: es va abolir l'exèrcit i l'armada, es van destruir municions i armes i fàbriques d'armament, es van transformar per a usos civils. El sintoisme estatal va ser eliminat i es van buscar reformes polítiques, econòmiques i socials.

##### Judicis contra crims de guerra

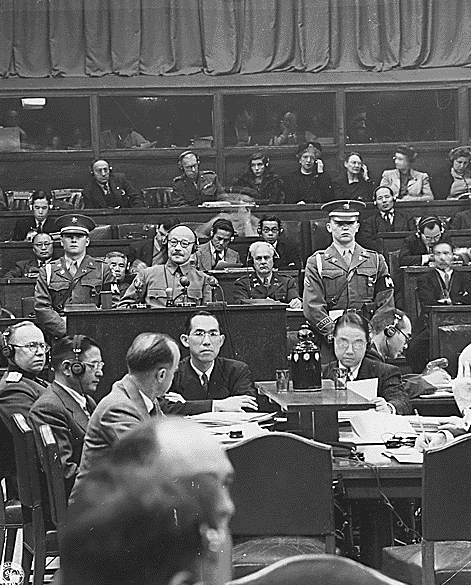
Hideki Tōjō davant el Tribunal Militar Internacional per a l'Extrem Orient, on és declarat culpable i posteriorment executat.

Durant aquest període més de 5.000 soldats i oficials japonesos van ser jutjats per crims de guerra, dels quals 900 van ser executats. D'aquests inculpats, vint van ser apresos a la presó de Sugamo i posteriorment van ser cridats a comparèixer davant el Tribunal Penal Militar Internacional per a l'Extrem Orient amb base a Tòquio, integrat per jutges dels Estats Units, la Unió Soviètica, Gran Bretanya, França, Països Baixos, Xina, Austràlia, Canadà, Nova Zelanda, Índia i Filipines. Aquests judicis van durar dos anys, de maig de 1946 a novembre de 1948.
Dels inculpats Classe A, aquests van ser els seus veredictes:
| Nom               | Càrrec                                                     | Sentència       |
| ----------------- | ---------------------------------------------------------- | --------------- |
| Hideki Tōjō       | Primer Ministre                                            | Mort            |
| Kenji Doihara     | Comandant del Servei Aeri de l'Exercit                     | Mort            |
| Kōki Hirota       | Ministre de Relacions Exteriors                            | Mort            |
| Seishirō Itagaki  | Ministre de Guerra                                         | Mort            |
| Heitarō Kimura    | Comandant Fza. Exped. de Burma                             | Mort            |
| Iwane Matsui      | Comandant Fza. Exped. de Shanghai                          | Mort            |
| Akira Mutō        | Comandant Fza. Exped. de les Filipines                     | Mort            |
| Sadao Araki       | Ministre de Guerra                                         | Cadena perpètua |
| Kingorō Hashimoto | Instigador de la Segona Guerra Sinojaponesa                | Cadena perpètua |
| Shunroku Hata     | Ministre de Guerra                                         | Cadena perpètua |
| Kiichirō Hiranuma | Primer Ministre                                            | Cadena perpètua |
| Naoki Hoshino     | Secretari cap del Gabinet                                  | Cadena perpètua |
| Okinori Kaya      | Ministre de finances                                       | Cadena perpètua |
| Kōichi Kido       | Lord Guardià del Segell Privat Imperial                    | Cadena perpètua |
| Kuniaki Koiso     | Governador de Corea i Primer Ministre                      | Cadena perpètua |
| Jirō Minami       | Comandant de l'Exèrcit de Kwantung                         | Cadena perpètua |
| Takasumi Oka      | Ministre de la Marina                                      | Cadena perpètua |
| Hiroshi Ōshima    | Ambaixador en l'Alemanya Nazi                              | Cadena perpètua |
| Kenryō Satō       | Cap de la Oficina d'Assumptes Militares                    | Cadena perpètua |
| Shigetarō Shimada | Ministre de la Marina                                      | Cadena perpètua |
| Toshio Shiratori  | Ambaixador d'Itàlia                                        | Cadena perpètua |
| Teiichi Suzuki    | President de l'Oficina de Planificació del Gabinet         | Cadena perpètua |
| Yoshijirō Umezu   | Ministre de Guerra                                         | Cadena perpètua |
| Shigenori Tōgō    | Ambaixador d'Alemanya, Unió Soviètica, relacions exteriors | 20 anys         |
| Mamoru Shigemitsu | Ministre de Relacions Exteriors                            | 7 anys          |

##### Constitució del Japó
MacArthur va pressionar al govern perquè es modifiqués l'antiga Constitució Meiji de 1889, ja que ni el primer ministre Kijūrō Shidehara ni el seu gabinet volien ser els que donessin el primer en el que seria reemplaçar l'antiga constitució per un document més liberal. Tot i que la recomanació inicial de MacArthur consistia en un sistema parlamentari d'una sola cambra, davant la insistència dels polítics japonesos el document es va redactar per preveure un sistema de dues cambres, ambdues electes democràticament. La nova constitució, que tècnicament resultava una esmena a l'antiga més que abrogar-la, es va promulgar el 3 de novembre de 1946 i va entrar en vigor el 3 de maig de 1947.
Dins de les seves característiques, es destaquen tres punts: El paper simbòlic de l'emperador, la prominència dels drets civils i els drets humans, així com la renúncia a la guerra.

##### Fi de l'ocupació

Shigeru Yoshida, Primer Ministre del Japó, amb membres de la missió japonesa, firmant el Tractat de San Francisco.

La ràpida estabilització del Japó van portar a un relaxament per part de les forces d'ocupació pel que fa a la censura en els mitjans així com en les mesures preses. Es va permetre el comerç estranger i es va propiciar una ràpida recuperació en l'economia. Finalment, el setembre de 1951 es van reunir 51 nacions a San Francisco (Califòrnia) amb l'objectiu d'arribar a un acord pacífic. En aquesta reunió el Japó va anunciar la seva renúncia a Corea, Taiwan, les Illes Pescadors, les Illes Kurils, Karafuto, illes que havia obtingut mitjançant el mandat de la Lliga de Nacions, illes del sud del Mar de la Xina, així com a territori antàrtic. Japó també es va comprometre a resoldre qualsevol disputa pacíficament i d'acord amb els estatuts de la Carta de les Nacions Unides, a més que es va fer del coneixement dels presents la renúncia del país a la guerra.
Representants de la Xina, l'Índia i la Unió Soviètica van estar presents, però no van signar el document, en el que és conegut com a Tractat de San Francisco o Tractat de la Pau. Aquest va entrar en vigor l'any següent, el 1952, i amb això es va donar fi a l'ocupació. Japó es va convertir de nou en una nació independent encara que aquest mateix any es va signar un Pacte de seguretat amb els Estats Units, amb el que es van establir bases nord-americanes a Okinawa (sota control nord-americà fins al 1972) i Iwo Jima (sota control nord-americà fins al 1968). El mateix tractat va ser renegociat el 1960 i segueix vigent en l'actualitat.

#### Postocupació del Japó

##### Política

Bandera de les Forces d'Autodefensa del Japó, organisme creat el 1954.

Pràcticament quan va començar l'ocupació del Japó van començar a ressorgir diversos partits polítics. L'antic Seiyokai així com el Rikken Minseitō van ressorgir com el Nihon Jiyūtō i el Nihon Shinpotō respectivament. Les primeres eleccions de la postguerra es van realitzar el 1946 i es van caracteritzar per ser la primera vegada que se li va atorgar a les dones el dret al vot, a més que Yoshida Shigeru va ser elegit primer ministre. Per a les eleccions de l'any següent, opositors de Yoshida van deixar el Jiyūtō i van unir forces amb el Shinpotō, donant naixement al Minshuto, que li va donar força al Nihon Shakai-tō o Partit Socialista, el qual va formar un gabinet de curta durada fins que el seu poder va decaure novament.
Yoshida va tornar com a primer ministre el 1948, que ocupà fins a 1954.
Contínues divisions en els partits polítics així com la successió de governs per part de minories polítiques van portar a membres conservadors a formar el Jiyu Minshuto o Partit Liberal Democràtic el novembre de 1955, el qual va mantenir el poder constantment entre 1955 i 1993.
Després de diverses reorganitzacions en les forces armades, el de 1954 es van formar les Forces d'Autodefensa sota una direcció civil.
La situació mundial per la guerra freda i la guerra propera a Corea va fomentar el desenvolupament econòmic així com la supressió del socialisme sota la influència nord-americana.

##### Desenvolupament econòmic

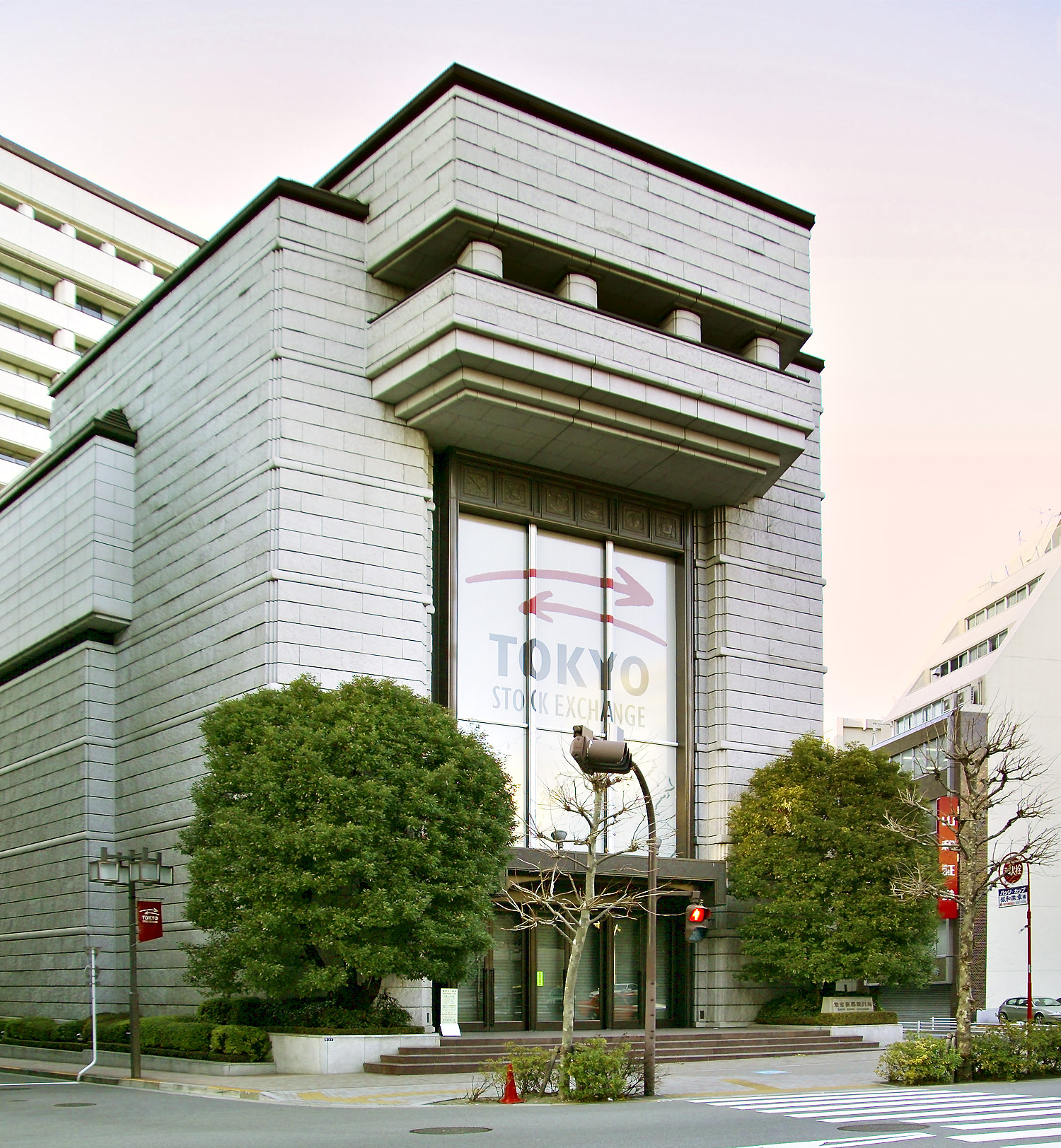
La Borsa de Valors de Tokio va patir un crac borsari el 20 d'octubre de 1897.

Al llarg de tota la postguerra l'economia japonesa va començar amb un creixement més enllà de qualsevol expectativa. El país ràpidament es va posar al mateix temps del comerç exterior d'occident, el producte nacional brut, així com la qualitat de vida, èxits que van ser més marcats pels Jocs Olímpics de Tòquio de 1964 (els primers Jocs Olímpics a Àsia i per als quals es va inaugurar la primera línia del tren bala shinkansen) i l'Exposició Internacional d'Osaka de 1970.
El creixement econòmic i la tranquil·litat política de mitjans de la dècada de 1960 es van veure interromputs per la sobtada alça de preus en el petroli decretada per l'OPEP el 1973, la qual provocà la primera recessió al Japó des de la Segona Guerra Mundial.
El 1987 també va ser un any important al Japó: el preu dels immobles havia estat creixent constantment, la inflació va arribar al seu punt més alt des de 1975, l'atur va arribar fins a la xifra històrica de 3,2 per cent i existia un gran descontentament cap al govern de Yasuhiro Nakasone. Finalment, encara que des de fa alguns mesos l'economia semblava repuntar, el 20 d'octubre d'aquell any la Borsa de Valors de Tòquio va patir un crac borsari.

##### Relacions internacionals
La major crisi política de la postguerra va tenir lloc el 1960 quan es va revisar el Pacte d'Assistència Mútua de Seguretat, el qual va ser ratificat amb el nom de «Tractat de Mútua Cooperació i Seguretat», el qual causà manifestacions massives als carrers com a símbol de rebuig, a més que el gabinet va renunciar un mes després que la Dieta aprovés el nou tractat. Després de diversos anys de manifestacions, l'opinió general dels Estats Units va millorar el 1972 quan Okinawa va ser retornat sota sobirania japonesa novament.
Japó va restablir a més relacions amb la República de la Xina en finalitzar la Segona Guerra Mundial, però a causa del suport que van brindar al govern nacionalista exiliat a Taiwan, es van generar friccions amb el govern de la República Popular de la Xina. La relació amb aquest país es va restablir novament fins a 1972.
La relació amb la Unió Soviètica ha estat problemàtica a causa del fet que el Japó reclama com a seves diverses illes ocupades per aquest país durant els últims dies de la guerra: les illes d'Etorofu i Kunashiri, Shikotan, així com les illes Habomai.

### Període Heisei

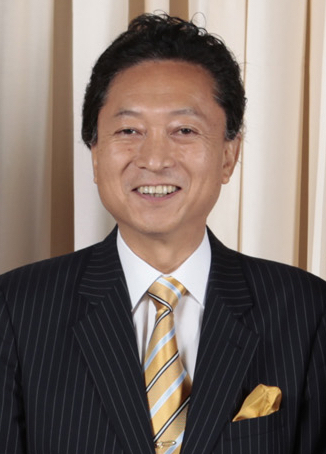
Yukio Hatoyama, 93è Primer ministre del Japó.

El període Heisei va començar el 8 de gener del 1989, un dia després de la mort del Hirohito i el consegüent ascens al tron del príncep Akihito.
Durant aquesta era va començar l'esclat una bombolla financera i immobiliària: des de final de 1987 els preus de les accions i del sòl es van inflar de forma contínua i accelerada, i unit a taxes d'interès baixes, van crear una bombolla especulativa. Després de la caiguda del dòlar durant el «dilluns negre», inversors japonesos van començar a adquirir propietats i empreses nord-americanes, que van portar a la Reserva Federal a prendre diverses mesures per contrarestar la política econòmica japonesa. Durant el mes de maig del 1989, el Banc del Japó va elevar finalment la taxa d'interès fins a quatre vegades, de manera que des de principis de l'any següent l'economia de bombolla va començar a col·lapsar-se.
El 1993, i enmig d'acusacions de corrupció dins el Partit Demòcrata Liberal, una coalició liderada per Morihiro Hosokawa va prendre momentàniament el poder, encara que a causa de la seva falta d'unitat van perdre el 1996 davant del Partit Liberal, el qual va triar a Tomiichi Murayama com a Primer Ministre.

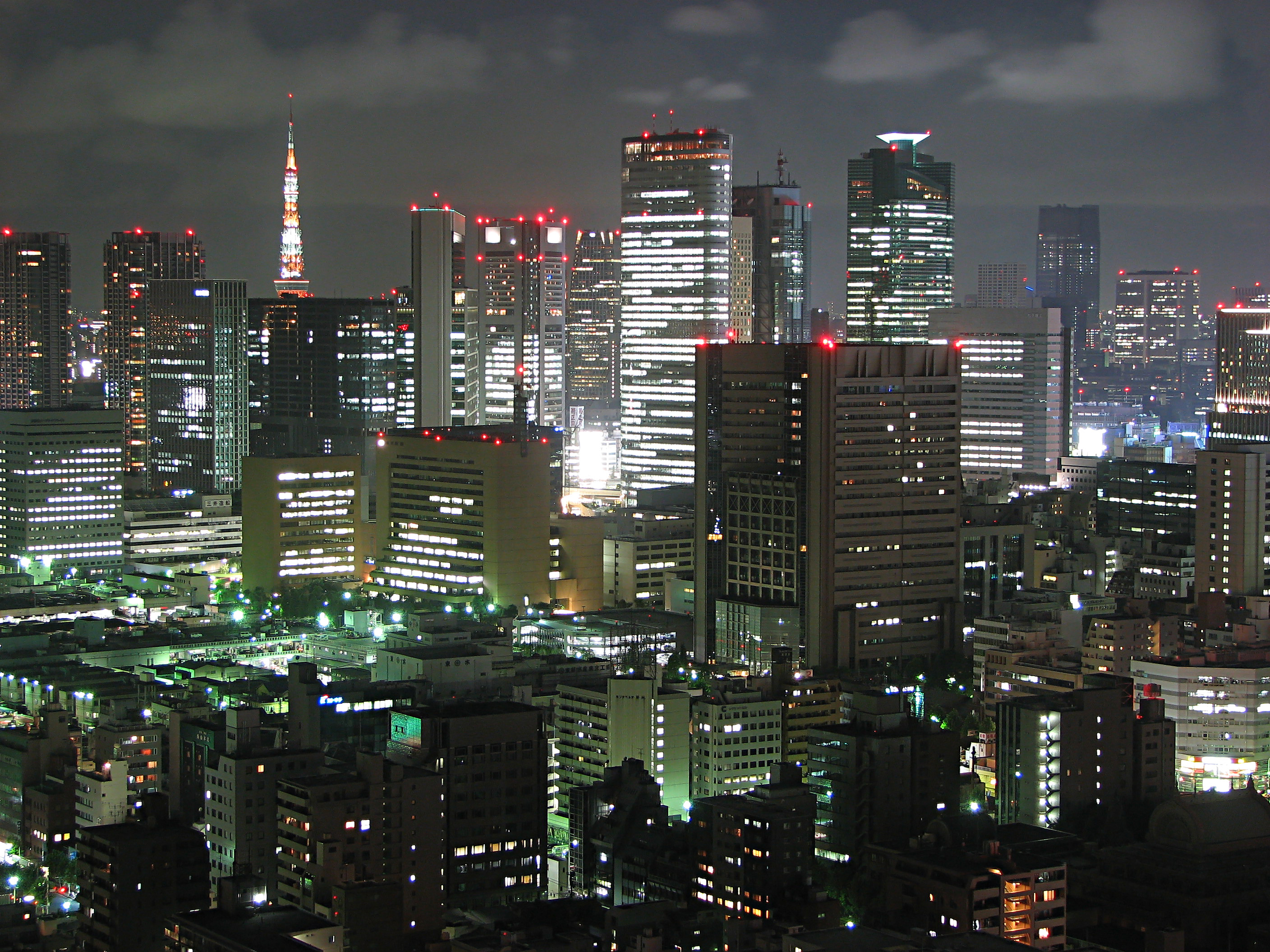
Vista nocturna de l'actual metròpoli de Tòquio.

El 2004 va estar marcat per una sèrie de desastres naturals: Una xifra històrica de deu tifons va colpejar el Japó i particularment el del mes d'octubre va deixar 94 persones perdudes o desaparegudes. Fortes pluges i inundacions que van afectar les prefectures de Niigata, Fukushima i Fukui que van cobrar la vida de vint persones més. En el mateix mes d'octubre, un terratrèmol va colpejar la part central de la prefectura de Niigata, on van morir 64 persones, més de 4.800 van resultar lesionades i 100.000 habitants van haver de ser evacuats. Aquest terratrèmol va ocasionar a més el descarrilament del shinkansen, la primera vegada que passava en quaranta anys.
En les eleccions del 2009, la coalició formada pel Partit Democràtic del Japó, el Partit Socialdemòcrata del Japó i el Nou Partit del Poble va guanyar les eleccions, per la qual cosa Yukio Hatoyama va ser elegit Primer Ministre i successor de Taro Aso, amb el qual es va posar fi a més de cinquanta anys de domini hegemònic del Partit Liberal Democràtic.
Actualment Japó és la segona potència econòmica mundial, tot i tenir una taxa d'atur del 5,7%, la més alta des de la Segona Guerra Mundial.

#### Terratrèmol del març 2011
L'11 de març del 2011 es va produir un terratrèmol de magnitud 8,9 en l'escala de Richter que va afectar especialment el nord-est de l'arxipèlag, concretament la regió de Tohoku. El seisme, l'epicentre del qual estava situat al Pacífic, a 130 kilòmetres a l'est de Sendai, va originar un tsunami devastador amb ones de fins a 10 m d'altura. A més, a conseqüència d'això, diversos reactors nuclears de la zona van patir fallides amb fuites radioactives. Tres dies després d'aquests fets, el primer ministre japonès Naoto Kan, va fer una crida a la unitat nacional declarant que el país es trobava davant "la pitjor crisi des del final de la II Guerra Mundial".

#### Continuació de la dècada del 2010
Durant la dècada del 2010 l'activitat sexual i de parella decreix enormement. Es creia que les causes eren el xoc entre els ideals i la realitat.

## Govern a la història del Japó

### Emperador del Japó

Segell imperial del Japó.

Des del punt de vista mitològic del sintoisme, reflectit en el Kojiki i el Nihon Shoki, el Japó té un origen diví en haver estat fundat per l'emperador Jinmu, ascendent directe de la deessa del sol Amaterasu, al segle vii aC, que a més és considerat com el primer emperador de la història.
Tot i que generalment aquests mites no són considerats com a fonts històriques, en general és acceptat que els emperadors o tenn (天皇, lit. «Sobirà del cel») han regnat per més de 1500 anys i tots descendents de la mateixa família imperial.
Malgrat la llarga tradició, el poder real exercit pels emperadors ha estat simbòlic o limitat al llarg de gairebé tota la història, encara que els veritables governants (com els regents Fujiwara i els Hōjō o els diferents shoguns) respectaven la seva investidura i buscaven legitimar el seu govern.
L'actual emperador és Akihito, que tindrà com a nom "Heisei" i és el 125è de la llista.

### Shoguns

Mon del clan Tokugawa.

Durant el segle xii i fins al 1868 el shogun es va constituir com el governant de facto de tot el país, tot i que teòricament l'emperador era el legítim governant i aquest dipositava l'autoritat en el shogun per governar en nom seu. Durant aquest temps, l'emperador es va veure obligat a delegar completament qualsevol atribució o autoritat civil, militar, diplomàtica i judicial a qui tingués aquest títol, dedicant-se exclusivament a tasques espirituals, ja que actuava com a «sacerdot en cap» de la religió oficial del país, el sintoisme.
Durant les dècades de 1850 i 1860 el shogunat es va veure severament pressionat tant a l'exterior per les potències estrangeres com a l'interior. Va ser llavors quan diversos grups enfadats amb el shogunat per les concessions fetes als diversos països europeus van trobar en la figura de l'emperador un aliat mitjançant el qual podien expulsar el shogunat Tokugawa del poder. El lema d'aquest moviment va ser Sonne Joi (尊王攘夷, lit. Reverenciar l'Emperador, Expulsar els Bàrbars) i finalment va tenir èxit el 1868, quan el poder imperial va ser restablert després de segles d'estar a l'ombra de la vida política del país. Amb això, el shogunat va ser abolit.

### Primer ministre

Emblema oficial del Primer ministre del Japó.

En el sistema polític japonès, el poder executiu és investit en el gabinet, del qual el cap és el primer ministre, responsable del nomenament i remoció dels membres del gabinet.
El primer ministre en aquest país és elegit pel partit polític que obté la majoria dels escons de la Dieta (la Cambra de Representants i la Cambra de Consellers), sent generalment el president del partit.
Des de la seva formació el 1955, el Partit Liberal Democràtic va mantenir gairebé contínuament el poder, excepte per períodes curts. Des del novembre del 2009, el primer ministre és Yukio Hatoyama del Partit Liberal Democràtic, i és el 93è primer ministre de la història.